# Liste der Biografien/Gun
Liste der Biografien |
Portal Biografien |
Personensuche
# |
A |
B |
C |
D |
E |
F |
G |
H |
I |
J |
K |
L |
M |
N |
O |
P |
Q |
R |
S |
T |
U |
V |
W |
X |
Y |
Z |
?
 
Ga |
Gb |
Gc |
Gd |
Ge |
Gf |
Gh |
Gi |
Gj |
Gk |
Gl |
Gm |
Gn |
Go |
Gp |
Gq |
Gr |
Gs |
Gu |
Gv |
Gw |
Gy |
Gz
 
Gua |
Gub |
Guc |
Gud |
Gue |
Guf |
Gug |
Guh |
Gui |
Guj |
Guk |
Gul |
Gum |
Gun |
Guo |
Gup |
Gur |
Gus |
Gut |
Guu |
Guv |
Guw |
Guy |
Guz
Die Liste der Biografien führt alle Personen auf, die in der deutschsprachigen Wikipedia einen Artikel haben. Dieses ist eine Teilliste mit 1115 Einträgen von Personen, deren Namen mit den Buchstaben „Gun“ beginnt.

## Gun
- Gun, Cedric van der (* 1979), niederländischer Fußballspieler
- Gün, Dennis (1956–2014), türkisch-österreichischer Bildender Künstler und Autor
- Gun, Katharine (* 1974), britische Geheimdienstangestellte als Übersetzerin, Whistleblowerin
- Gun, Kirill Andrejewitsch (1898–1983), sowjetischer Theaterschauspieler und Filmschauspieler
- Gun, Nerin E. (1920–1987), türkisch-amerikanischer Journalist
- Gun-Munro, Sydney (1916–2007), vincentischer Politiker, Generalgouverneur von St. Vincent und die Grenadinen

### Guna
- Gunabhadra (394–468), buddhistischer Mönch
- Gunadi, Tania (* 1983), US-amerikanische Schauspielerin
- Günak, Murat (* 1957), deutsch-türkischer Automobildesigner
- Günal, Hasan Peker (* 1948), türkischer Generalmajor
- Günal, Mehmet Nazif (* 1948), türkischer Unternehmer und Ingenieur
- Gunalan, Punch (1944–2012), malaysischer Badmintonspieler
- Günalp, Ekrem (* 1949), türkischer Fußballspieler
- Günaltay, Şemsettin (1883–1961), türkischer Politiker, Historiker und Ministerpräsident der Türkei
- Gunaprabha, indischer Buddhist
- Günar, Nedim (1932–2011), türkischer Fußballspieler
- Gunaratana, Henepola (* 1927), ceylonesischer, in den USA (seit 1968) lebender buddhistischer Mönch der Theravada Tradition
- Gunaratnam, Kamzy (* 1988), norwegische Politikerin
- Gunaratne, Saliya (* 1988), australischer Badmintonspieler
- Gunaratne, Vishmi (* 2005), sri-lankische Cricketspielerin
- Gunarto, Hary (* 1954), indonesischer Wissenschaftler
- Gunasegaran, Aravinn Thevarr (* 1993), malaysischer Sprinter
- Gunatileka, Sameera (* 1984), US-amerikanischer Badmintonspieler
- Gunawan, Budi (* 1959), indonesischer Polizeioffizier und Politiker, Minister
- Gunawan, Hendra (* 1982), indonesischer Badmintonspieler
- Gunawan, Henricus Pidyarto (* 1955), indonesischer Geistlicher, römisch-katholischer Bischof von Malang
- Gunawan, Indra (1947–2009), indonesischer Badmintonspieler
- Gunawan, Ruben (1968–2005), indonesischer Schachgroßmeister
- Gunawan, Rudy (* 1966), indonesischer Badmintonspieler
- Gunawan, Tony (* 1975), amerikanisch-indonesischer Badmintonspieler
- Gunawardena, Dinesh (* 1949), sri-lankischer Politiker
- Gunawi, Dharma (* 1971), indonesischer Badmintonspieler
- Günay, Diren (* 2003), deutscher Fußballspieler
- Günay, Enis, türkischer Filmemacher
- Günay, Vehbi (1953–2023), türkischer Fußballspieler
- Günaydın, Deste (* 1957), türkisch-alevitische Sängerin
- Günaydın, Engin (* 1972), türkischer Schauspieler, Drehbuchautor, Komiker
- Günaydın, Yusuf Ziya (* 1949), türkischer Architekt und Politiker, Bürgermeister von Isparta

### Gunb
- Gunba, Badra (* 1982), abchasischer Politiker
- Gunba, Saida (1959–2018), sowjetische Leichtathletin
- Gunbardhi, Silva (* 1981), albanische Pop- und Folk-Sängerin

### Gunc
- Günçar, Ali (* 1970), türkischer Fußballspieler und -trainer
- Gunčíková, Gabriela (* 1993), tschechische SängerinGabriela Gunčíková (* 1993)

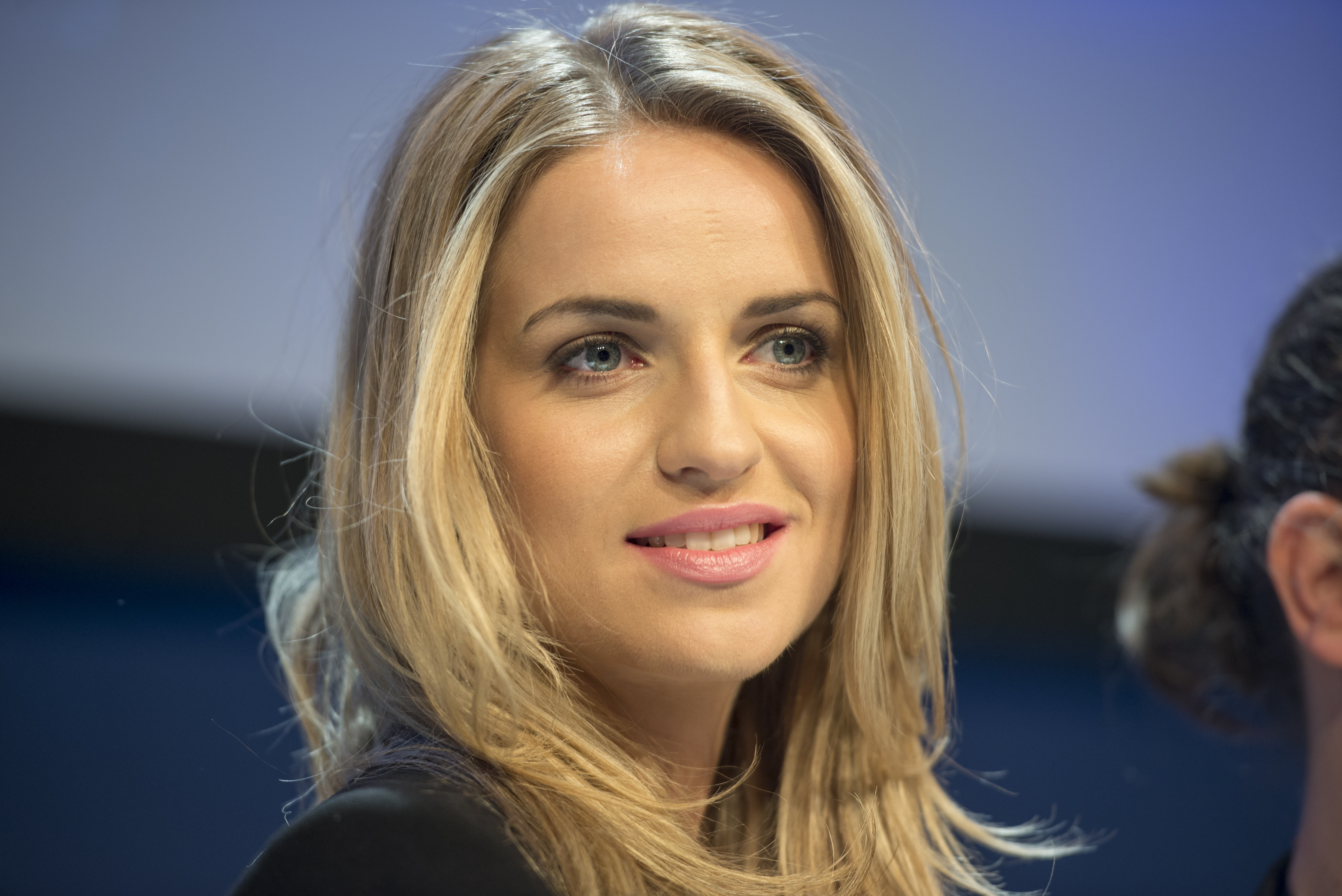
Gabriela Gunčíková (* 1993)

- Gunckel Lüer, Hugo (1901–1997), chilenischer Botaniker und Pharmazeut
- Gunckel, Johannes († 1535), deutscher Physiker und Logiker
- Gunckel, Lewis B. (1826–1903), US-amerikanischer Politiker

### Gund
- Gund, John (1830–1910), deutscher Unternehmer
- Gund, Konrad (1907–1953), Physiker und Elektroingenieur
- Gundacker von Judenburg, Dichter
- Gundacker, Alfred (1918–2001), österreichischer Komponist, Musiker und Pädagoge
- Gundacker, Felix (* 1960), österreichischer Genealoge
- Gundahar († 436), Anführer der Burgunden
- Gundar-Goshen, Ayelet (* 1982), israelische AutorinAyelet Gundar-Goshen (* 1982)

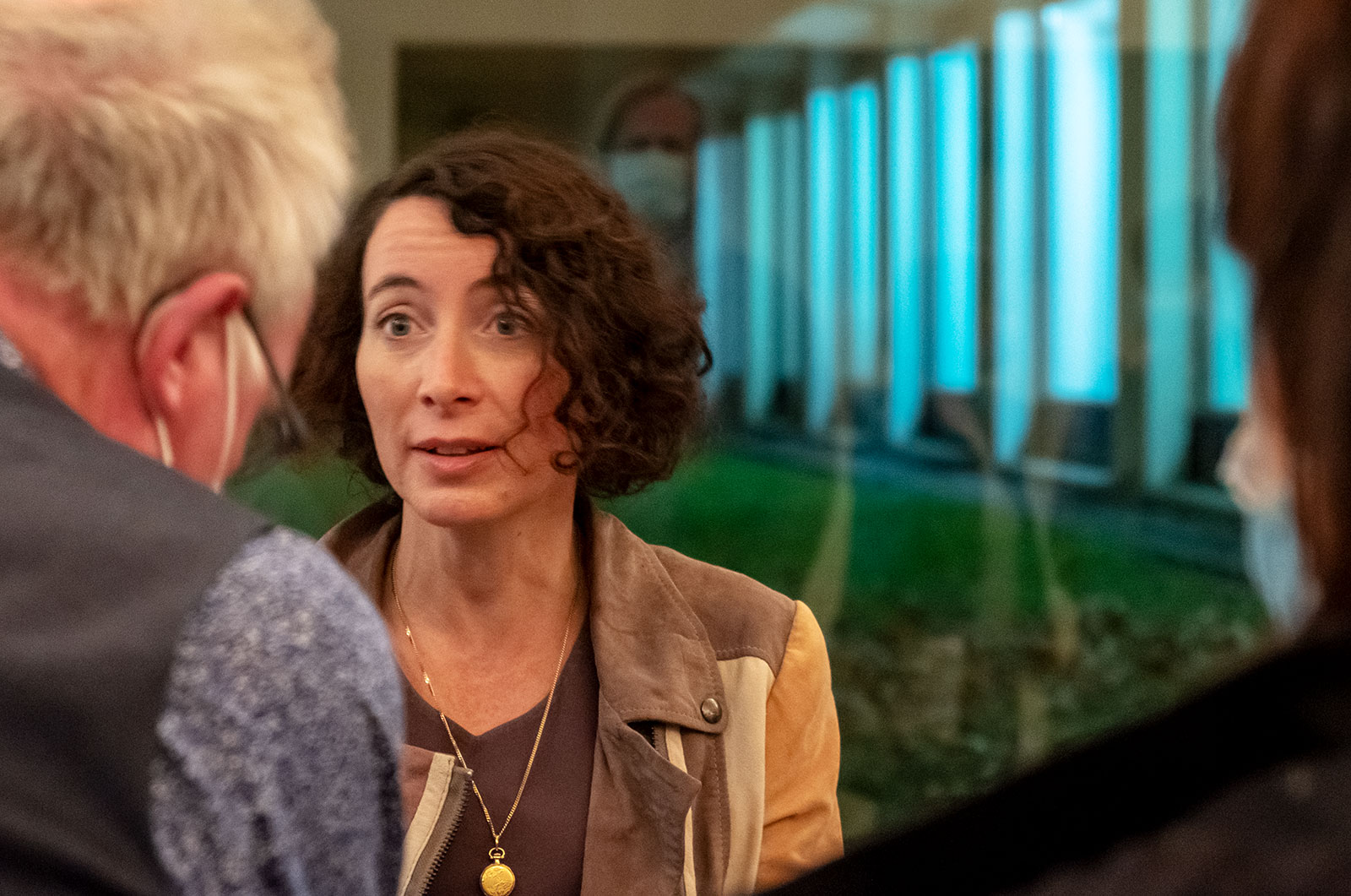
Ayelet Gundar-Goshen (* 1982)

- Gundarenko, Swetlana Aronowna (* 1969), russische Judoka
- Gundarewa, Natalja Georgijewna (1948–2005), sowjetische bzw. russische Theater- und Filmschauspielerin
- Gundarzew, Wladimir Iljitsch (1944–2014), sowjetischer Biathlet
- Günday, Hakan (* 1976), türkischer Schriftsteller
- Gündegmaa, Otrjadyn (* 1978), mongolische Sportschützin in den Disziplinen Sportpistole und Luftpistole
- Gündegmaa, Tsagaandordschiin (* 1946), mongolische Kunstturnerin
- Gundekar I. († 1019), Fürstbischof von Eichstätt
- Gundekar II. (1019–1075), Kaiserlicher Hofkaplan, Bischof von Eichstätt
- Gündel, Emma (1889–1968), deutsche Kinderbuchautorin
- Gündel, Friedrich Hermann (* 1815), deutscher Pädagoge und Sachbuchautor
- Gündel, Gustav (1794–1860), deutscher evangelischer Geistlicher und Erzieher
- Gundel, Hans Georg (1912–1999), deutscher Althistoriker
- Gundel, Johan (1875–1941), grönländischer Landesrat
- Gündel, Johannes (1872–1938), deutscher Reichsgerichtsrat
- Gundel, Jörg (* 1967), deutscher Hochschullehrer und Rechtswissenschaftler
- Gundel, Károly (1883–1956), ungarischer Koch und Gastwirt
- Gundel, Max (1901–1949), deutscher Hygieniker, Bakteriologe und Hochschullehrer
- Gundel, Okka (* 1974), deutsche Fernsehmoderatorin und JournalistinOkka Gundel (* 1974)

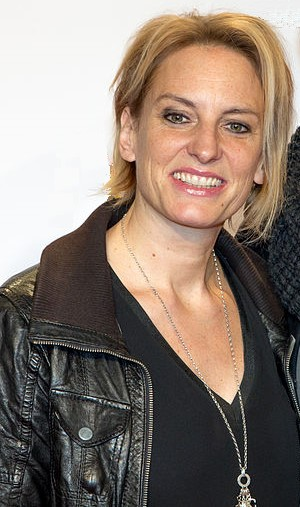
Okka Gundel (* 1974)

- Gundel, Peter (1895–1931), grönländischer Schriftsteller und Fotograf
- Gundel, Philipp (1493–1567), deutscher Rechtswissenschaftler und Hochschullehrer
- Gundel, Wilhelm (1880–1945), deutscher Klassischer Philologe
- Gundelach, Elias (1802–1847), Mitglied der kurhessischen Ständeversammlung
- Gundelach, Emil (1821–1888), deutscher Glasmacher und Unternehmer
- Gundelach, Finn Olav (1925–1981), dänischer Diplomat, Vizepräsident der EG-Kommission
- Gundelach, Gudrun (* 1942), deutsche Schauspielerin
- Gundelach, Gustav (1888–1962), deutscher Politiker (KPD), MdHB und MdB
- Gundelach, Hans-Jürgen (* 1963), deutscher Fußballtorhüter
- Gundelach, Herbert (1899–1971), deutscher Offizier, zuletzt Generalmajor im Zweiten Weltkrieg
- Gundelach, Herlind (* 1949), deutsche Politikerin (CDU), Senatorin in Hamburg, MdB
- Gundelach, Johann Daniel (1739–1818), deutscher Geistlicher und Theologe
- Gundelach, Johann Jürgen († 1736), deutscher Glasmacher
- Gundelach, Karl (1856–1920), deutscher Bildhauer und Hochschullehrer
- Gundelach, Klaus (1905–1989), deutscher Redakteur, Verlagsdirektor und Naturschützer
- Gundelach, Matthäus (1566–1653), deutscher Maler und Graphiker am Hof Kaiser Rudolfs II.
- Gundelach, Oswald (1904–1988), deutscher Polizist
- Gundelach, Renée (* 1943), deutsche Filmproduzentin und Filmschaffende
- Gundelfingen, Andreas von († 1313), Bischof von Würzburg
- Gundelfingen, Barbara von (1473–1523), Äbtissin des Damenstifts Buchau
- Gundelfingen, Heinrich, deutscher Frühhumanist
- Gundelfingen, Heinrich von († 1429), Abt
- Gundelfinger, Julius von (1833–1894), karpatendeutsch-ungarischer Landschaftsmaler der Düsseldorfer Schule
- Gundelfinger, Sigmund (1846–1910), deutscher Mathematiker
- Gundelinde von Niedermünster, Äbtissin
- Gündell, Erich von (1854–1924), preußischer General der Infanterie im Ersten Weltkrieg
- Gündell, Georg Heinrich (1772–1835), deutscher lutherischer Theologe, Feldprediger der Kings German Legion, Königlich Hannoverscher Garnisonprediger sowie Feldprobst
- Gündell, William Hounsell von (1813–1883), preußischer Generalleutnant
- Gundeloh von Memmelsdorf († 1223), Domdekan
- Gundelsheim, Philipp von (1487–1553), Bischof von Basel
- Gundelsheimer, Andreas von (1668–1715), deutscher Arzt, Botaniker und Forschungsreisender
- Gundelund, Thomas (* 2001), dänischer Fußballspieler
- Gundelwein, Andreas (* 1965), deutscher Museumsleiter, Kurator und Kulturmanager
- Gundemar († 612), König der Westgoten
- Günden, Emrah (* 1988), türkischer Fußballspieler
- Gunden, Lois (1915–2005), US-amerikanische Lehrerin und Gerechte unter den Völkern
- Gundeperga (* 591), Königin der Langobarden
- Günder, Bruno (1872–1951), deutscher Jurist und Regierungspräsident von Unterfranken und Aschaffenburg (1929–1932)
- Günder, Heinz (1904–1972), deutscher Jurist und Regierungspräsident von Unterfranken (1960–1968)
- Gunderam, Gerhart (1904–1992), deutscher Schachtheoretiker
- Gunderam, Matthias († 1564), deutscher evangelischer Theologe
- Gunderich (379–428), König der Vandalen und der Alanen
- Gunderich von Trier, Erzbischof von Trier
- Gunderlach, Franz (* 1898), deutscher Verwaltungsjurist
- Gunderloch, Rudolf (1885–1962), deutscher Sanitätsoffizier, Kommandeur der Militärärztlichen Akademie, Generalstabsarzt der Wehrmacht
- Gundermann, Bettina (* 1969), deutsche Schriftstellerin
- Gundermann, Christoph (1549–1622), deutscher reformierter Theologe
- Gundermann, Gerhard (1955–1998), deutscher Liedermacher und RockmusikerGerhard Gundermann (1955–1998)

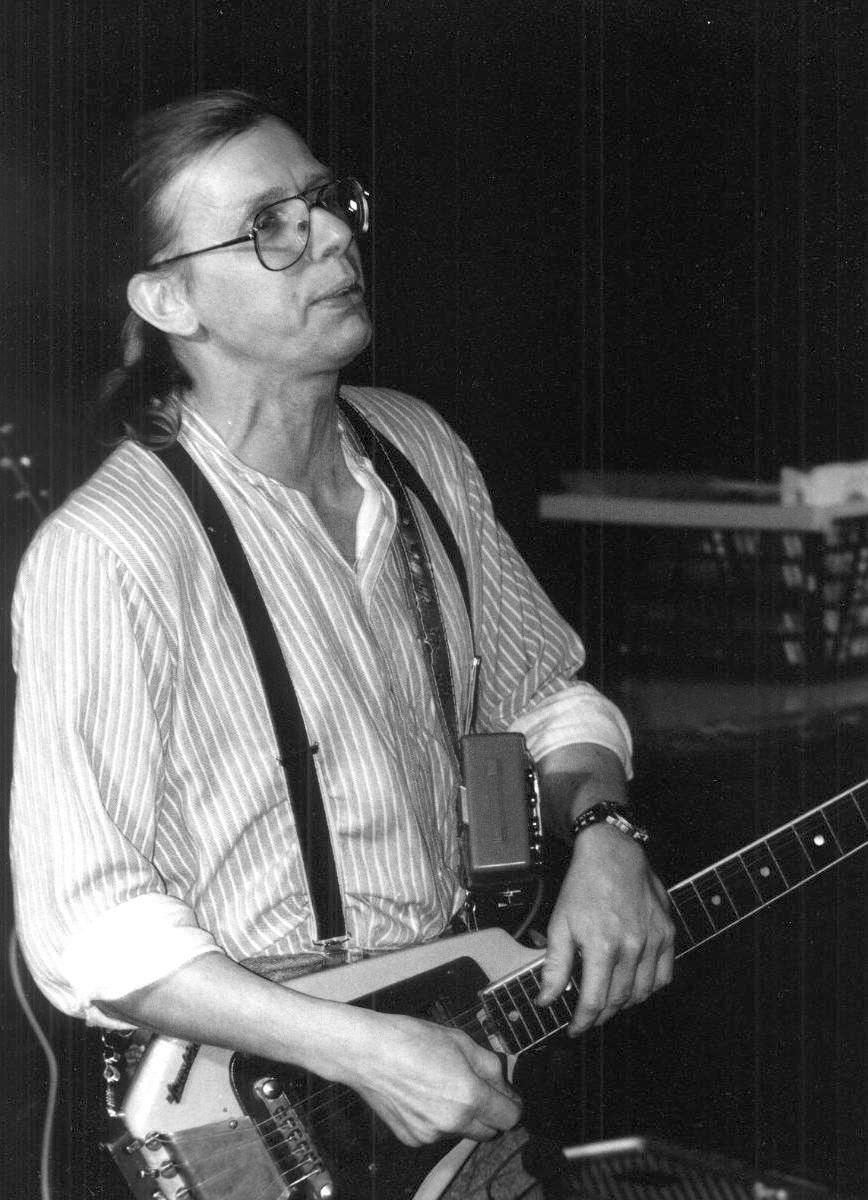
Gerhard Gundermann (1955–1998)

- Gundermann, Gotthold (1856–1921), deutscher Klassischer Philologe
- Gundermann, Hans-Peter (1930–2016), deutscher Jurist und Manager
- Gundermann, Horst (1922–2013), deutscher Mediziner, Phoniater und Hochschullehrer
- Gundermann, Iselin (1935–2009), deutsche Bibliothekarin und Historikerin
- Gundermann, Karl-Dietrich (1922–1995), deutscher Chemiker
- Gundermann, Karsten (* 1966), deutscher Komponist
- Gundermann, Knut-Olaf (* 1933), deutscher Mediziner
- Gundermann, Marianne (1902–1974), deutsche Journalistin und Kulturfunktionärin in der DDR
- Gundermann, Michael (* 1945), deutscher Maler und Grafiker
- Gundermann, Oskar (1894–1968), deutscher Mediziner und Medizinalbeamter
- Gundermann, Peter (* 1944), deutscher Politiker (SPD), MdL
- Gundermann, Theo (1904–1974), deutscher Kommunalpolitiker (SPD/SED)
- Günderoth, Adam (1893–1964), deutscher Politiker (CDU), MdL
- Günderoth, Ludwig (1910–1994), deutscher Fußballspieler und -trainer
- Günderrode, Carl Justinian von (1712–1785), Kammerdirektor und Hofmeister beim Grafen von Solms-Laubach
- Günderrode, Carl Wilhelm von (1765–1823), deutscher Forstmann und Politiker
- Günderrode, Eduard von (1795–1876), hessischer Generalleutnant und Abgeordneter der 1. und 2. Kammer der Landstände des Großherzogtums Hessen
- Günderrode, Friedrich Carl Hector Wilhelm von (1786–1862), deutscher Jurist und Politiker
- Günderrode, Friedrich Justinian von (1747–1785), deutscher Jurist, Hofjunker und Kammerherr
- Günderrode, Friedrich Justinian von (1765–1845), deutscher Jurist, Gerichtspräsident und Pomologe
- Günderrode, Friedrich Maximilian von (1684–1761), Politiker in der Reichsstadt Frankfurt
- Günderrode, Friedrich Maximilian von (1753–1824), deutscher Jurist und Verwaltungsbeamter
- Günderrode, Hans Henrich von (1596–1650), Hofmarschall in Hessen-Kassel
- Günderrode, Hector Wilhelm von (1590–1647), Politiker Reichsstadt Frankfurt
- Günderrode, Hector Wilhelm von (1755–1786), deutscher Schriftsteller
- Günderrode, Hieronymus Maximilian von (1730–1777), Kammerpräsident in Nassau-Saarbrücken
- Günderrode, Johann Achilles von (1653–1701), deutscher Jurist und Hofmeister unter dem Grafen von Isenburg
- Günderrode, Johann Maximilian von (1713–1784), hessischer Jurist, Geheimrat, Schriftsteller und Büchersammler
- Günderrode, Karoline von (1780–1806), deutsche Dichterin der RomantikKaroline von Günderrode (1780–1806)

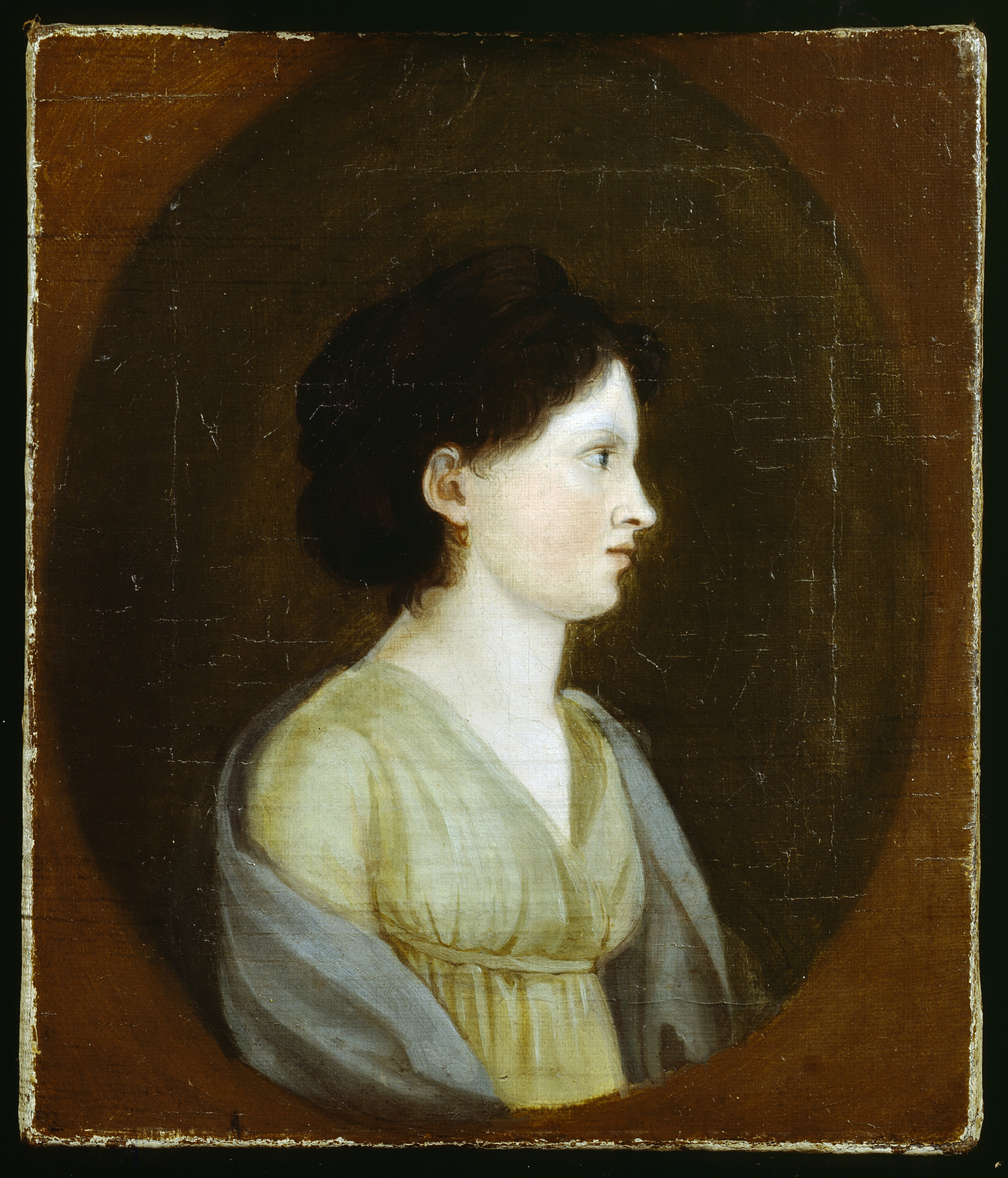
Karoline von Günderrode (1780–1806)

- Günderrode, Ludwig von (1763–1841), deutscher Militär und Politiker
- Günderrode, Moritz Otto von (* 1597), Oberst in der Hessen-kasselschen Armee
- Günderrode, Philipp Maximilian von (1745–1814), Hessen-kasselscher Diplomat, Reichstagsgesandter
- Günderrode, Philipp Wilhelm von (1623–1689), Stadtschultheiß in der Reichsstadt Frankfurt
- Günderrode, Reinhard Bonaventura von (1670–1720), Hofmeister des Grafen von Solms-Laubach
- Gundersdorf, Karl-Heinz (* 1957), deutscher Fußballspieler
- Gundersen, Bjørn (1924–2002), norwegischer Hochspringer
- Gundersen, Erik (* 1959), dänischer Bahnsportler
- Gundersen, Gunder (1930–2005), norwegischer Nordischer Kombinierer
- Gundersen, Gunnar (1882–1943), australischer Mathematiker, Hochschullehrer und Schachspieler
- Gundersen, Laura (1833–1898), norwegische Schauspielerin
- Gundersen, O. C. (1908–1991), norwegischer Richter, Diplomat und Politiker der Arbeiderpartiet
- Gundersen, Thorstein (1912–1965), norwegischer Skispringer
- Gundersen, Tore Andreas (* 1986), norwegischer Fußballspieler
- Gundersen, Tore Martin Søbak (* 1987), norwegischer Skilangläufer
- Gundersen, Trude (* 1977), norwegische Taekwondoin
- Gundersheimer, Hermann (1903–2004), deutschamerikanischer Kunsthistoriker
- Gundersheimer, Jos († 1517), Schweizer Bildschnitzer und Schreiner
- Gunderson, Carl (1864–1933), US-amerikanischer Politiker
- Gunderson, Henry (1878–1940), US-amerikanischer Politiker
- Gunderson, Lance H., Umweltwissenschaftler und Resilienzforscher
- Gunderson, Ryan (* 1985), US-amerikanischer Eishockeyspieler
- Gunderson, Steven (* 1951), US-amerikanischer Politiker und Präsident des Council on Foundations
- Gundersrud, Adrian Thon (* 2002), norwegischer Skispringer
- Gündert, Erwin (1878–1945), deutscher Jurist, Verwaltungsbeamter und Politiker (DVP), MdL
- Gundert, Hermann (1814–1893), deutscher Sprachwissenschaftler, Lehrer, Missionar und Verleger
- Gundert, Hermann (1909–1974), deutscher klassischer Philologe
- Gundert, Wilhelm (1880–1971), deutscher Ostasienwissenschaftler
- Gündeş, Ebru (* 1974), türkische SängerinEbru Gündeş (* 1974)

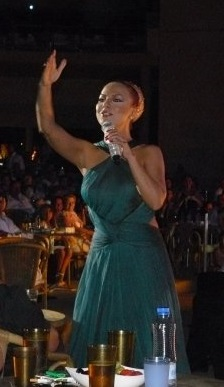
Ebru Gündeş (* 1974)

- Gundhus, Harald (1942–2007), norwegischer Jazz-Saxophonist und Flötist
- Gundioch, König der Burgunden
- Gundisalvi, Dominicus, Archidiakon von Cuéllar (bei Segovia), Vertreter der Übersetzerschule von Toledo
- Gündisch, Guido (1884–1952), siebenbürger Rechtsanwalt und Politiker
- Gündisch, Gustav (1907–1996), siebenbürgischer Historiker und Archivar
- Gündisch, Herbert-Jürgen (1929–2018), deutscher Rechtsanwalt, Verfassungsrichter und Politiker (CDU)
- Gündisch, Karin (* 1948), deutsche Kinder- und Jugendschriftstellerin
- Gündisch, Konrad (* 1948), siebenbürgischer Historiker
- Gundlach, Alida (* 1943), Autorin und Moderatorin
- Gundlach, Andreas (* 1975), deutscher Komponist, Pianist und Keyboarder
- Gundlach, Angelika (1950–2019), deutsche Übersetzerin und Skandinavistin
- Gundlach, Christian (* 1970), deutscher Komponist, Librettist und Übersetzer
- Gundlach, Erich, deutscher Wirtschaftswissenschaftler
- Gundlach, Ernst von (1850–1919), deutscher Rittergutsbesitzer, mecklenburgischer Landrat
- Gundlach, F. C. (1926–2021), deutscher Fotograf, Galerist, Sammler, Kurator und Stifter
- Gundlach, Franz (1871–1941), deutscher Archivar und Historiker
- Gundlach, Franz (1872–1953), deutscher Politiker (DDP)
- Gundlach, Friedrich von (1822–1871), deutscher Rittergutsbesitzer, Hofbeamter und Diplomat
- Gundlach, Friedrich-Wilhelm (1912–1994), deutscher Elektroingenieur
- Gundlach, Gustav (1892–1963), deutscher katholischer Sozialethiker, Sozialphilosoph und Sozialwissenschaftler
- Gundlach, Heinrich (1908–1998), deutscher Verwaltungsjurist, Landrat
- Gundlach, Heinz, deutscher Zoologe und Verhaltensforscher
- Gundlach, Horst (* 1934), deutscher Bauingenieur und Sachbuchautor
- Gundlach, Horst (* 1944), deutscher Psychologe und Hochschullehrer
- Gundlach, Jeffrey (* 1959), US-amerikanischer Investor
- Gundlach, Jens H. (* 1961), deutscher Physiker
- Gundlach, Juan (1810–1896), deutsch-kubanischer Zoologe
- Gundlach, Jürgen (1926–2014), deutscher Philologe und Dialektologe
- Gundlach, Karl-Bernhard (1926–2019), deutscher Mathematiker und Hochschullehrer
- Gundlach, Klaus-Jürgen (* 1948), deutscher Kirchenmusiker und Musikwissenschaftler
- Gundlach, Ludwig (1837–1921), deutscher Verwaltungsbeamter
- Gundlach, Martin (* 1965), deutscher Gymnasiallehrer, Journalist und Schriftsteller
- Gundlach, Michael (* 1960), deutscher Musiker
- Gundlach, Michael (* 1963), deutscher Musiker
- Gundlach, Robert (1926–2010), US-amerikanischer Physiker
- Gundlach, Rolf (1931–2016), deutscher Ägyptologe
- Gundlach, Rudolf (1892–1957), polnischer Ingenieur, Erfinder und Panzerkonstrukteur
- Gundlach, Rudolph von (1808–1870), deutscher Gutsbesitzer und Abgeordneter
- Gundlach, Theodor, Mitglied der kurhessischen Ständeversammlung
- Gundlach, Thies (* 1956), deutscher evangelischer Theologe, Vizepräsident des Kirchenamtes der EKD
- Gundlach, Thomas E. (* 1959), deutscher Kriminalist
- Gundlach, Ulf (* 1957), deutscher Politiker, Staatssekretär in Sachsen-Anhalt
- Gundlach, Willi (* 1929), deutscher Chorleiter und Musikwissenschaftler
- Gundlack, Tilo (* 1968), deutscher Politiker (SPD), MdL
- Gundler, Bettina, deutsche Autorin, Ausstellungskuratorin und Leiterin des Verkehrszentrums des Deutschen Museums in München
- Gundling, Beulah (1916–2003), US-amerikanische Synchronschwimmerin
- Gündling, Christian (* 1961), deutscher Fachmann für Kundenorientierung
- Gundling, Eduard (1819–1905), tschechischer Rechtswissenschaftler und Landesadvokat
- Gundling, Franciscus († 1567), deutscher Geistlicher und Reformator
- Gundling, Jacob Paul von (1673–1731), deutscher Historiker
- Gündling, Jens (* 1976), deutscher Freistilringer
- Gundling, Johann Andreas von (* 1715), deutscher Militär
- Gundling, Johann Jacob († 1712), deutscher Maler
- Gundling, Julius (1828–1890), böhmischer Schriftsteller
- Gundling, Nicolaus Hieronymus (1671–1729), deutscher Geheimrat und Konsistorialrat, Prorektor der Friedrichs-Universität Halle (Saale)
- Gundling, Wolfgang (1637–1689), protestantischer Kirchenschriftsteller
- Gündner, Otto (1910–1989), deutscher Jurist
- Gundoald von Asti (565–616), Herzog von Asti aus dem Geschlecht der Agilolfinger
- Gundobad († 516), Patricius von Rom, König der Burgunden
- Gündoğan, İlkay (* 1990), deutscher Fußballspielerİlkay Gündoğan (* 1990)

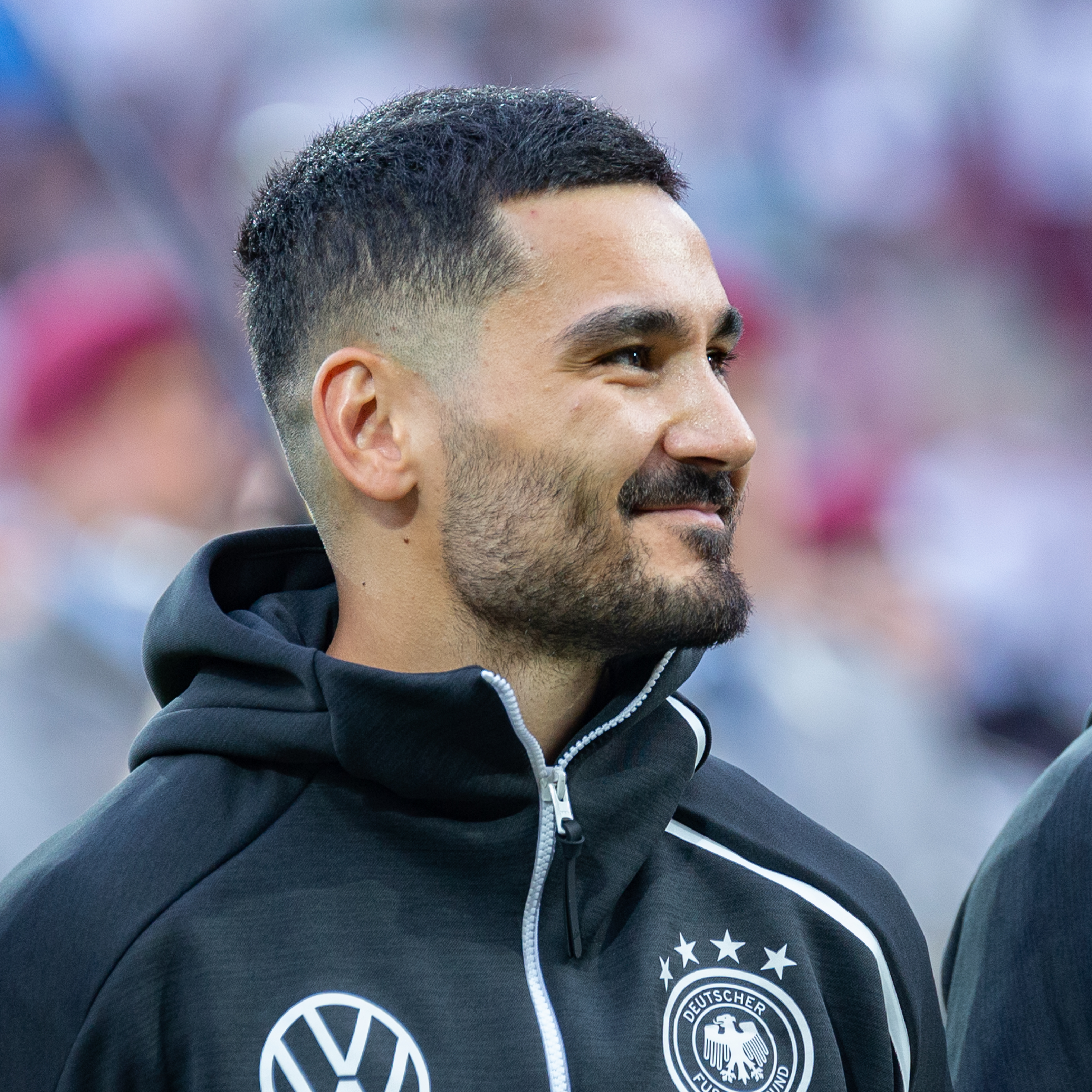
İlkay Gündoğan (* 1990)

- Gündoğan, Nezahat (* 1968), türkische Filmregisseurin und Autorin
- Gündoğan, Nilüfer (* 1977), türkischstämmige niederländische Politikerin
- Gündoğan, Umut (* 1990), belgisch-türkischer Fußballspieler
- Gündoğdu, Bilal (* 1994), türkischer Fußballspieler
- Gündoğdu, Yoldaş (* 1995), schweizerisch-kurdischer Podcaster, Regisseur und Drehbuchautor
- Gündogdyýew, Begenç, turkmenischer Verteidigungsminister
- Gundoin († 656), Herzog im Elsass
- Gundoland († 639), Hausmeier im merowingischen Teilreich Neustrien
- Gundoldingen, Petermann von († 1386), Schultheiss von Luzern
- Gundolf, Cordelia (1917–2008), deutsche Linguistin für Italienisch
- Gundolf, Elisabeth (1893–1958), deutsche Nationalökonomin, Schriftstellerin und Übersetzerin der Werke von Antonio Graziadei (1873–1953)
- Gundolf, Ernst (1881–1945), deutscher Autor und Zeichner
- Gundolf, Friedrich (1880–1931), deutscher Dichter und LiteraturwissenschaftlerFriedrich Gundolf (1880–1931)

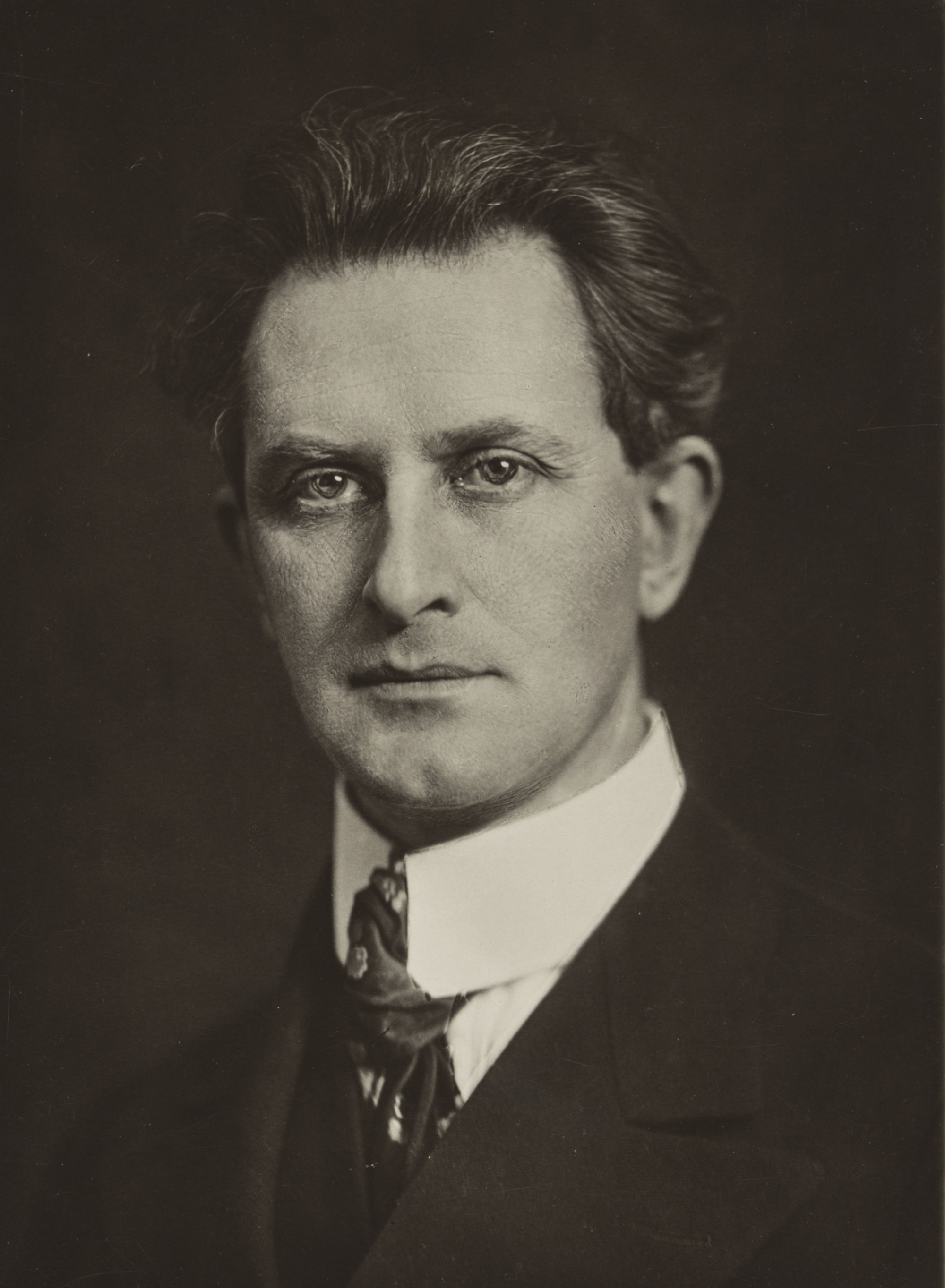
Friedrich Gundolf (1880–1931)

- Gundolf, Hubert (* 1952), österreichischer Eisschnellläufer
- Gundolf, Martin (1928–2003), österreichischer Bildhauer und Postbediensteter
- Gundomad († 357), spätantiker alamannischer Kleinkönig
- Gundowald († 585), französischer Adliger, König von Aquitanien
- Gundringer, Michael (1876–1957), österreichischer Heimatforscher, Theaterschriftsteller und Heimatdichter
- Gundrum, Axel (* 1953), deutscher Maler, Grafiker und Bildhauer
- Gundrum, Carl (1845–1941), Landtagsabgeordneter Großherzogtum Hessen
- Gundrum, Maria (1868–1941), Schweizer Lehrerin, Malerin, Kunsthistorikern und Kunstvermittlerin
- Gundry, Robert H. (* 1932), US-amerikanischer Bibelwissenschaftler
- Gundulf († 1108), Bischof von Rochester und normannischer Baumeister
- Gundulić, Ivan (1589–1638), kroatischer Schriftsteller des Barock
- Gundulić, Ivan Marin (1507–1586), kroatischer Diplomat, Politiker und Humanist
- Gündüz, Erdem (* 1979), türkischer Künstler, Tänzer und Choreograf
- Gündüz, Erkan (* 1972), türkischer Schauspieler und StuntmanErkan Gündüz (* 1972)

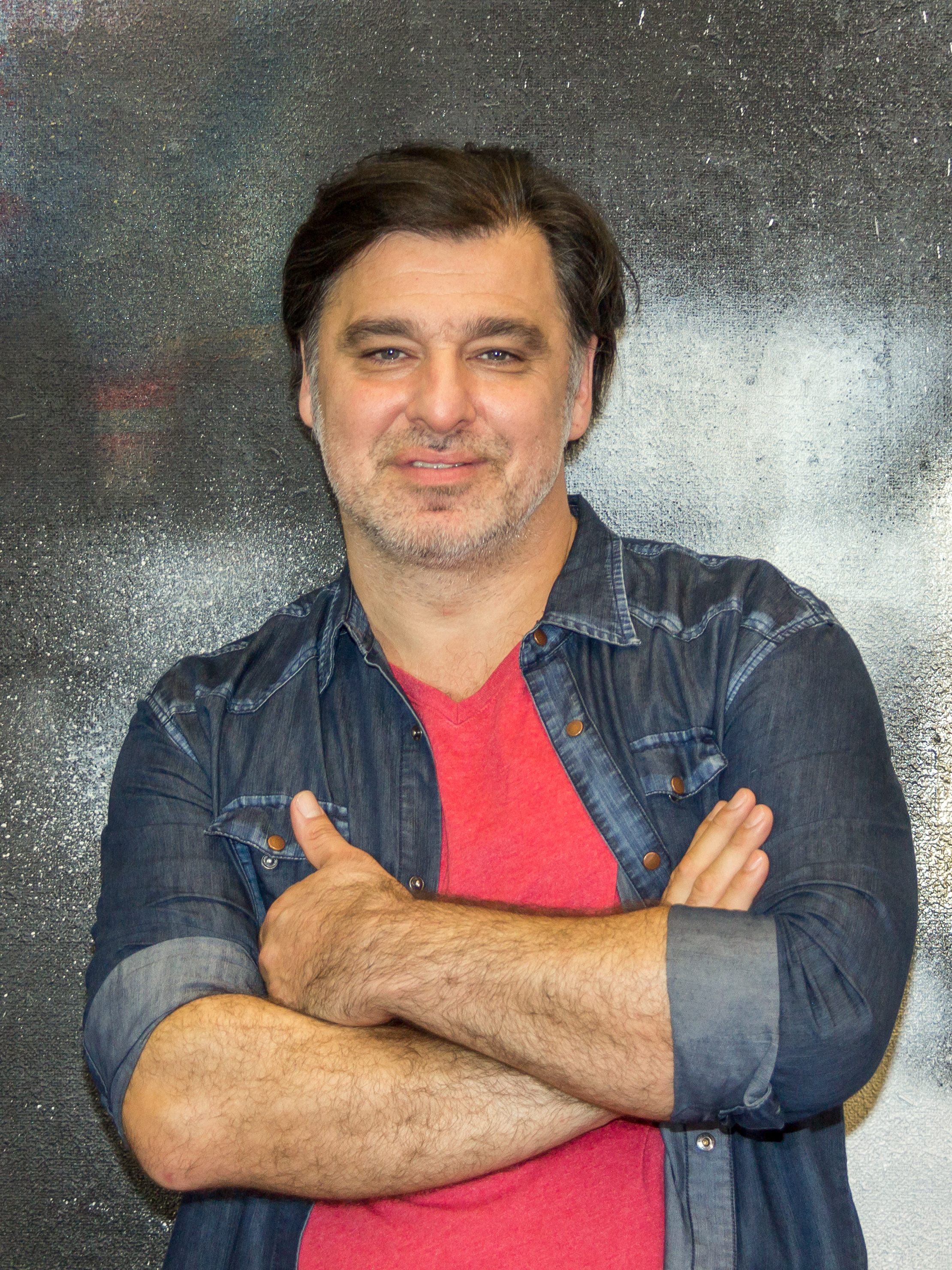
Erkan Gündüz (* 1972)

- Gündüz, Murat (* 1993), türkischer Kugelstoßer
- Gündüz, Samet (* 1987), schweizerisch-türkischer Fußballspieler
- Gündüz, Selim (* 1994), türkisch-deutscher Fußballspieler
- Gündüz, Simone (* 1977), deutsche Politikerin (SPD), MdHB
- Gündüz, Teoman (* 2004), deutsch-türkischer Fußballspieler
- Gündüz, Yüksel (1937–2023), türkischer Fußballspieler und -trainer
- Gundy, Babette (1824–1868), deutsche Opernsängerin (Sopran)

### Gune
- Günebakan, Kurban (* 1978), türkischer Boxer
- Günel, Zeki (* 1906), türkischer Fußballspieler
- Gunell, Camilla (* 1970), åländische Politikerin
- Gunemba, Raymond (* 1986), papua-neuguineischer Fußballspieler
- Günen, İskender (* 1958), türkischer Fußballspieler
- Güner, Aslıhan (* 1987), türkische Schauspielerin
- Güner, Berkant (* 1998), deutsch-türkischer Fußballspieler
- Güner, Fuat (* 1948), türkischer Popmusiker, Mitglied der Band MFÖ und Autor
- Güner, Orhan (* 1954), türkischer Film- und Theaterschauspieler
- Güner, Reşit (* 1953), türkischer Fußballspieler, Fußballtrainer
- Güner, Semih Korhan (* 1984), türkischer Filmregisseur, Drehbuchautor und Filmproduzent
- Güneren, Ali Kaan (* 2000), türkischer Fußballspieler
- Günergun, Feza (* 1956), türkische Wissenschaftshistorikerin
- Güneri, Elif (* 1987), türkische Boxerin
- Gunert, Johann (1903–1982), österreichischer Lyriker und Essayist
- Günertem, Sedat (1936–2017), türkischer Fußballtorhüter
- Güneş (* 1999), türkische Rapperin und Popmusikerin
- Güneş, Ali (* 1978), türkischer Fußballspieler
- Güneş, Bahaddin (* 1960), türkischer Fußballspieler und -trainer
- Güneş, Betin (* 1957), türkischer Komponist, Dirigent und Pianist
- Güneş, Burcu (* 1975), türkische Popmusikerin
- Güneş, Erdal (* 1982), türkischer Fußballspieler
- Güneş, Gizem (* 1995), türkische Schauspielerin
- Günes, Karim (* 1986), deutscher Schauspieler türkischer AbstammungKarim Günes (* 1986)

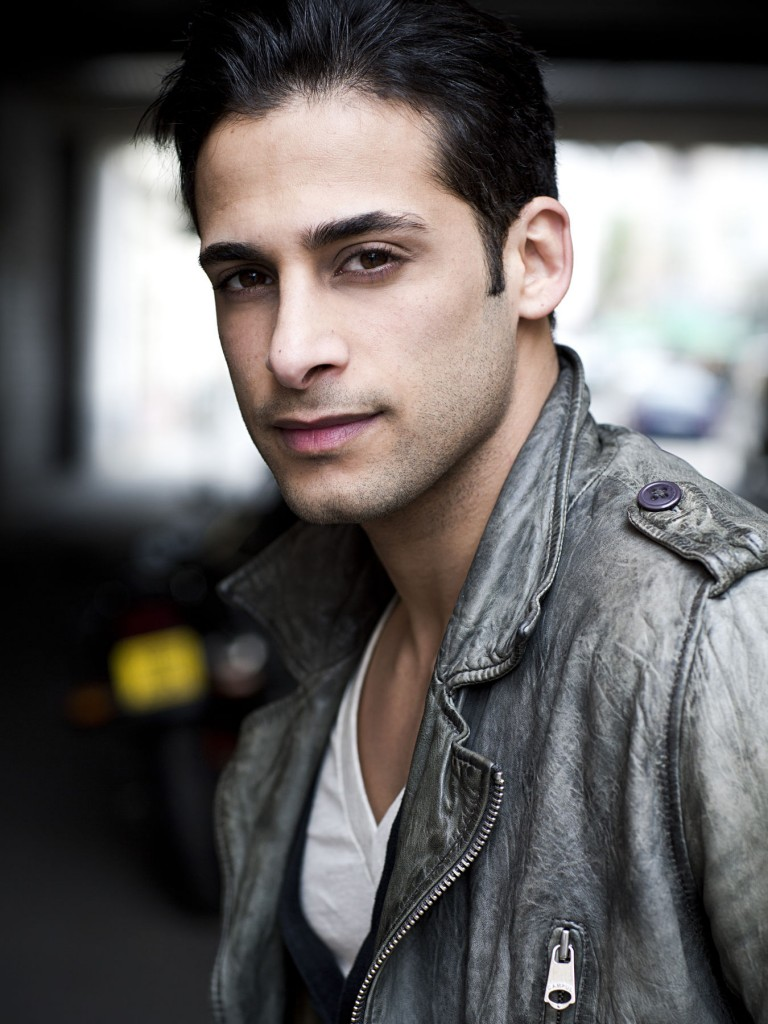
Karim Günes (* 1986)

- Güneş, Merdan (* 1967), türkischer Theologe
- Güneş, Şenol (* 1952), türkischer Fußballspieler und -trainer
- Günes, Sertan (* 1982), österreichischer Fußballspieler
- Günes, Tolga (* 1997), österreichischer Fußballspieler
- Güneş, Turan (1921–1982), türkischer Rechtswissenschaftler, Hochschullehrer und Politiker
- Güneş, Uğur (* 1987), türkischer Schauspieler
- Güneş, Umut (* 2000), deutsch-türkischer Fußballspieler
- Güneş, Zehra (* 1999), türkische VolleyballspielerinZehra Güneş (* 1999)

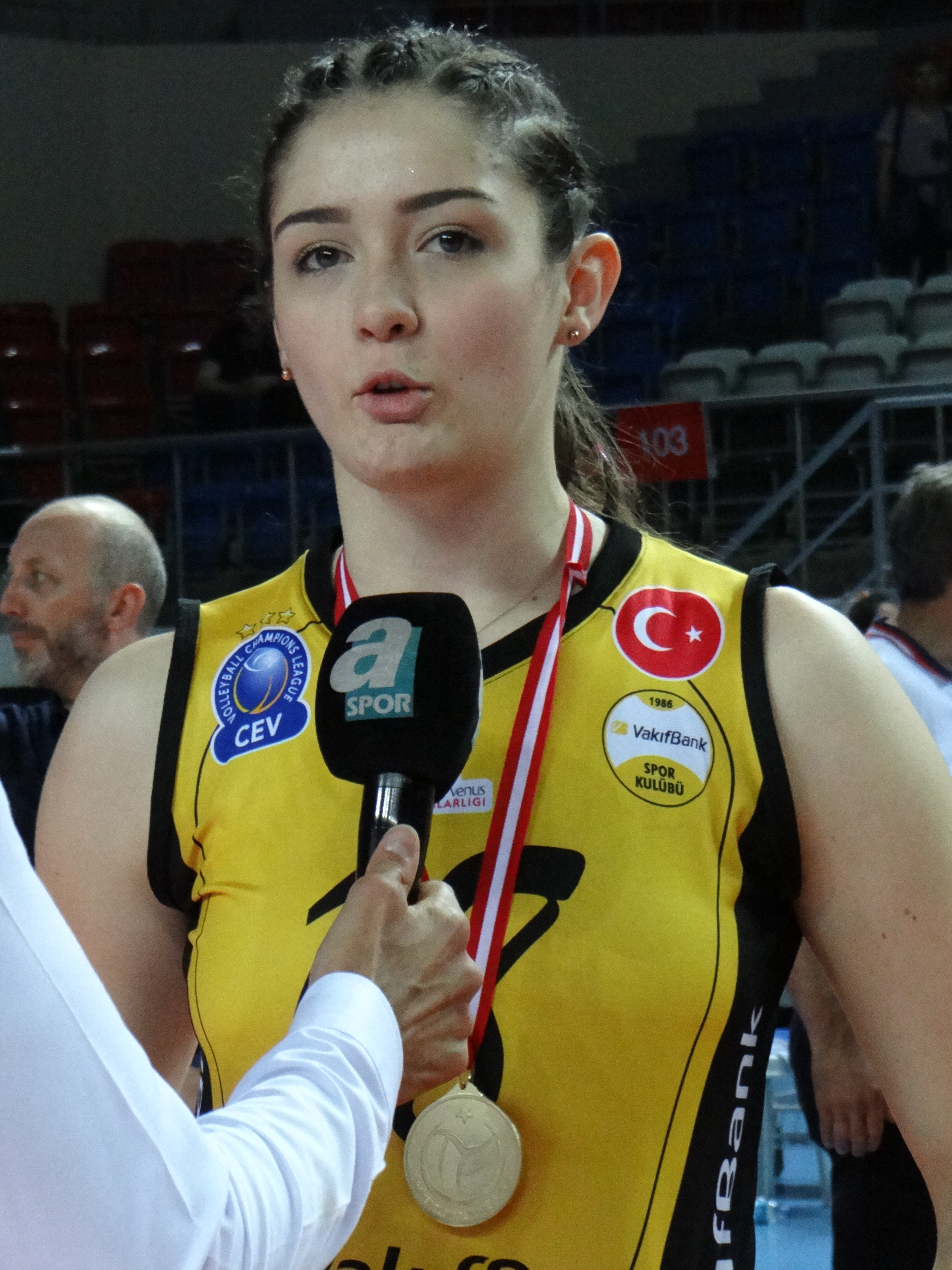
Zehra Güneş (* 1999)

- Gunesch, Adele von (1832–1873), österreichische Pädagogin
- Gunesch, Andreas (1648–1703), siebenbürgischer evangelischer Geistlicher und Historiker
- Gunesch, Andreas von (1799–1875), evangelisch-lutherischer Superintendent von Wien
- Gunesch, Ralph (* 1983), deutscher Fußballspieler
- Gunesch, Roland (* 1944), rumänischer Handballspieler
- Güneşdoğdu, Mustafa Özcan (* 1970), türkischer Koranrezitator
- Gunesekera, Romesh (* 1954), sri-lankischer Schriftsteller
- Güneştekin, Ahmet (* 1966), türkischer Maler kurdischer Abstammung
- Gunetzrhainer, Ignaz Anton (1698–1764), deutscher Baumeister
- Gunetzrhainer, Johann Baptist (1692–1763), Hofbaumeister im Kurfürstentum Bayern
- Gunetzrhainer, Martin (1639–1699), deutscher Baumeister
- Güney, Ahmet Gökhan (* 1981), türkischer Fußballspieler
- Güney, Arif (* 1953), türkischer Fußballspieler
- Güney, Gökay (* 1999), türkischer Fußballspieler
- Güney, İsmet (1932–2009), zyperntürkischer Maler und Lehrer
- Güney, Mehmet (1936–2024), türkischer Jurist und Diplomat
- Güney, Niyazi (* 1974), türkischer Fußballspieler und -trainer
- Güney, Onur (* 1982), türkischer Fußballspieler
- Güney, Ümit (1954–2022), türkisch-deutscher Lektor, Herausgeber und literarischer Übersetzer
- Güney, Yılmaz (1937–1984), türkisch-kurdischer Schauspieler und Regisseur
- Güney, Yusuf (* 1984), türkischer Popmusiker
- Güneyli, Ferhat (* 1969), türkischer Sänger und Baglamaspieler

### Gung
- Gunga, Hanns-Christian (* 1954), deutscher Umwelt- und Weltraummediziner, Geologe
- Gungaadordsch, Scharawyn (* 1935), mongolischer Politiker, Premierminister (21. März 1990–11. September 1990)
- Güngen, Halit (1971–1992), türkischer Journalist
- Güngerich, Adolf (1894–1966), deutscher Beamter und Landrat
- Güngerich, Gustav (1872–1945), deutscher Reichsgerichtsrat
- Güngerich, Rudolf (1900–1975), deutscher Klassischer Philologe
- Gungl, Johann (1818–1883), ungarndeutscher Geiger, Komponist und Dirigent
- Gungl, Johannes (* 1968), österreichischer Telekom-Regulator
- Gung’l, Josef (1809–1889), österreichischer Komponist und Militärkapellmeister
- Gungon, Protacio (1925–2014), philippinischer Geistlicher, römisch-katholischer Bischof von Antipolo
- Güngör, Adnan (* 1980), türkischer Fußballspieler
- Güngör, Baha (1950–2018), deutscher Redakteur und Buchautor
- Güngör, Çetin (1957–1985), türkischer PKK-Funktionär
- Güngör, Çetin (* 1990), türkischer Fußballspieler
- Güngör, Dilek (* 1972), deutsche Journalistin, Kolumnistin und BuchautorinDilek Güngör (* 1972)

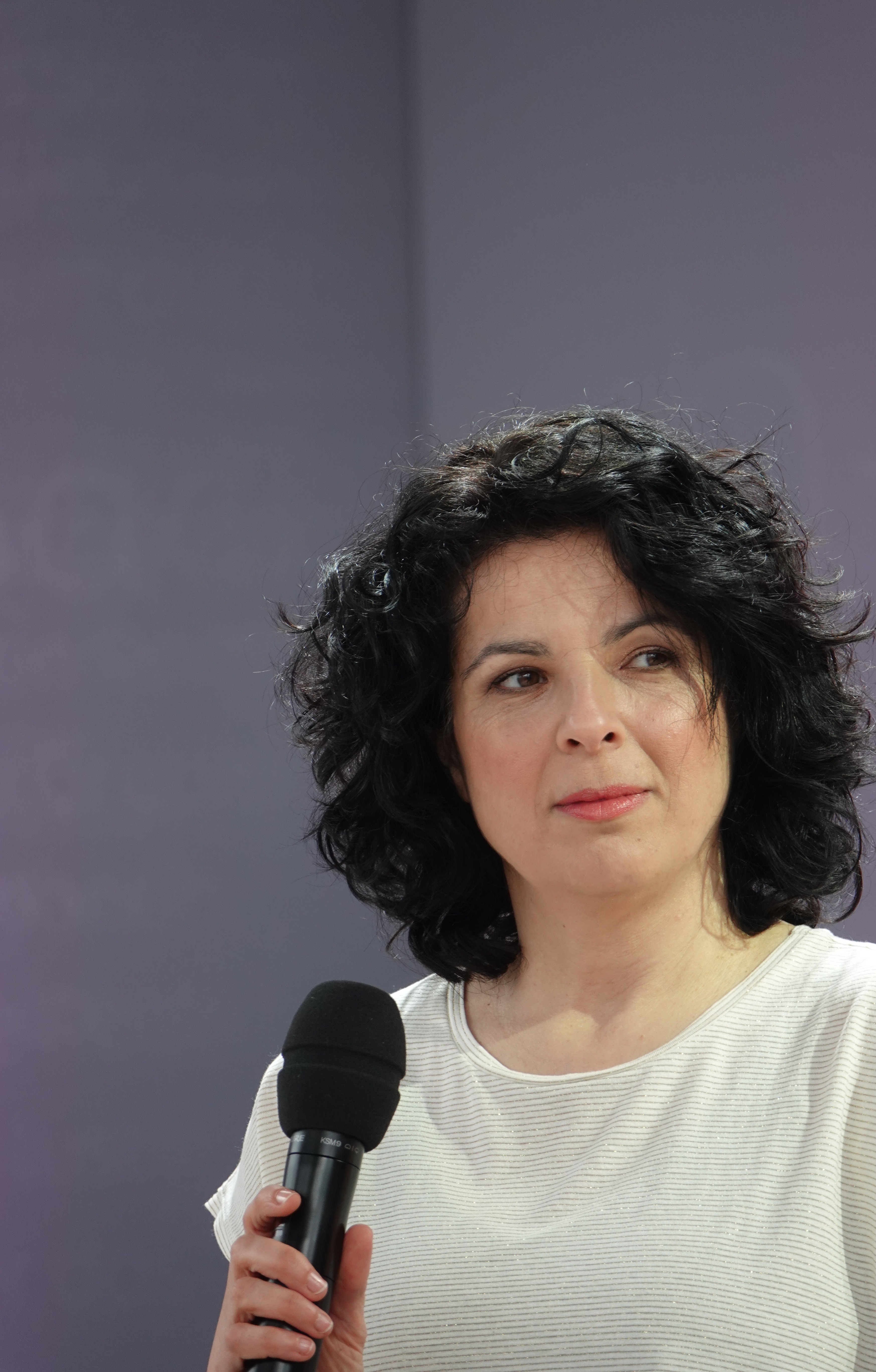
Dilek Güngör (* 1972)

- Güngör, Emre (* 1984), türkischer Fußballspieler
- Güngör, Engin (* 1986), niederländisch-türkischer Fußballspieler
- Güngör, Eren (* 1988), türkischer Fußballspieler
- Güngör, Feyza Sevil (* 1997), türkische Schauspielerin
- Güngör, Haluk (* 1970), türkischer Fußballtorhüter und -trainer
- Güngör, Hasan (1934–2011), türkischer Ringer
- Güngör, Kenan (* 1969), deutscher Soziologe und Politikberater
- Güngör, Lena Saniye (* 1993), deutsche Politikerin (Die Linke)
- Güngör, Leyla (* 1993), schwedisch-türkische Fußballspielerin
- Güngör, Murat (* 1969), deutscher Musiker, Musikproduzent und Buchautor türkischer Abstammung
- Güngör, Mustafa (* 1978), deutscher Politiker (SPD), MdBB
- Güngör, Sanem (* 1981), deutsche Politikerin (SPD), MdBB
- Güngör, Sinan (* 1949), deutscher Trickfilmzeichner und Produzent
- Güngörmüş, Ali (* 1976), deutscher Koch
- Gungthang Tenpe Drönme (1762–1823), 3. Gungthang Rinpoche
- Gungunhana (1850–1906), König von Gaza
- Gungunum, König von Larsa

### Gunh
- Gunhild von Dänemark († 1038), Ehefrau Heinrichs III.Gunhild von Dänemark († 1038)

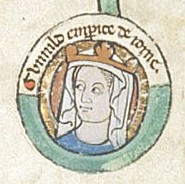
Gunhild von Dänemark († 1038)

- Gunhild von Polen, Titularkönigin von Dänemark

### Guni
- Gunia, Alex (* 1964), deutscher Fusionmusiker (Gitarre, Live-Elektronik), Musikproduzent und Autor
- Gunia, Gustav (1905–1941), deutscher Jurist und Verwaltungsbeamter
- Gunia, Inke (* 1964), deutsche Romanistin
- Gunia, Oliver (* 1968), deutscher Filmkomponist und Krankenpfleger
- Gunia, Paul (1885–1955), deutscher Geher
- Gunina, Walentina Jewgenjewna (* 1989), russische Schachmeisterin
- Gunino, Adrián (* 1989), uruguayischer Fußballspieler
- Gunion, John F. (* 1943), US-amerikanischer Physiker

### Gunj
- Gunj, Samur, Tochter von Khan Elbeg Nigülesügchi
- Gunja, Enos (* 1949), simbabwischer Bildhauer
- Gunjah (* 1977), deutscher DJ und Musikproduzent
- Gunjaschew, Alexander Nikolajewitsch (* 1959), sowjetischer Gewichtheber
- Gunji, Akira (* 1949), japanischer Senator
- Gunji, Ao (* 1970), japanischer Fotograf
- Gunji, Kentarō (* 1992), japanischer Fußballspieler
- Gunji, Naritada (1860–1924), japanischer Marineoffizier
- Gunji, Riku (* 2005), japanischer Fußballspieler

### Gunk
- Guńka, Halina (* 1970), polnische Biathletin und Skilangläuferin
- Guńka, Jan (* 2002), polnischer Biathlet
- Guńka, Janusz (* 1961), polnischer Nordischer Kombinierer
- Guńka, Ryszard (* 1965), polnischer Skispringer
- Gunke, Nina (* 1955), schwedische Schauspielerin
- Gunkel, Annette (* 1962), deutsche Schauspielerin, Hörspiel- und Werbesprecherin
- Gunkel, Daniel (* 1980), deutscher Fußballspieler
- Günkel, Ernst (1876–1925), deutscher Maler
- Gunkel, Friedrich (1819–1876), deutscher Maler
- Gunkel, Gustav Adolf (1866–1901), deutscher Komponist
- Gunkel, Hermann (1862–1932), deutscher protestantischer Theologe (Alttestamentler)Hermann Gunkel (1862–1932)

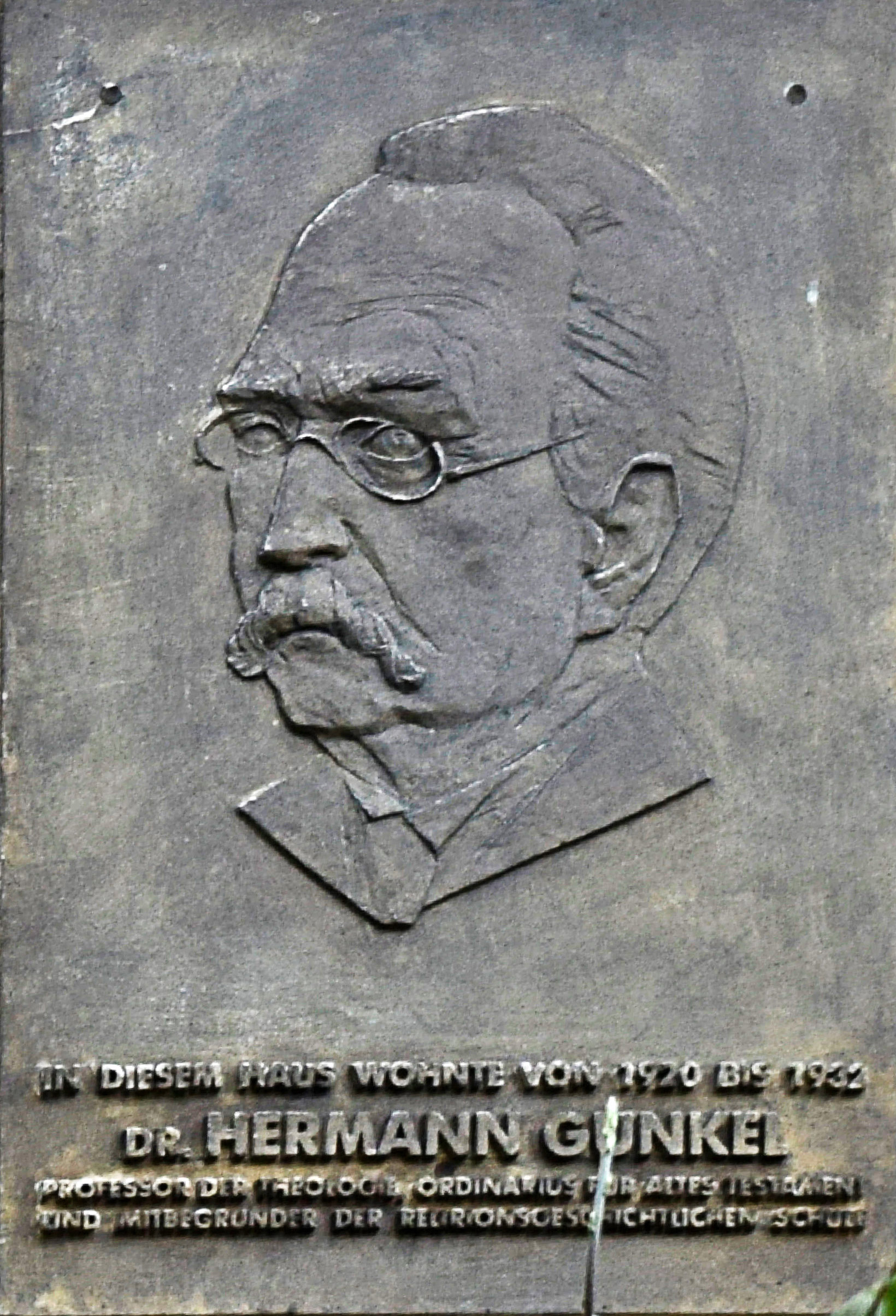
Hermann Gunkel (1862–1932)

- Gunkel, Jacob (* 1994), deutscher Schauspieler
- Gunkel, Josef (1802–1878), österreichischer Schneidermeister
- Gunkel, Karl (1864–1940), deutscher Richter und Reichsgerichtsrat
- Gunkel, Leonhard († 1918), deutscher Maler und Kunstpädagoge, Kirchenmaler und Restaurator
- Gunkel, Martha (1858–1913), Pädagogin, Begründerin der ersten Höheren Mädchenschule zu Rixdorf
- Gunkel, Philipp (* 1988), deutscher Eishockeyspieler
- Gunkel, Rudolf (1915–2013), deutscher Politiker (CDU), MdA
- Gunkel, Thomas (* 1956), deutscher literarischer Übersetzer
- Gunkel, Wilfried (1930–2005), deutscher Meeresbiologe
- Gunkel, Wolfgang (1947–2021), deutscher Politiker (SPD), MdB
- Gunkel, Wolfgang (1948–2020), deutscher Ruderer, Olympiasieger
- Gunko, Artemi Dmitrijewitsch (* 2004), russischer Fußballspieler

### Gunl
- Gunleiksrud, Halvor Hilde (* 2000), norwegischer Skirennläufer

### Gunm
- Gunman, Taylor (* 1991), neuseeländischer Radrennfahrer

### Gunn
- Gunn, Adam (1872–1934), US-amerikanischer Leichtathlet schottischer Herkunft
- Gunn, Angus (* 1996), englischer Fußballspieler
- Gunn, Anna (* 1968), US-amerikanische Schauspielerin und SynchronsprecherinAnna Gunn (* 1968)

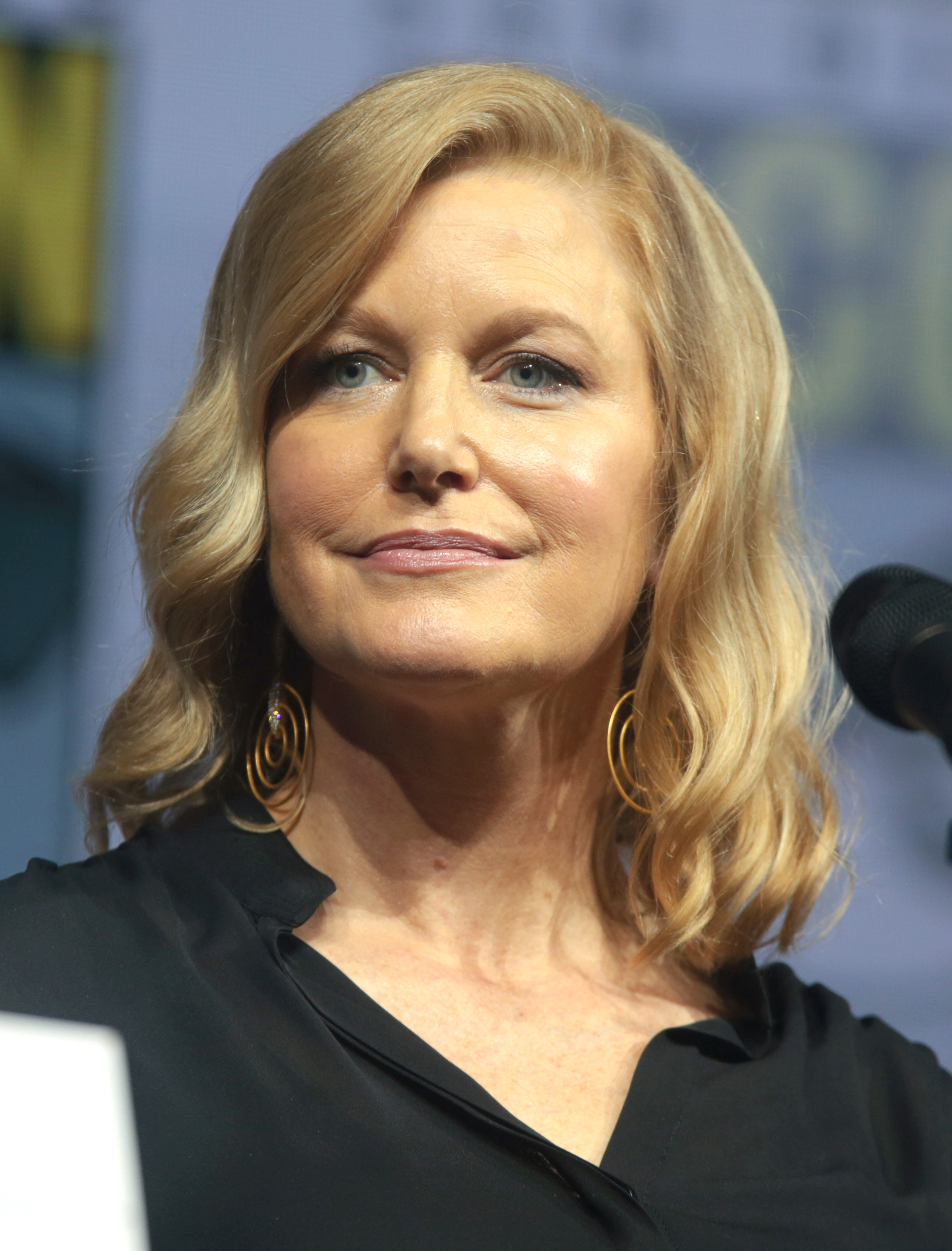
Anna Gunn (* 1968)

- Gunn, Bill (1934–1989), US-amerikanischer Schauspieler, Regisseur und Schriftsteller
- Gunn, Billy (1858–1921), englischer Cricket- und Fußballspieler
- Gunn, Bryan (* 1963), schottischer Fußballspieler und Trainer
- Gunn, Bryn (* 1958), englischer Fußballspieler
- Gunn, Chanda (* 1980), US-amerikanische Eishockeytorhüterin
- Gunn, Charles (1885–1983), britischer Geher
- Gunn, David, US-amerikanischer Komponist und Humorist
- Gunn, David L. (* 1937), amerikanischer Eisenbahnmanager
- Gunn, Elizabeth (1879–1963), neuseeländische Schul- und Militärärztin, Gründerin eines Gesundheitslagers und Verwalterin des öffentlichen Gesundheitswesens
- Gunn, Graham (* 1942), australischer Politiker (Liberal Party), Sprecher des South Australian House of Assembly
- Gunn, Herbert James (1893–1964), schottischer Porträt- und Landschaftsmaler
- Gunn, James (1753–1801), US-amerikanischer Politiker
- Gunn, James (1843–1911), US-amerikanischer Politiker
- Gunn, James (1923–2020), US-amerikanischer Science-Fiction- und Fantasy-Autor
- Gunn, James (* 1966), US-amerikanischer Drehbuchautor, Filmregisseur, Filmproduzent und SchauspielerJames Gunn (* 1966)

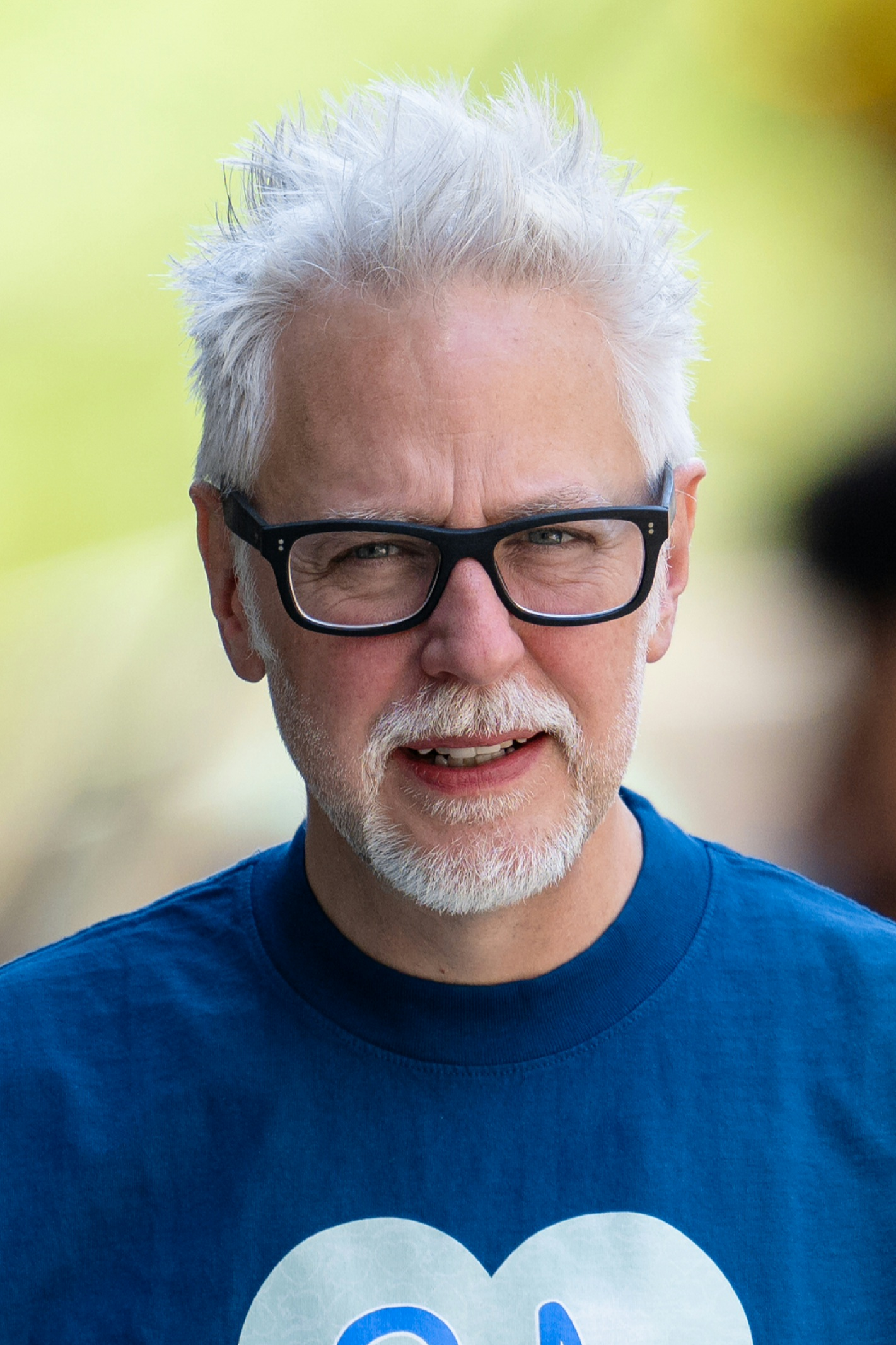
James Gunn (* 1966)

- Gunn, James E. (* 1938), US-amerikanischer Astrophysiker
- Gunn, Janet (* 1961), US-amerikanische Schauspielerin
- Gunn, Jeannie (1870–1961), australische Schriftstellerin und Lehrerin
- Gunn, Jimmy, US-amerikanischer Jazzmusiker (Piano) und Bandleader
- Gunn, John († 1959), australischer Politiker (Labor Party), Premierminister von South Australia
- Gunn, John (1939–2010), US-amerikanischer Autorennfahrer
- Gunn, John Battiscombe (1928–2008), britischer Physiker
- Gunn, Kirsty (* 1960), neuseeländisch-britische Schriftstellerin
- Gunn, Moses (1929–1993), US-amerikanischer Schauspieler
- Gunn, Neil M. (1891–1973), schottischer Schriftsteller
- Gunn, Rachael (* 1987), australische Kulturanthropologin und Breakdancerin
- Gunn, Richard (1871–1961), britischer Boxer
- Gunn, Richard (* 1975), US-amerikanischer Schauspieler
- Gunn, Robert Marcus (1850–1909), schottischer Augenarzt
- Gunn, Ross (* 1997), britischer Autorennfahrer
- Gunn, Russell (* 1971), US-amerikanischer Posaunist, Trompeter, Flügelhornist, Keyboarder und Perkussionist des Modern Jazz
- Gunn, Sean (* 1974), US-amerikanischer SchauspielerSean Gunn (* 1974)

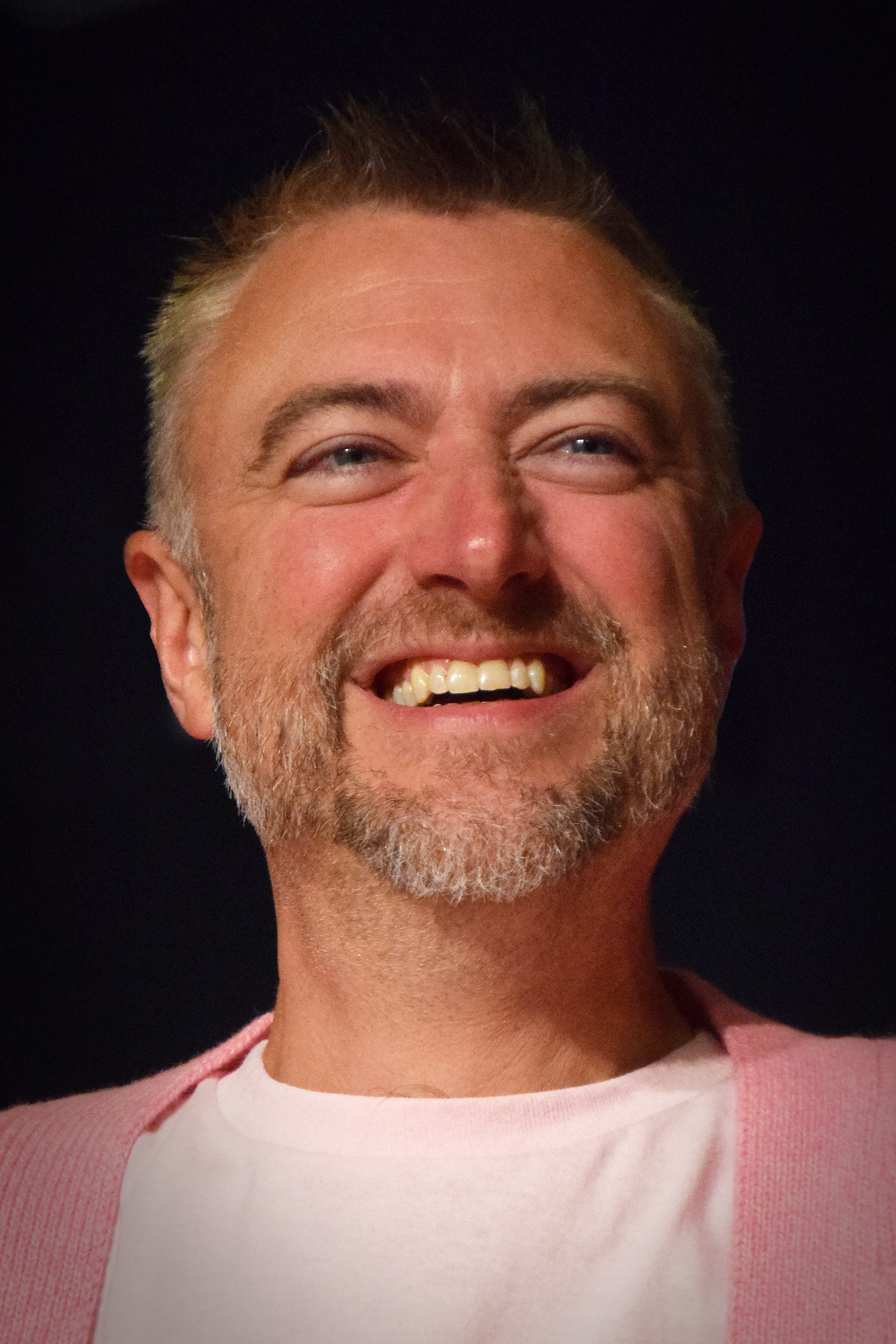
Sean Gunn (* 1974)

- Gunn, Thom (1929–2004), britischer Dichter und Universitätslehrer
- Gunn, Tim (* 1953), US-amerikanischer Modeberater
- Gunn, Tommy (* 1967), US-amerikanischer Pornodarsteller
- Gunn, Trey (* 1960), US-amerikanischer Bassist, Chapman-Stick- und Warr-Guitarspieler
- Gunn, Val, US-amerikanischer American-Football-Trainer
- Gunn, Wilbur (1860–1920), US-amerikanischer Automobilunternehmer
- Gunn, William (1603–1660), kaiserlicher Generalfeldwachtmeister im Dreißigjährigen Krieg
- Gunn-Wright, Rhiana (* 1988), US-amerikanische Politikberaterin
- Gunna (* 1993), US-amerikanischer RapperGunna (* 1993)

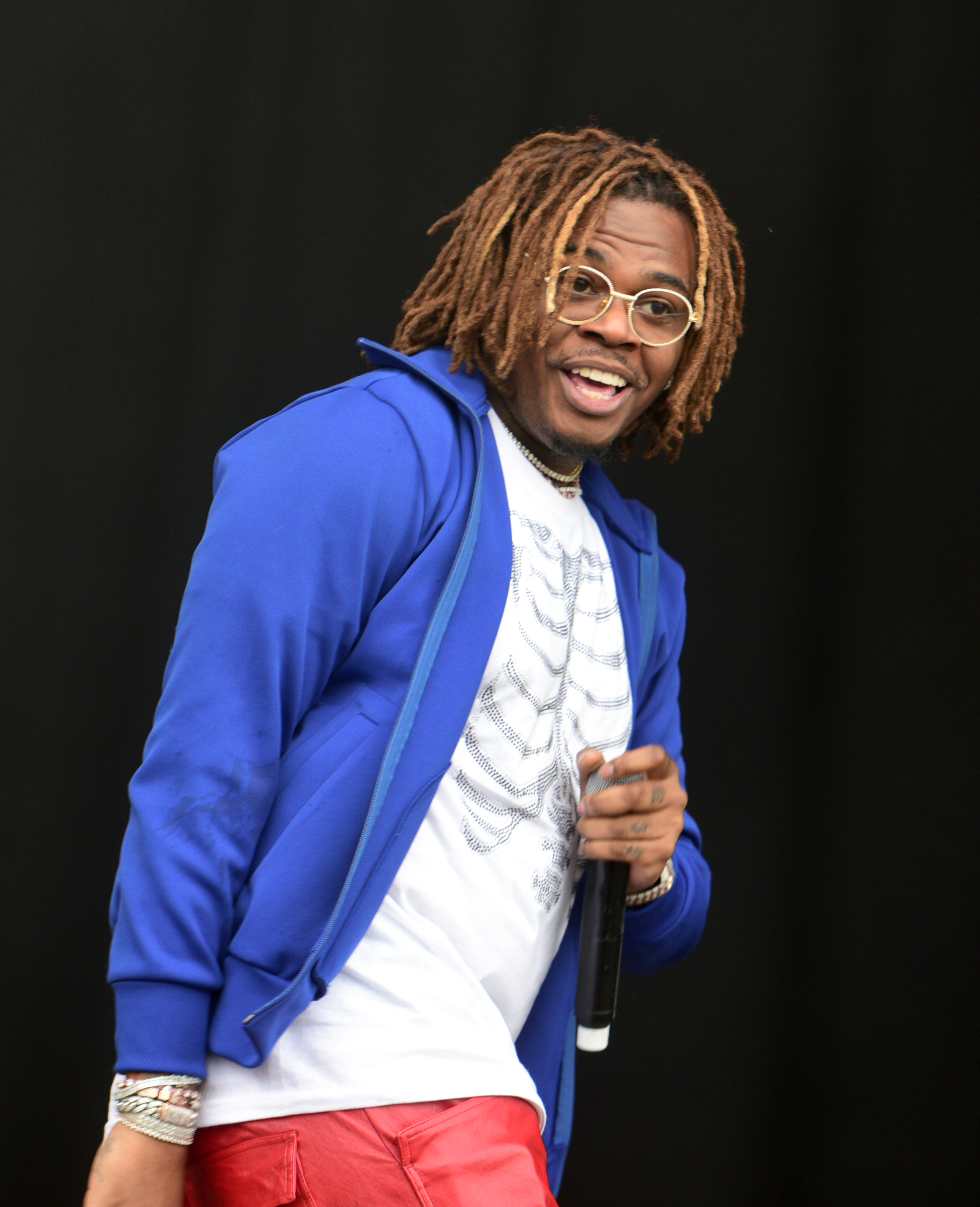
Gunna (* 1993)

- Gunnar Arason (* 2001), isländischer Eishockeyspieler
- Gunnar Benediktsson (1892–1981), isländischer Politiker und Schriftsteller
- Gunnar Bragi Sveinsson (* 1968), isländischer Politiker (Fortschrittspartei)
- Gunnar Gíslason (* 1961), isländischer Fußballspieler
- Gunnar Gunnarsson (1889–1975), isländischer Schriftsteller
- Gunnar Hansen (1947–2015), isländischer Schauspieler und Autor
- Gunnar Heiðar Þorvaldsson (* 1982), isländischer Fußballspieler
- Gunnar Hrafn Jónsson (* 1981), isländischer Politiker (Píratar)
- Gunnar Huseby (1923–1995), isländischer Leichtathlet
- Gunnar Karlsson (1939–2019), isländischer Historiker
- Gunnar Kvaran (* 1944), isländischer Cellist und Kammermusiker
- Gunnar Pétursson (1930–2022), isländischer Skilangläufer
- Gunnar Steinn Jónsson (* 1987), isländischer Handballspieler
- Gunnar Thoroddsen (1910–1983), isländischer Politiker
- Gunnar, Megan R. (* 1951), US-amerikanische Entwicklungspsychologin
- Gunnarsdóttir, Sigrun (* 1950), färöische Malerin
- Gunnarsen, Emma (* 2008), norwegische Sängerin
- Gunnarsen, Marcus (* 2002), norwegischer Sänger
- Gunnarsen, Martinus (* 2002), norwegischer Sänger
- Gunnarsson, Carl (* 1986), schwedischer Eishockeyspieler
- Gunnarsson, Evert (1929–2022), schwedischer Ruderer
- Gunnarsson, Fredrik (* 1965), schwedischer Schauspieler
- Gunnarsson, Jan (* 1962), schwedischer Tennisspieler
- Gunnarsson, Lisa (* 1999), schwedische Stabhochspringerin
- Gunnarsson, Martin (1927–1982), US-amerikanischer Sportschütze
- Gunnarsson, Monica (* 1965), schwedische Leichtathletin
- Gunnarsson, Rutger (* 1946), schwedischer Musiker
- Gunnarsson, Stefan (* 1982), schwedischer Volleyball- und Beachvolleyballspieler
- Gunnarsson, Sturla (* 1951), kanadischer Filmregisseur
- Gunnarsson, Susanne (* 1963), schwedische Kanutin
- Gunnarsson, Valfrid (1893–1972), schwedischer Fußballspieler
- Gunnbjǫrn Úlfsson, norwegischer Wikinger und Entdecker Grönlands
- Gunnell, Adrian (* 1972), englischer Snookerspieler
- Gunnell, Gregg F. (1954–2017), US-amerikanischer Primatologe und Paläontologe
- Gunnell, Sally (* 1966), britische Leichtathletin und Olympiasiegerin
- Gunnell, Sean (* 1988), US-amerikanischer Schauspieler
- Günnemann, Karl (1931–2015), deutscher Handballspieler
- Gunner (1152–1251), dänischer Geistlicher, Bischof von Viborg
- Gunner, Michael (* 1976), australischer Politiker, Chief Minister des Northern Territory
- Gunnerfeldt, Pelle, Musikproduzent
- Gunneriusson, Olle (1924–1982), schwedischer Biathlet
- Gunnerus, Johan Ernst (1718–1773), norwegischer Bischof, Botaniker, Ornithologe und Zoologe
- Gunnes, Jon (* 1956), norwegischer Politiker
- Gunness, Belle (* 1859), norwegisch-US-amerikanische SerienmörderinBelle Gunness (* 1859)

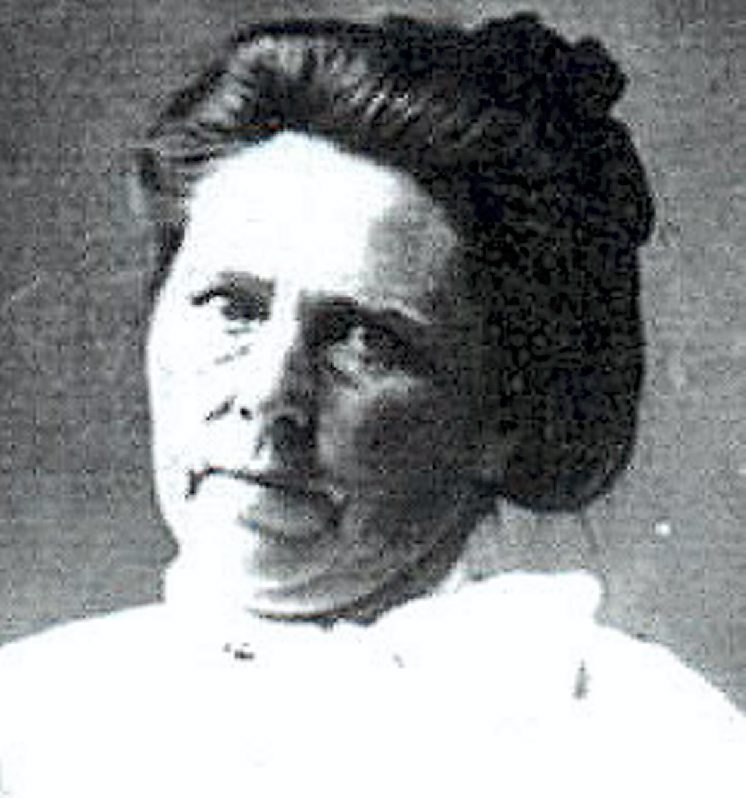
Belle Gunness (* 1859)

- Gunnesson, Uwe (1935–2020), deutscher Politiker (SPD), MdL
- Gunnestad, Stig-Arne (* 1962), norwegischer Curler
- Gunneswaran, Prajnesh (* 1989), indischer Tennisspieler
- Gunneweg, Antonius H. (1922–1990), niederländischer protestantischer Theologe und Alttestamentler
- Günnewich, Otto (1902–1942), deutscher katholischer Priester und NS-Opfer
- Günnewig, Dirk (* 1975), deutscher politischer Beamter (CDU)
- Günnewig, Gerhard (1905–1994), deutscher Hotelier
- Günnewig, Heinrich (1898–1981), deutscher Jurist und Oberbürgermeister
- Günnewig, Noreen (* 2001), deutsche Fußballspielerin
- Gunnewijk, Loes (* 1980), niederländische Radrennfahrerin
- Gunnfríður Jónsdóttir (1889–1968), isländische Bildhauerin
- Gunnhild Königsmutter, Königin von Norwegen
- Gunnhildur Yrsa Jónsdóttir (* 1988), isländische Fußballspielerin
- Günniker, Liselotte (* 1954), deutsche Juristin
- Gunning, Charles (1951–2002), US-amerikanischer Schauspieler und Stuntman
- Gunning, Christopher (1944–2023), britischer Film- und Fernsehkomponist
- Gunning, Henry C. (1901–1991), kanadischer Geologe
- Gunning, Jan Willem (1827–1900), niederländischer Chemiker
- Gunning, Jan Willem Boudewyn (1860–1913), niederländisch-südafrikanischer Agrarwissenschaftler, Ornithologe und Museumsdirektor
- Gunning, Jessica (* 1986), englische SchauspielerinJessica Gunning (* 1986)

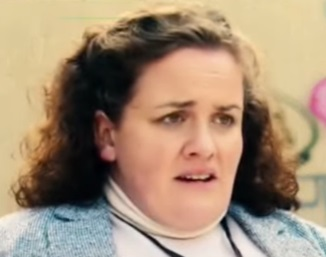
Jessica Gunning (* 1986)

- Gunning, Lisa (* 1972), britische Filmeditorin
- Gunning, Megan (* 1992), kanadische Freestyle-Skisportlerin
- Gunning, Pieter (1913–1967), niederländischer Hockeyspieler
- Gunning, Robert (* 1931), US-amerikanischer Mathematiker
- Gunning, Sarah Ogan (1910–1983), US-amerikanische Sängerin und Liedtexterin
- Gunnis, Rupert (1899–1965), englischer Sammler und Historiker britischer Skulptur
- Gunnison, John Williams (1812–1853), amerikanischer Offizier und Entdecker
- Gunnister Man, Moorleiche
- Gunnlaugr ormstunga Illugason, isländischer Skalde
- Gunnlaugur Briem (* 1962), isländischer Musiker
- Gunnleifur Gunnleifsson (* 1975), isländischer Fußballtorwart
- Gunnleygsdóttur, Elsebeth Mercedis (* 1963), färöische Politikerin der konservativen Volkspartei (Fólkaflokkurin)
- Gunnora († 1031), Geliebte, vielleicht auch Ehefrau von Richard I.
- Gunnulfsen, Mikael (* 1993), norwegischer Skilangläufer

### Guno
- Günok, Mert (* 1989), türkischer Fußballspieler
- Gunolt, August (1849–1932), österreichischer Architekt
- Günözgen, Haluk (1950–2011), türkischer Radrennfahrer

### Guns
- Guns, Tracii (* 1966), US-amerikanischer GitarristTracii Guns (* 1966)

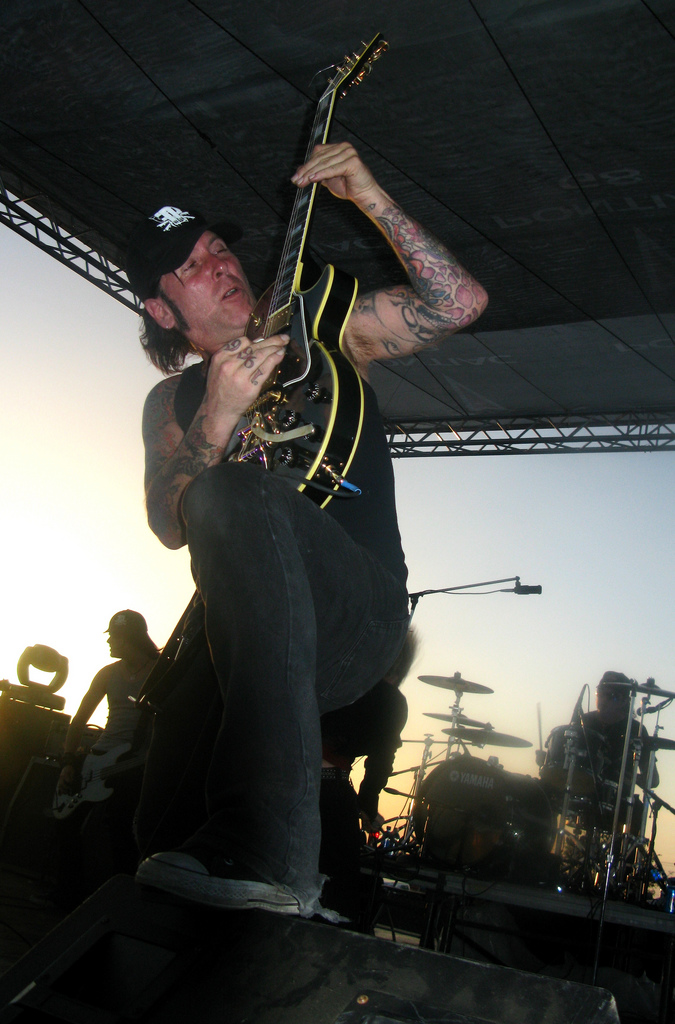
Tracii Guns (* 1966)

- Gunsalus, Irwin C. (1912–2008), US-amerikanischer Biochemiker und Mikrobiologe
- Gunsanad, Kina (1840–1930), Oberster Häuptling der Kadazan-Dusun
- Günsberg, Alexander (* 1952), österreichisch-schweizerischer Schriftsteller, Verlagsgründer und Schachorganisator
- Gunsberg, Isidor (1854–1930), englischer Schachspieler ungarischer Herkunft
- Gunsbourg, Raoul (1860–1955), rumänischer Operndirektor, Schriftsteller und Komponist
- Günsburg, Arthur (1872–1949), österreichisch-deutscher Theaterleiter sowie Regisseur und Produzent der Stummfilmzeit
- Günsburg, Friedrich (1820–1859), deutscher Mediziner und Pathologe
- Günsburg, Karl Siegfried (1788–1860), deutscher Autor, Prediger und Pädagoge
- Gunsch, Elmar (1931–2013), österreichischer Moderator, Autor und Schauspieler
- Gunsch, Yanick (* 1997), italienischer Freestyle-Skisportler
- Günsche, Otto (1917–2003), deutscher SS-Hauptsturmführer und persönlicher Adjutant HitlersOtto Günsche (1917–2003)

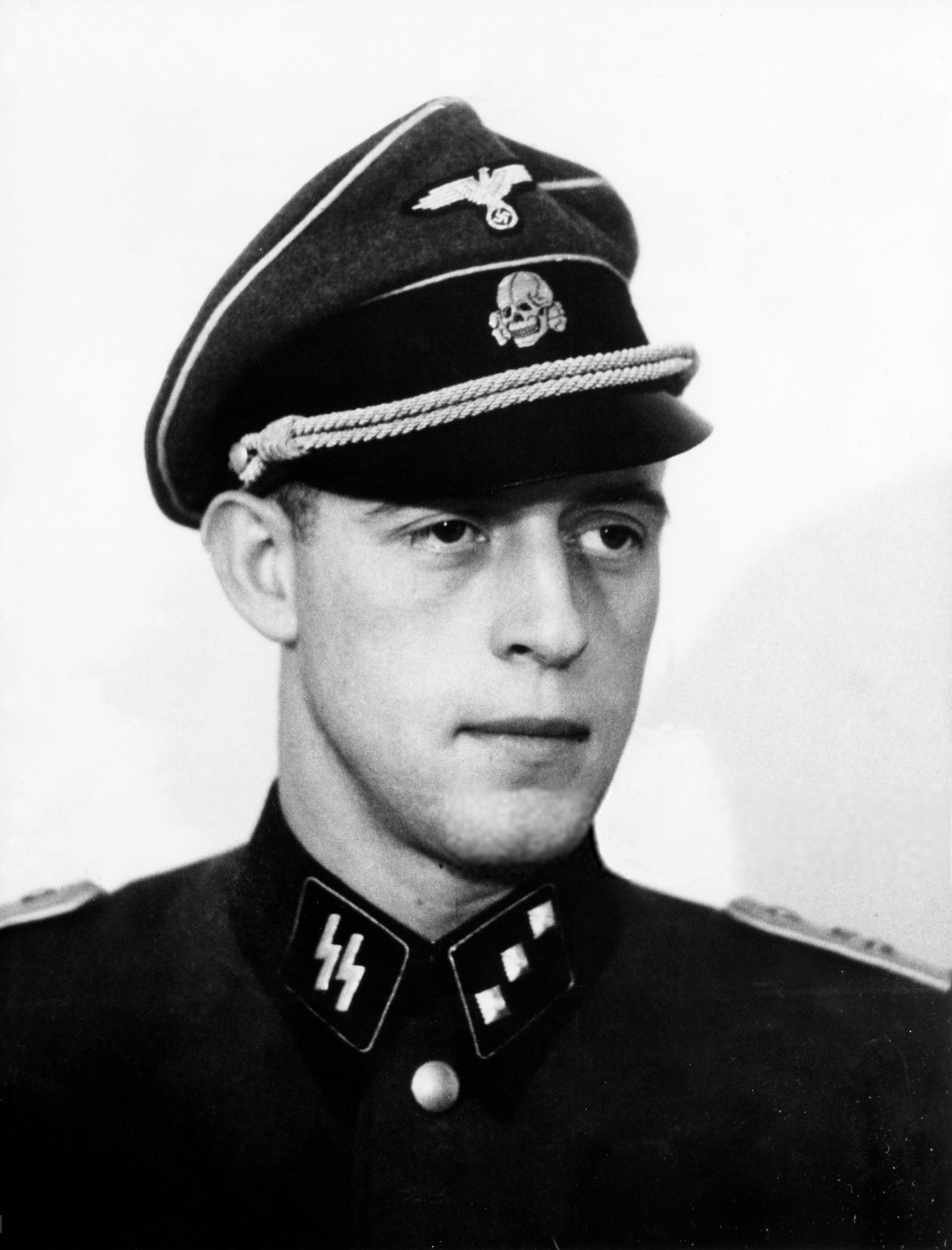
Otto Günsche (1917–2003)

- Günschel, Peter (* 1980), deutscher Basketballtrainer
- Günschel, Wilfriede (1937–2024), deutsche Opernsängerin (Sopran)
- Gunschmann, Carl (1895–1984), deutscher Maler
- Günschmann, Eva, deutsche Opernsängerin (Mezzosopran)
- Gunsel, Austin (1909–1974), amerikanischer American-Football-Funktionär
- Günsel, Suat (* 1952), zyperntürkischer Unternehmer
- Gunselmann, Wolfgang (* 1960), deutscher Fußballspieler
- Gunsenheimer, Antje (* 1967), deutsche Ethnologin
- Gunsenheimer, Gustav (* 1934), deutscher Kirchenmusiker und Komponist
- Gunßer, Christoph (* 1963), deutscher Architekt, Architekturkritiker, Autor, Journalist und Schriftsteller
- Gunßer, Hermann (1871–1934), deutscher Gastwirt und Politiker (FP, FVP), MdR
- Gunst, Anatoli Ottowitsch (1858–1919), russischer Architekt und Künstler
- Gunst, Fritz (1908–1992), deutscher Wasserballspieler
- Gunst, Jewgeni Ottowitsch (1877–1950), russischer Komponist, Musikschriftsteller und -pädagoge sowie Jurist
- Gunst, Pieter van (1659–1732), niederländischer Zeichner, Radierer und Kupferstecher
- Gunst, Rudolf (1883–1965), deutscher Kommunalpolitiker
- Gunst, Thomas (* 1959), deutscher Hockeyspieler
- Gunst, Walter (* 1900), deutscher SS-Funktionär, zuletzt im Rang eines SS-Standartenführers
- Günster, Meret (* 2003), deutsche Fußballspielerin
- Gunsteren, Dirk van (* 1953), deutscher literarischer Übersetzer
- Gunstheimer, Jana (* 1974), deutsche bildende Künstlerin und Hochschullehrerin
- Günsür, Mehmet (1955–2004), türkischer Schriftsteller und Maler
- Günsür, Mehmet (* 1975), türkischer Filmschauspieler

### Gunt

#### Gunta
- Guntapon Keereeleang (* 2001), thailändischer Fußballspieler
- Guntarith († 546), oströmischer Militärführer vandalischer Abstammung
- Guntau, Burkhard (* 1948), deutscher Jurist und Richter
- Guntau, Martin (1933–2019), deutscher Mineraloge und Wissenschaftshistoriker

#### Gunte
- Gunte, Tobias (* 1997), deutscher Fußballspieler
- Güntekin, Reşat Nuri (1889–1956), türkischer Diplomat und Schriftsteller
- Gunten, Hans von (1930–2015), Schweizer Bauingenieur
- Gunten, Hansruedi von (1928–2021), Schweizer Chemiker und BergsteigerHansruedi von Gunten (1928–2021)

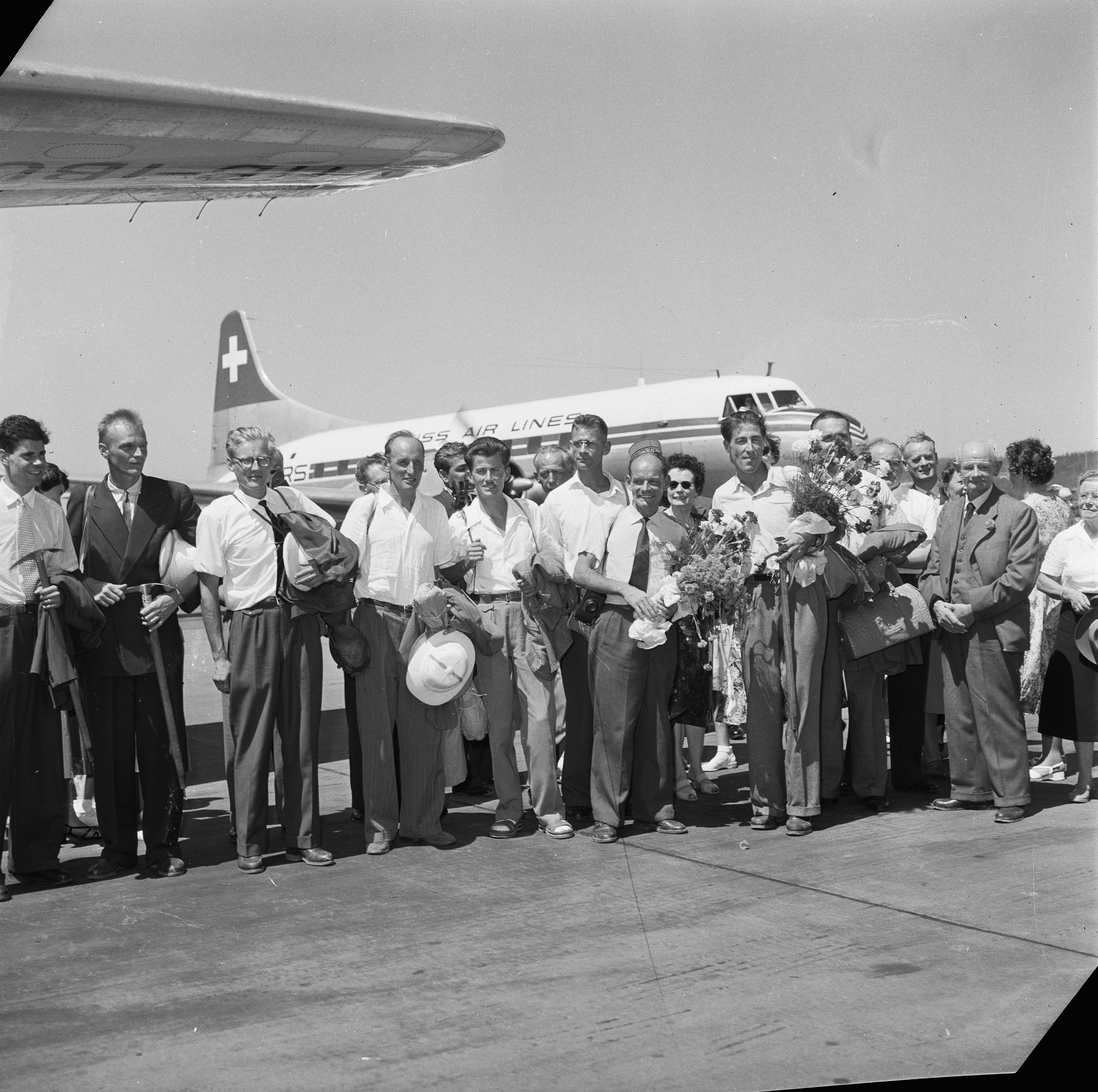
Hansruedi von Gunten (1928–2021)

- Gunten, Marie-Theres von (* 1951), Schweizer Jodlerin, Komponistin und Dirigentin
- Gunten, Matthias von (* 1953), Schweizer Filmregisseur, -Produzent und Drehbuchautor
- Gunten, Patrick von (* 1985), Schweizer Eishockeyspieler
- Gunten, Peter von (* 1941), Schweizer Filmemacher
- Gunten, Reeto von (* 1963), Schweizer Autor und Radiomoderator
- Gunten, Timo von (* 1989), Schweizer Regisseur und Drehbuchautor
- Guntenaar, Ben (1922–2009), niederländischer Bildhauer
- Güntensperger, Nathan (* 1967), Schweizer Politiker (glp) und Hotelier
- Güntensperger, Roman (* 1991), Schweizer Fußballspieler
- Güntensperger, Urs (* 1967), Schweizer Fußballspieler
- Güntensperger, Wendy (* 1993), Schweizer SchauspielerinWendy Güntensperger (* 1993)

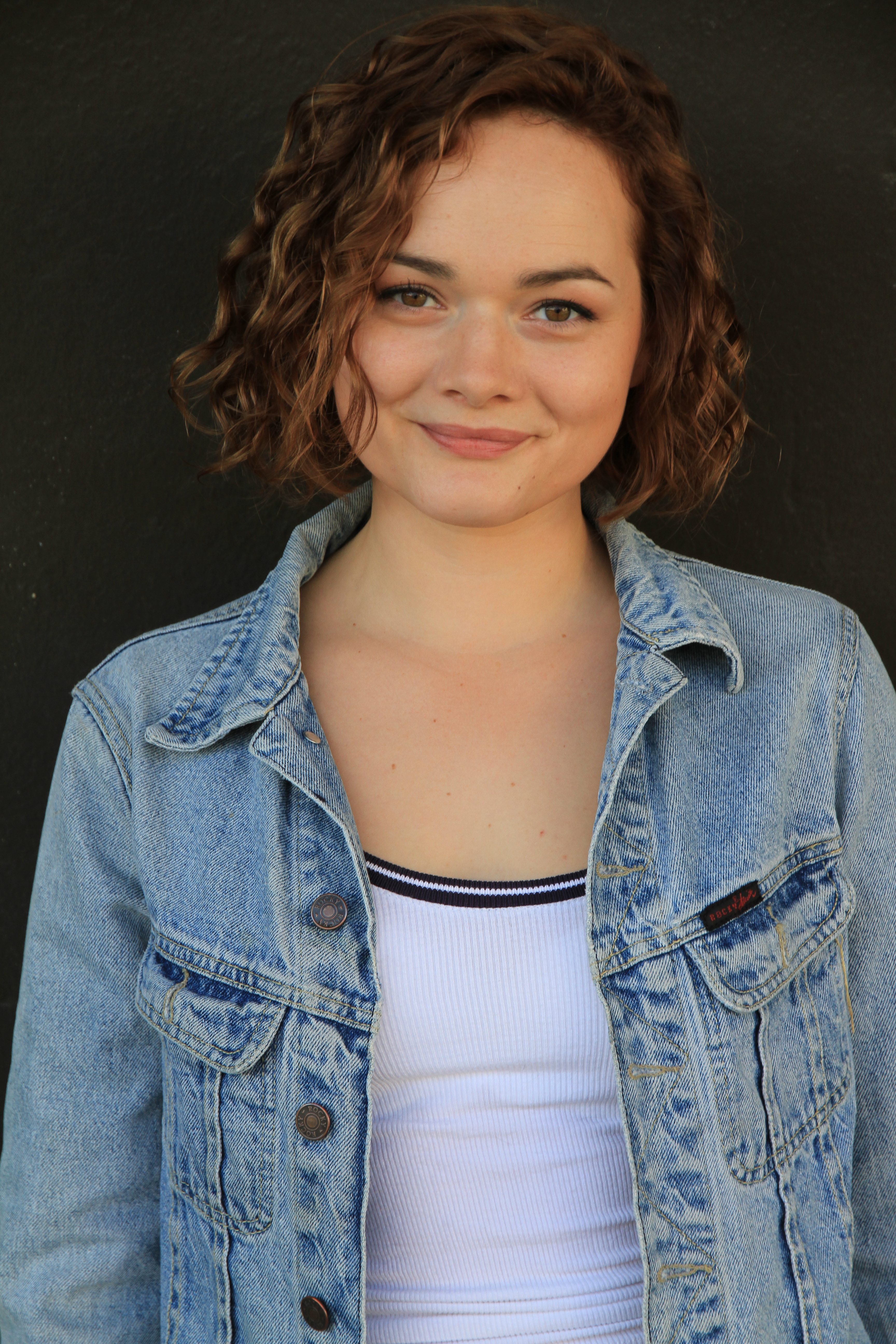
Wendy Güntensperger (* 1993)

- Gunter († 942), deutscher Geistlicher, 11. Bischof vom Bistum Regensburg
- Günter, Andrea (* 1963), deutsche Philosophin, Theologin und Autorin
- Günter, Andreas (* 1988), deutscher Nordischer Kombinierer
- Gunter, Archibald Clavering (1847–1907), US-amerikanischer Schriftsteller mit englischen Wurzeln
- Günter, Bernd (* 1946), deutscher Wirtschaftswissenschaftler
- Günter, Bernhard (* 1957), deutscher Komponist und Improvisationsmusiker (Sopran-, Altsaxophon, Klarinette, Gitarre, Live-Elektronik)
- Gunter, Bill (1934–2024), US-amerikanischer Politiker
- Gunter, Chris (* 1989), walisischer Fußballspieler
- Günter, Christian (* 1993), deutscher Fußballspieler
- Gunter, Edmund (1581–1626), englischer Mathematiker und Astronom
- Günter, Emil (1853–1927), Schweizer Fabrikant, Politiker und Autor in Berndeutsch
- Günter, Franz Sales (1830–1901), deutscher Stadtschultheiß
- Gunter, Georg (1930–2008), deutscher Historiker, Schriftsteller
- Günter, Heinrich (1870–1951), deutscher Historiker
- Günter, Heinz († 2023), österreichischer Basketballspieler und -funktionär
- Günter, Herbert (1913–1994), deutscher Politiker (SPD) und Abgeordneter des Niedersächsischen Landtages
- Günter, Horace (1868–1946), deutscher Maler und Porträtmaler
- Günter, Horst (1913–2013), deutscher Opernsänger (Bariton) und Gesangspädagoge
- Günter, Janne (* 1937), deutsche Sozialwissenschaftlerin und Publizistin
- Gunter, Julius Caldeen (1858–1940), US-amerikanischer Jurist und Politiker
- Günter, Koray (* 1994), deutsch-türkischer FußballspielerKoray Günter (* 1994)

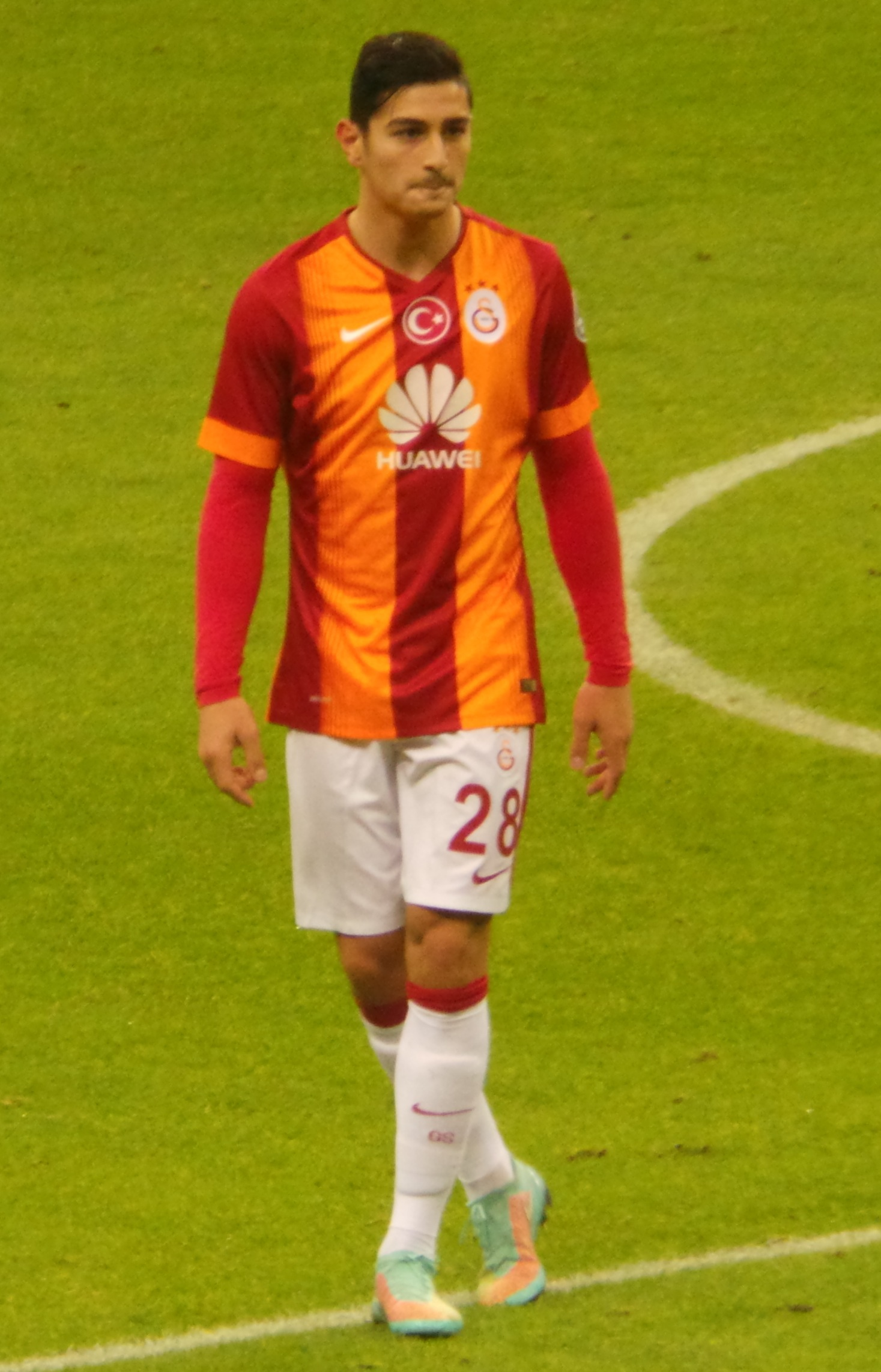
Koray Günter (* 1994)

- Günter, Manuela (* 1964), deutsche Germanistin
- Günter, Maren (* 1976), deutsche Skirennläuferin
- Gunter, Michael M. (* 1943), US-amerikanischer Politikwissenschaftler
- Günter, Mirijam, deutsche Schriftstellerin und Publizistin
- Günter, Nikolai Maximowitsch (1871–1941), sowjetischer Mathematiker
- Günter, Olivier (* 1996), Schweizer Schauspieler
- Günter, Paul (1943–2024), Schweizer Politiker (LdU, SP)
- Günter, Peter (* 1960), deutscher Jurist und Richter am BGH
- Gunter, Ray (1909–1977), britischer Politiker, Unterhausabgeordneter
- Günter, Roland (* 1936), deutscher Kunst- und KulturhistorikerRoland Günter (* 1936)

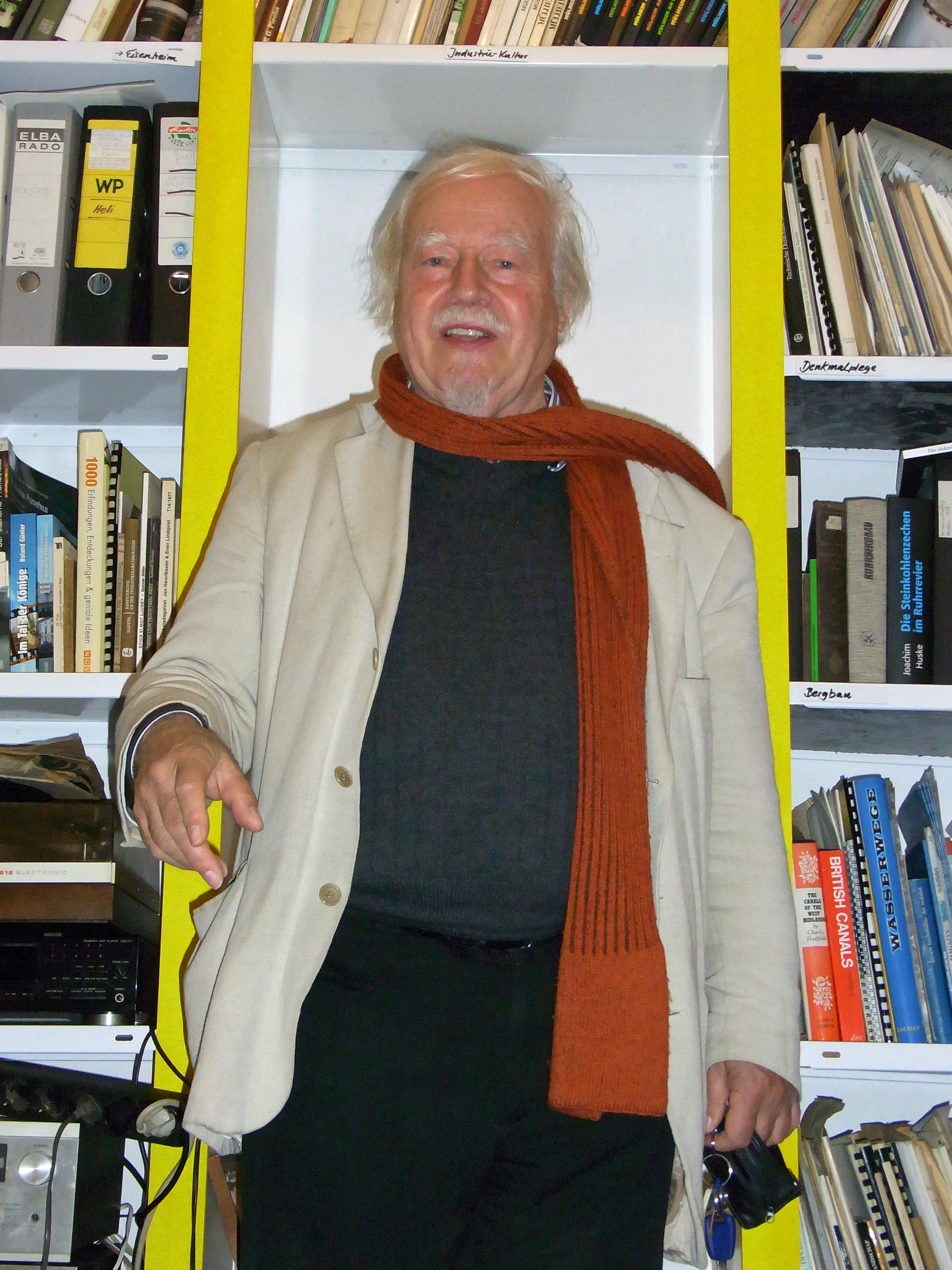
Roland Günter (* 1936)

- Gunter, Ronald (1904–1980), britischer Autorennfahrer
- Günter, Rosa Marie (* 1991), deutsche Pianistin
- Günter, Sandra (* 1970), deutsche Sport- und Kulturwissenschaftlerin mit dem Schwerpunkt Geschlechterforschung
- Günter, Sibylle (* 1964), deutsche theoretische Physikerin
- Günter, Siegfried (1899–1969), deutscher Flugzeugkonstrukteur
- Gunter, Sue (1939–2005), US-amerikanische Basketballtrainerin
- Gunter, Thomas M. (1826–1904), US-amerikanischer Politiker
- Günter, Walter (1899–1937), deutscher Flugzeugkonstrukteur
- Günterberg, Herbert (1910–1998), deutscher Grafiker, Maler, Zeichner, Karikaturist und Illustrator
- Günteritz, Walter (1888–1962), deutscher Maler und Grafiker
- Guntermann, Emil (1839–1918), österreichischer Rechtsanwalt und Abgeordneter in Böhmen
- Guntermann, Franz (1881–1963), deutscher Bildhauer und Hochschullehrer
- Guntermann, Josef (1856–1932), deutscher Kirchenmaler
- Guntermann, Paul-Heinz (1930–2006), deutscher katholischer Geistlicher
- Guntern, Leo (1894–1981), Schweizer Politiker
- Günterrode, Tilemann (1512–1550), deutscher Jurist, Kanzler in Hessen-Kassel
- Güntersberg, Christopher von († 1678), schwedischer Generalmajor und Kommandant in Halmstad
- Güntersberg, Franz von (1618–1679), kurfürstlich brandenburgischer Geheimer Rat, Hauptmann im Amt Rügenwalde, Dekan des Domkapitels Cammin
- Güntersberg, Georg Wilhelm von (1714–1799), preußischer Oberst und Kommandeur im Infanterieregiment Nr. 8
- Guntersberg, Heinrich von, Domherr in Münster
- Güntersberg, Heinrich von, Vogt zu Kallies und über das Land zwischen Netze und Drage, Ritter des Deutschen Ordens
- Güntersberg, Kaspar von († 1474), Herrenmeister des Johanniterorden der Balley Brandenburg auf der Sonnenburg
- Güntersberg, Matthias von (1584–1650), deutscher Jurist, Domherr
- Güntersberg, Reimar von, Herrenmeister des Johanniterorden der Balley Brandenburg
- Güntersberg, Walter von, Pfarrer zu Dramburg, Domherr zu Cammin, herzoglich pommerscher Notar
- Güntert, Enrico (* 1997), Schweizer Sprinter
- Güntert, Georges (* 1938), Schweizer Romanist und Autor
- Güntert, Hermann (1886–1948), deutscher Sprachwissenschaftler und Religionshistoriker

#### Gunth

##### Guntha
- Gunthamund († 496), König der Vandalen und Alanen
- Gunthar von Hildesheim, Bischof von Hildesheim
- Gunthar von Köln, Erzbischof des Erzbistums Köln (850–863)
- Günthard, Alois (1913–1976), Schweizer Politiker
- Günthard, Hans H. (1916–2006), Schweizer Chemiker und Hochschullehrer an der ETH Zürich
- Günthard, Jack (1920–2016), Schweizer Kunstturner und -trainer
- Günthardt, Heinz (* 1959), Schweizer TennisspielerHeinz Günthardt (* 1959)

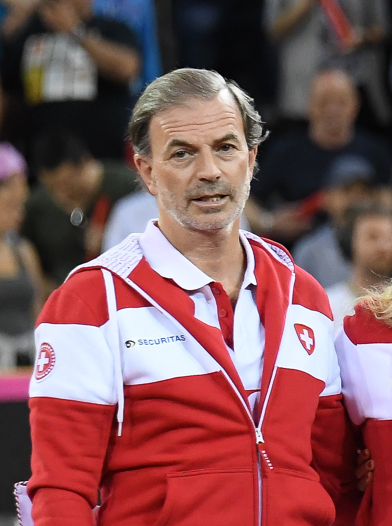
Heinz Günthardt (* 1959)

- Günthardt, Markus (* 1957), Schweizer Tennisspieler und -turnierdirektor
- Günthardt, Rudolf (* 1936), Schweizer Pferdesportler
- Günthart, Walter (1911–1971), Schweizer Gewerkschafter und Politiker

##### Gunthe

###### Gunthel
- Günthel, Carl Adalbert (* 1870), Architekt in Bremen

###### Gunther
- Gunther († 1045), Einsiedler, Heiliger
- Günther (1557–1585), Graf von Waldeck-Wildungen
- Günther (* 1967), schwedischer Sänger
- Gunther (* 1987), österreichischer WrestlerGunther (* 1987)

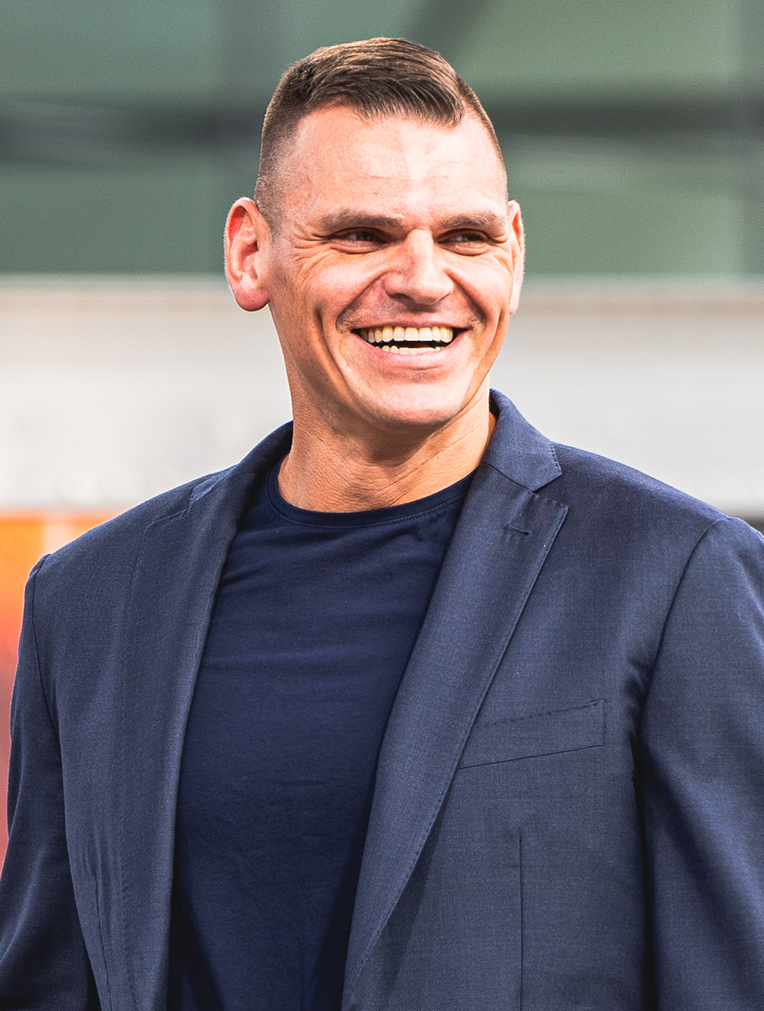
Gunther (* 1987)

###### Gunther F
- Günther Friedrich Carl I. (1760–1837), Fürst von Schwarzburg-Sondershausen
- Günther Friedrich Carl II. (1801–1889), deutscher Fürst von Schwarzburg-Sondershausen

###### Gunther I
- Günther I., Erzbischof von Magdeburg und Bischof von Paderborn
- Günther II. († 1197), Graf von Käfernburg und Schwarzburg
- Günther II. von Schwarzburg (1382–1445), katholischer Erzbischof von Magdeburg

###### Gunther L
- Günther Leopold von Schwarzburg-Sondershausen (1832–1906), Prinz von Schwarzburg-Sondershausen, preußischer Offizier, zuletzt General der Kavallerie

###### Gunther V
- Günther Victor (1852–1925), deutscher Adliger, Fürst von Schwarzburg-Sondershausen und Schwarzburg-Rudolstadt
- Günther VII., Graf von Schwarzburg-Blankenburg
- Gunther von Andlau († 1170), Abt im Kloster St. Blasien
- Gunther von Bamberg († 1065), Kanzler von Kaiser Heinrich III. und Bischof von Bamberg
- Günther von Henneberg († 1161), Bischof von Speyer (1146–1161)
- Günther von Krappfeld († 1090), Bischof von Gurk
- Gunther von Meißen († 1025), Erzbischof von Salzburg
- Gunther von Merseburg († 982), Markgraf von Meißen
- Gunther von Pairis, Zisterziensermönch und Autor
- Günther von Wettin († 1090), Bischof des Bistums Naumburg
- Gunther von Wüllersleben († 1252), deutscher Adliger, Hochmeister des Deutschen Ordens (1249–1252)

###### Gunther X
- Günther XL. (1499–1552), Graf von Schwarzburg
- Günther XLI. (1529–1583), Graf von Schwarzburg und Schwarzburg-Arnstadt
- Günther XLII. (1570–1643), Graf von Schwarzburg-Sondershausen
- Günther XLIII. (1678–1740), Fürst von Schwarzburg-Sondershausen
- Günther XXI. (1304–1349), deutscher Adliger und GegenkönigGünther XXI. (1304–1349)

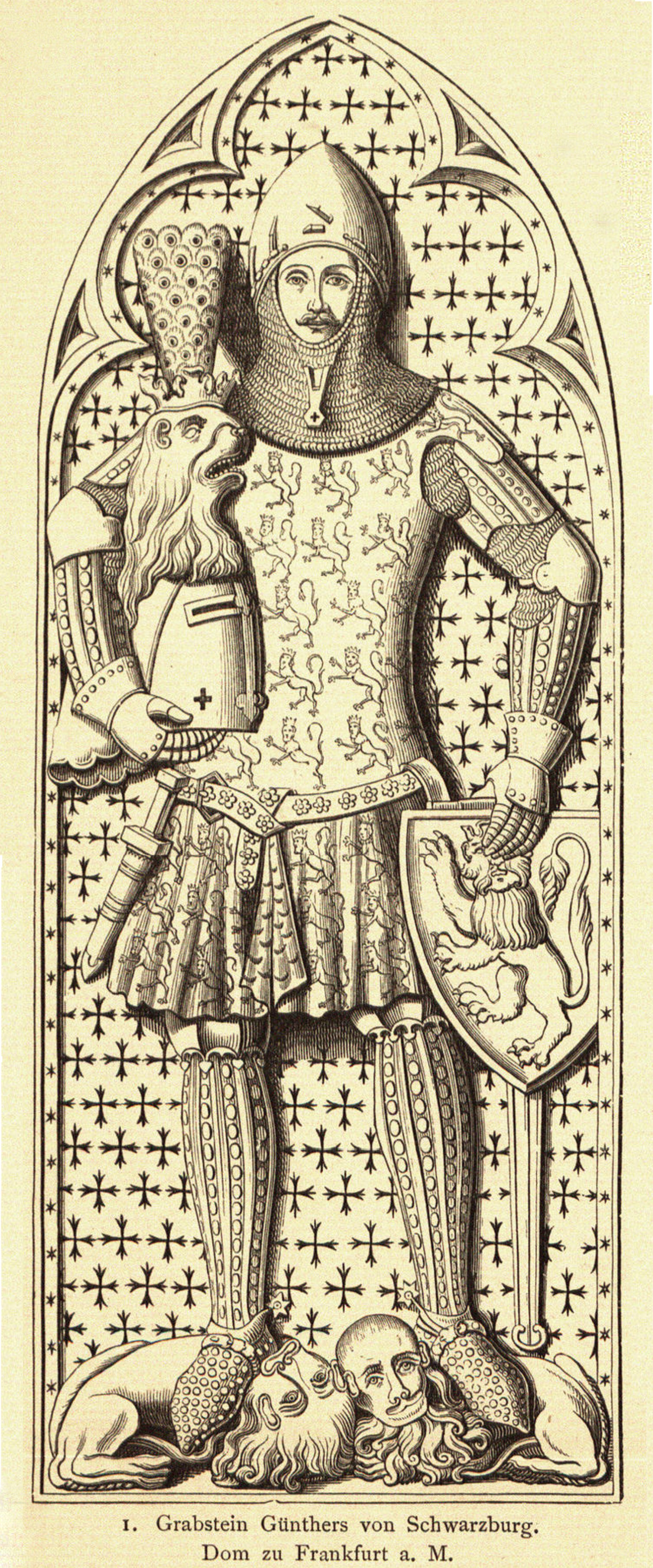
Günther XXI. (1304–1349)

- Günther XXX. (1352–1416), Verweser und Graf von Schwarzburg

###### Gunther, A
- Günther, Adam (1862–1940), deutscher Stadtbautechniker, Archäologe und Museumsleiter in Koblenz
- Günther, Adelheid (1834–1865), deutsche Opernsängerin (Sopran) und Theaterschauspielerin
- Günther, Adolf (1881–1958), deutscher Rechts- und Staatswissenschaftler
- Günther, Agnes (1863–1911), deutsche Schriftstellerin
- Günther, Albert (1830–1914), deutscher ZoologeAlbert Günther (1830–1914)

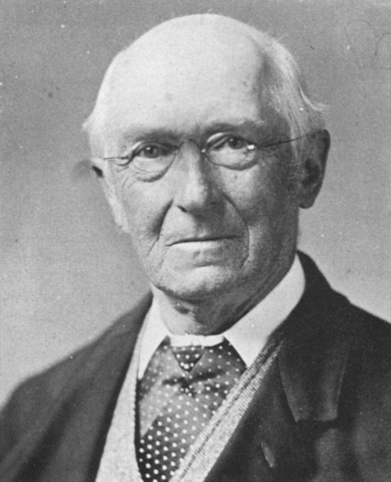
Albert Günther (1830–1914)

- Günther, Albert (1904–1980), deutscher Politiker (CDU)
- Günther, Albrecht Erich (1893–1942), deutscher Publizist
- Günther, Alfred (* 1876), deutscher Finanzbeamter
- Günther, Alfred (1885–1969), deutscher Lyriker und Journalist
- Günther, Alfred (* 1894), deutscher politischer Aktivist
- Günther, Alwin (1906–1979), deutscher Politiker (KPD/SED), Widerstandskämpfer und Gewerkschafter
- Günther, Andreas (1502–1570), Jurist, Stadtschreiber und Bürgermeister der oberlausitzischen Stadt Kamenz
- Günther, Anja (* 1983), deutsche Beachvolleyballspielerin
- Günther, Annett (* 1963), deutsche Diplomatin
- Günther, Antal (1847–1920), ungarischer Politiker, Journalist und Justizminister
- Günther, Anton (1783–1863), österreichischer Philosoph und Theologe
- Günther, Anton (1876–1937), deutscher Volksdichter und Sänger des Erzgebirges
- Günther, Armin (1924–2003), deutscher Fußballspieler
- Günther, Arthur (1885–1974), deutscher Heimatforscher, Schriftsteller und Kommunalpolitiker
- Günther, Artur (1893–1972), deutscher Filmarchitekt
- Günther, August (1909–1989), deutscher Landrat und Oberkreisdirektor des Landkreises Soest
- Günther, August Adolph (1779–1842), deutscher Architekt, preußischer Baubeamter und Lehrer
- Günther, August Friedrich (1806–1871), deutscher Militärarzt und Hochschullehrer

###### Gunther, B
- Günther, Bastian (* 1974), deutscher Regisseur
- Günther, Benno (1861–1939), sächsischer Generalmajor
- Günther, Bernd (1944–2019), deutscher Maler, Grafiker und Buchillustrator
- Günther, Bernd (* 1951), deutscher Politiker (CDU) und Bürgermeister von Mettmann
- Günther, Bernhard (1906–1981), deutscher Politiker (Zentrum, CDU), MdB
- Günther, Bernhard (* 1967), deutscher Manager, Finanzvorstand der innogy SEBernhard Günther (* 1967)

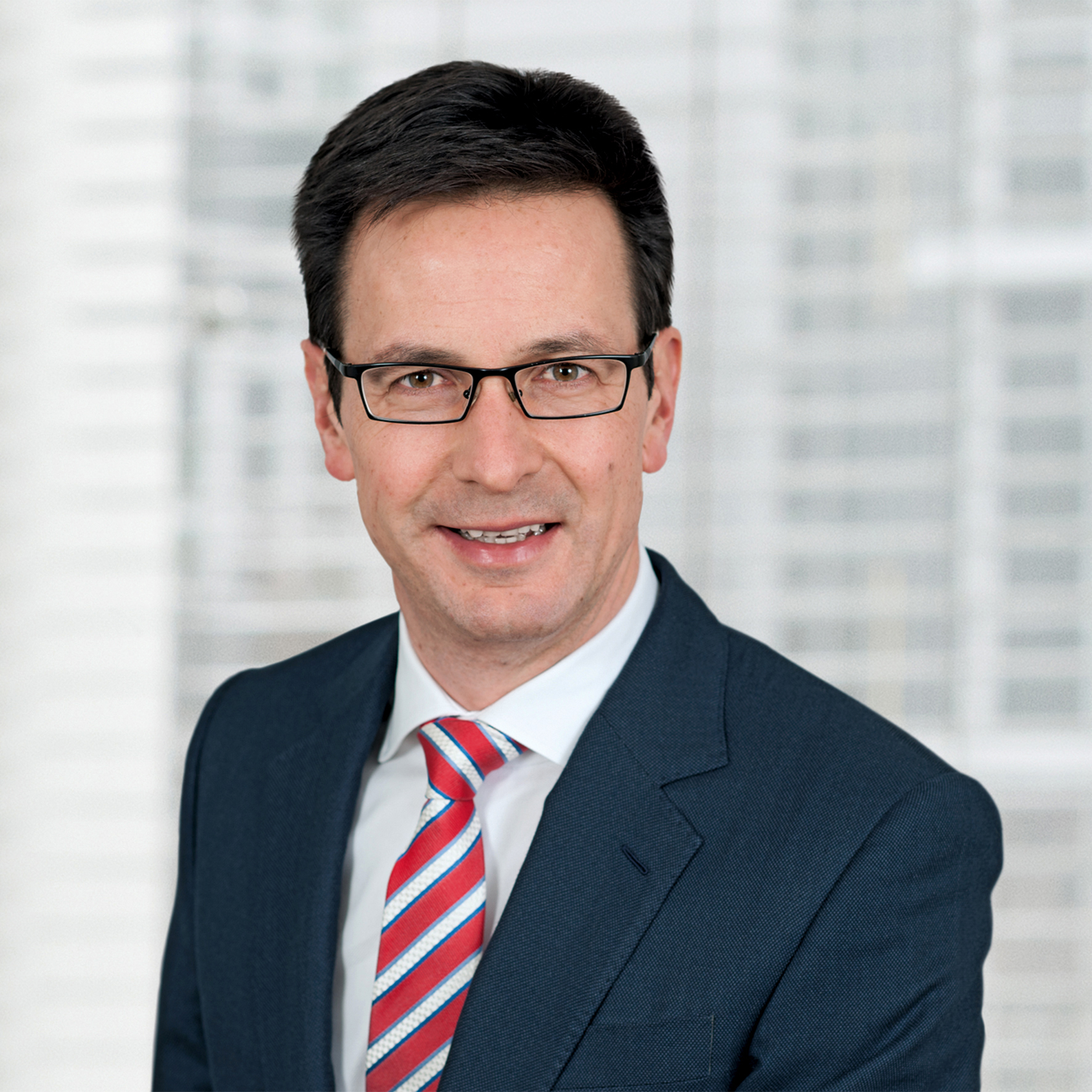
Bernhard Günther (* 1967)

- Gunther, Bert (1899–1968), niederländischer Ruderer
- Günther, Bertha (1894–1975), deutsche Tänzerin und Eurythmielehrerin
- Günther, Berthold (1930–1985), deutscher Zoodirektor und Politiker (SPD), MdL
- Günther, Britta (* 1970), deutsche Historikerin und Archivarin

###### Gunther, C
- Günther, Camillo (1881–1958), deutscher Architekt
- Günther, Carl (1786–1840), deutscher Schauspieler und Sänger der Stimmlage Bass
- Günther, Carl (1885–1951), österreichischer Schauspieler
- Günther, Carl (1885–1958), deutscher Opernsänger (Tenor)
- Günther, Carl Wilhelm (1809–1859), deutscher Opernsänger (Bass) und Theaterschauspieler
- Günther, Carsten (* 1969), deutscher Jurist, Richter am Bundesverwaltungsgericht
- Gunther, Charles Godfrey (1822–1885), US-amerikanischer Politiker
- Günther, Christian (1886–1953), deutscher Politiker (DVP), MdR
- Günther, Christian (1938–2001), deutscher Moderator, Sprecher und Schauspieler
- Günther, Christian (* 1941), deutscher Maler und Grafiker
- Günther, Christian (* 1974), deutscher Schriftsteller und Illustrator
- Günther, Christian August (1758–1839), deutscher Jurist
- Günther, Christian August (1760–1824), deutscher Maler, Zeichner und Kupferstecher
- Günther, Claus (1931–2025), deutscher Autor und Zeitzeugen-Aktivist
- Günther, Cornelia (* 1969), deutsche Basketballspielerin
- Günther, Cyriakus (1650–1704), deutscher Kirchenlieddichter

###### Gunther, D
- Günther, Daniel (* 1973), deutscher Politiker (CDU), MdLDaniel Günther (* 1973)

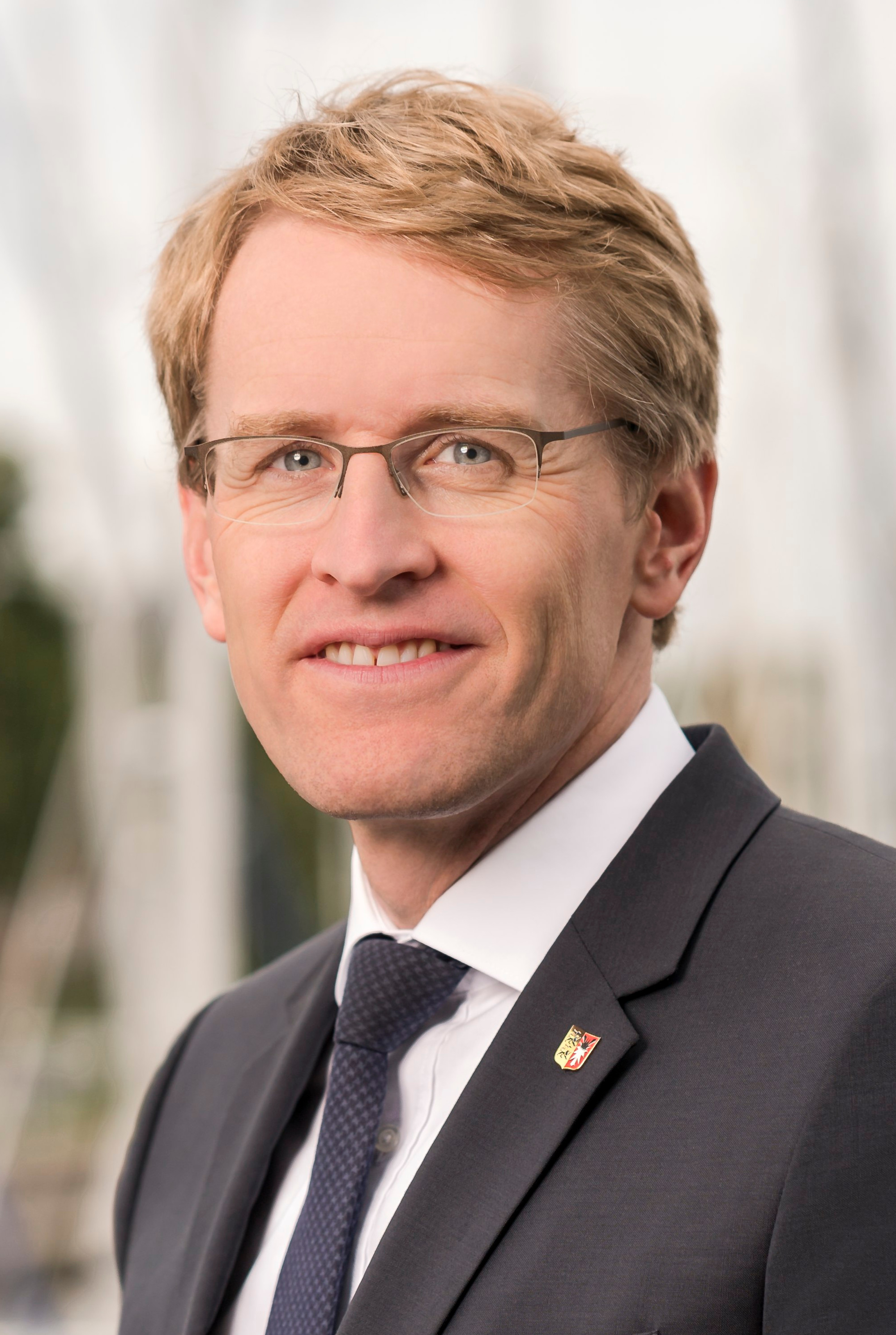
Daniel Günther (* 1973)

- Günther, Daniel (* 2005), deutscher Volleyballspieler
- Günther, Daniel Erhard (1752–1834), deutscher Mediziner und Hochschullehrer
- Günther, Detlef (* 1958), deutscher Künstler und Erfinder
- Günther, Detlef (* 1963), deutscher Chemiker, Professor der analytischen Chemie
- Günther, Dettlef (* 1954), deutscher Rennrodler
- Günther, Dieter (* 1943), deutscher Geologe und Bibliothekar
- Günther, Dietmar, deutscher Basketballtrainer
- Günther, Dominik (* 1973), deutscher Theater-Regisseur, Schauspieldozent und Autor
- Günther, Donate (* 1960), deutsche Verlegerin
- Günther, Doris (1919–2009), deutsche Unternehmerin und Mäzenin
- Günther, Doris (* 1978), österreichische Snowboarderin
- Günther, Dorothee (1896–1975), deutsche Tänzerin

###### Gunther, E
- Günther, Eberhard (1911–1994), deutscher Jurist, Sachbuchautor und Präsident des Bundeskartellamtes
- Günther, Eberhard (* 1931), deutscher Verleger in der DDR
- Günther, Eberhard (1945–2015), deutscher Unternehmer
- Günther, Edeltraud (* 1965), deutsche Wirtschaftswissenschaftlerin
- Günther, Egon (1927–2017), deutscher Filmregisseur und Schriftsteller
- Günther, Elisabeth (* 1966), deutsche Schauspielerin und SynchronsprecherinElisabeth Günther (* 1966)

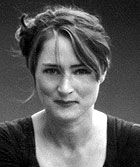
Elisabeth Günther (* 1966)

- Günther, Elisabeth (* 1988), deutsche Klassische Archäologin
- Günther, Else (* 1912), deutsche Sängerin und Schriftstellerin
- Günther, Emanuel (* 1954), deutscher Fußballspieler
- Günther, Erich (1886–1951), deutscher Pädagoge
- Günther, Erika (1929–2013), deutsche Slavistin
- Gunther, Erna (1896–1982), US-amerikanische Anthropologin
- Günther, Ernst Friedrich (1789–1850), deutscher Jurist und Übersetzer
- Günther, Erwin (1864–1927), deutscher Landschafts- und Marinemaler
- Günther, Erwin (1909–1974), deutscher Heimatkünstler (Erzgebirge)
- Günther, Eugen (1878–1963), deutscher Schauspieler

###### Gunther, F
- Günther, Felix (1871–1952), deutscher Unternehmer in der Papierindustrie
- Günther, Felix (1877–1955), deutscher Historiker und Museumsleiter
- Günther, Felix (1886–1951), österreichischer Kapellmeister und Komponist
- Günther, Florian (* 1963), deutscher Schriftsteller
- Günther, Frank (1947–2020), deutscher ÜbersetzerFrank Günther (1947–2020)

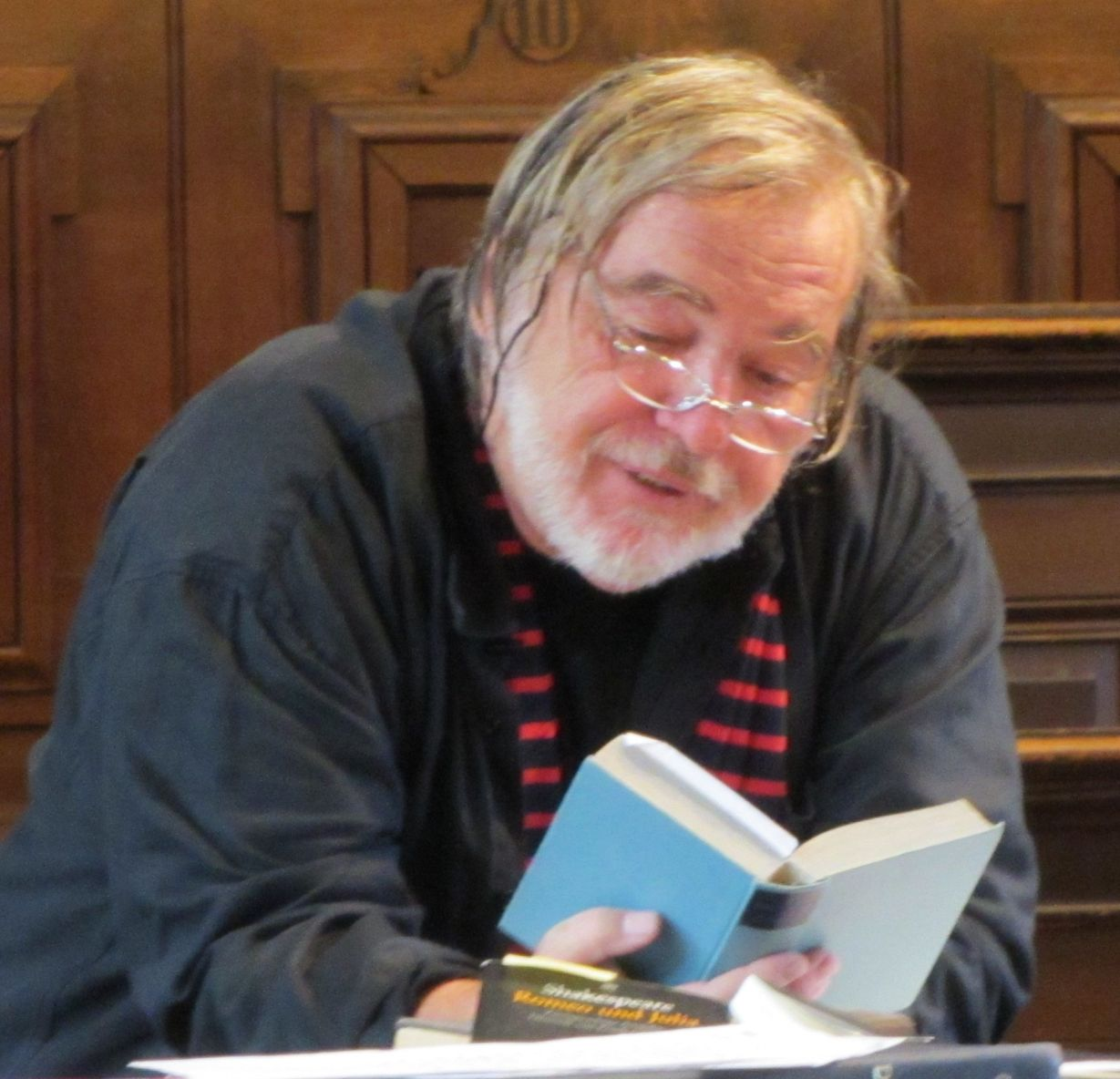
Frank Günther (1947–2020)

- Günther, Franz († 1528), lutherischer Theologe
- Günther, Franz Christoph (1770–1848), deutscher katholischer Priester, Dompfarrer, Domkapitular und Apostolischer Vikar von Speyer
- Günther, Frederik F. (* 1989), deutscher Schauspieler
- Günther, Frieder (* 1971), deutscher Neuzeithistoriker
- Günther, Friedrich (* 1750), deutscher Theaterschauspieler und Sänger (Bass)
- Günther, Friedrich (1791–1848), preußischer Politiker, Bürgermeister in Düren
- Günther, Friedrich (* 1880), deutscher Jurist, Leiter der Sächsischen Staatskanzlei
- Günther, Friedrich Joachim (1814–1877), deutscher Schullehrer, Seminarleiter, Pädagoge und Zeitungsredakteur
- Günther, Fritz (1877–1957), deutscher Chemiker
- Günther, Fritz (1912–2005), deutscher Physiker und Hochschullehrer

###### Gunther, G
- Günther, Georg (1808–1872), Mitglied der Frankfurter Nationalversammlung
- Günther, Georg (1845–1923), deutscher Lehrer und Schriftsteller
- Günther, Georg (1869–1945), österreichischer Manager
- Günther, Georg (* 1988), deutscher Politiker (CDU)
- Günther, Georg Friedrich Karl (1787–1825), deutscher Pädagoge
- Gunther, George (1845–1912), deutschamerikanischer Brauer
- Günther, George von (1655–1724), kurfürstlich-sächsischer und königlich-polnischer Oberforst- und Wildmeister
- Günther, Gerhard (1889–1976), deutscher Publizist und Theologe
- Günther, Gerhard (1930–2023), deutscher Jurist, Archivar und Historiker
- Günther, Gerhard (1955–2015), deutscher Politiker (CDU), MdL
- Günther, Gitta (* 1936), deutsche Archivarin, Stadtgeschichts- und Familienforscherin, Autorin und Herausgeberin
- Günther, Gotthard (1900–1984), deutscher Philosoph
- Günther, Gregor († 1519), deutscher Kirchenrechtler
- Günther, Gregor (* 1978), österreichischer Handballspieler
- Günther, Gustav Biedermann (1801–1866), deutscher Chirurg, Anatom und Hochschullehrer

###### Gunther, H
- Günther, Hanno (1921–1942), kommunistischer Widerstandskämpfer gegen den Nationalsozialismus
- Günther, Hanns (1886–1969), deutscher Autor, Übersetzer und Herausgeber
- Günther, Hans (1899–1938), deutscher Schriftsteller und Literaturtheoretiker
- Günther, Hans (1910–1945), deutscher SS-Sturmbannführer und Leiter der „Zentralstelle für jüdische Auswanderung“ in Prag
- Günther, Hans (* 1941), deutscher Slawist und Literaturwissenschaftler
- Günther, Hans F. K. (1891–1968), deutscher Eugeniker und nationalsozialistischer „Rasseforscher“Hans F. K. Günther (1891–1968)

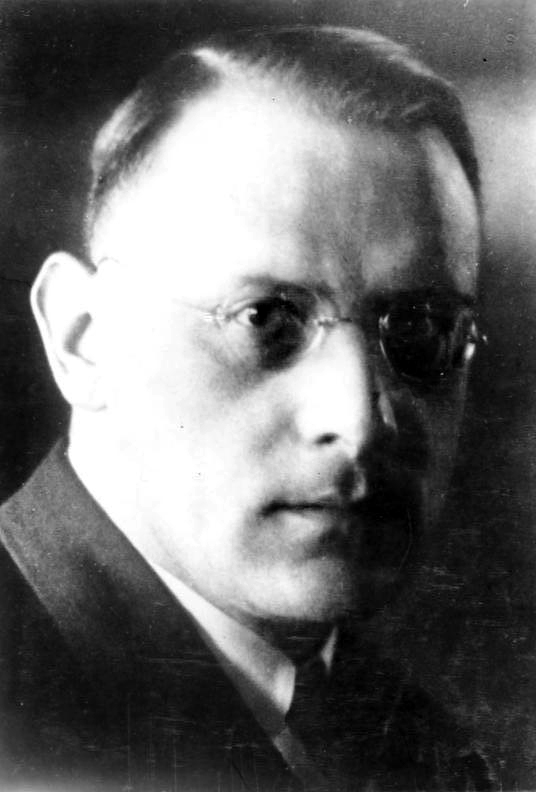
Hans F. K. Günther (1891–1968)

- Günther, Hans Peter (1941–2015), deutscher Kirchenmusiker, Landesposaunenwart in Vorpommern
- Günther, Hans R. G. (1898–1981), deutscher Philosoph
- Günther, Hans-Christian (1957–2023), deutscher Altphilologe
- Günther, Hans-Jürgen (* 1941), deutscher Studiendirektor a. D. und Historiker
- Günther, Hans-Ludwig (* 1949), deutscher Jurist und Hochschullehrer
- Günther, Hans-Otto (* 1948), österreichischer Wirtschaftswissenschaftler
- Günther, Harald (* 1935), deutscher Chemiker
- Günther, Harri (1928–2023), deutscher Landschaftsarchitekt, Gartendenkmalpfleger und Publizist
- Günther, Harro (* 1952), deutscher Fußballspieler
- Günther, Hartmut (1931–2008), deutscher lutherischer Theologe
- Günther, Hartmut, deutscher Psychologe
- Günther, Hartmut (* 1946), deutscher Linguist
- Günther, Hedwig (1896–1966), deutsche Politikerin (SPD), MdHB
- Günther, Heinrich (1868–1933), deutscher Arzt, Medizinalrat und Politiker (DNVP)
- Günther, Helmut (1911–1983), deutscher Tanzpublizist
- Günther, Helmut (* 1940), deutscher theoretischer Physiker
- Günther, Helmut (* 1953), österreichischer Beamter und Politiker (FPÖ), Landtagsabgeordneter
- Gunther, Henry Nicholas (1895–1918), US-amerikanischer SoldatHenry Nicholas Gunther (1895–1918)

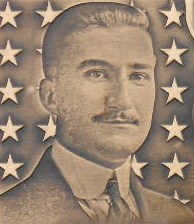
Henry Nicholas Gunther (1895–1918)

- Günther, Herbert (1906–1978), deutscher Schriftsteller, Lyriker und Herausgeber
- Günther, Herbert (1929–2013), deutscher Jurist und Politiker (SPD), MdL
- Günther, Herbert (* 1943), deutscher Jurist
- Günther, Herbert (* 1947), deutscher Schriftsteller, Übersetzer und Drehbuchautor
- Günther, Herbert (* 1948), deutscher Grundschulpädagoge
- Günther, Hermann (1811–1886), deutscher Pädagoge und Schulleiter
- Günther, Hermann (1882–1945), deutscher Reichsgerichtsrat
- Günther, Herta (1934–2018), deutsche Malerin und Grafikerin
- Günther, Horst (* 1939), deutscher Politiker (CDU)
- Günther, Horst (* 1945), deutscher Autor und Herausgeber
- Günther, Hubertus (* 1943), deutscher Kunsthistoriker
- Günther, Hugo (1891–1954), deutscher Parteifunktionär (SPD/KPD/KPO/SED)

###### Gunther, I
- Günther, Ignaz (1725–1775), deutscher BildhauerIgnaz Günther (1725–1775)

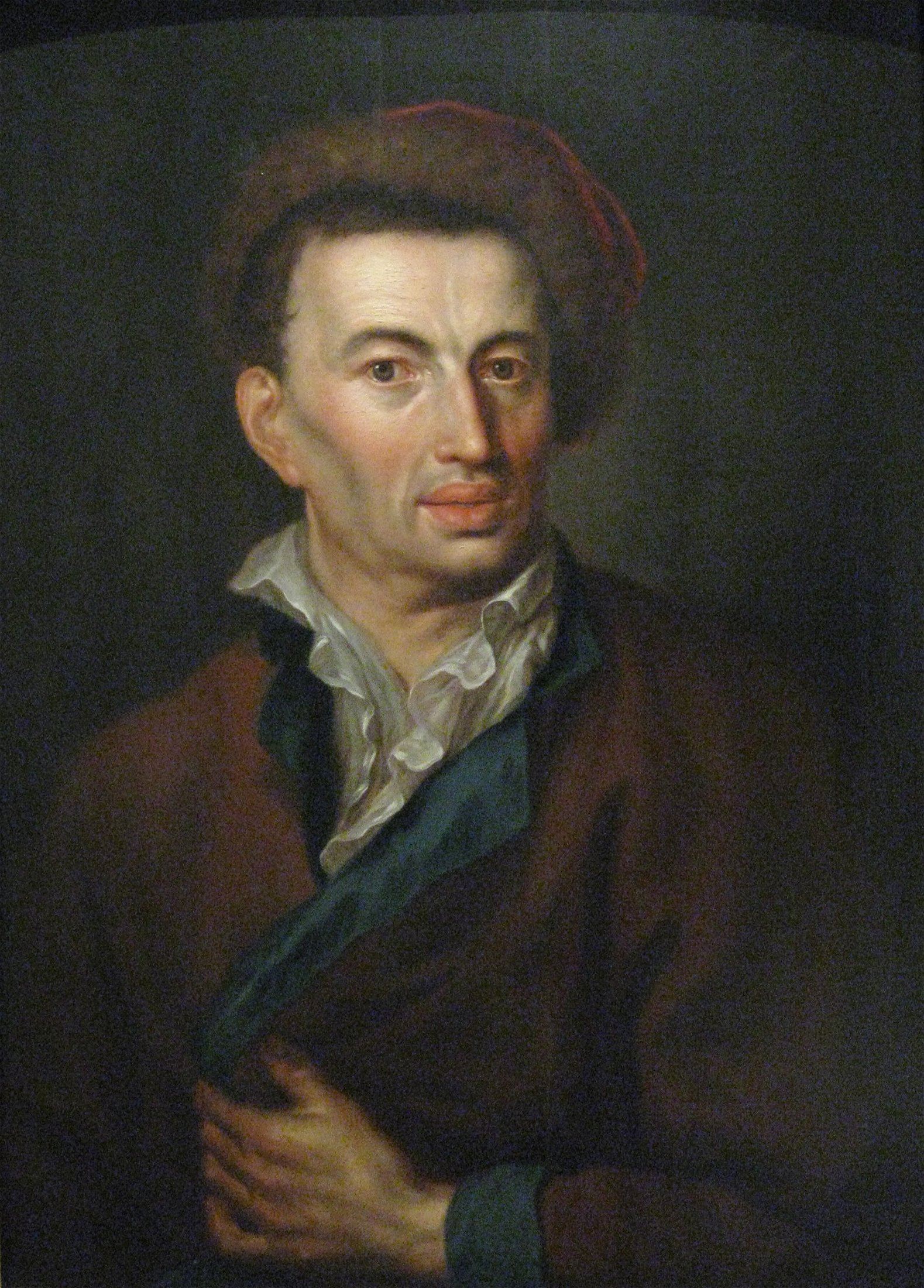
Ignaz Günther (1725–1775)

- Günther, Inez (* 1956), deutsche Schauspielerin und Synchronsprecherin
- Günther, Ingo (* 1957), deutscher Medienkünstler
- Günther, Ingo (* 1965), deutscher Musiker, Komponist und Schauspieler
- Günther, Isa (* 1938), deutsche Schauspielerin
- Günther, Isabel (* 1978), deutsche Ökonomin

###### Gunther, J
- Günther, Jan (* 1977), deutscher Volleyball- und Beachvolleyballspieler
- Günther, Jasper (* 1999), deutscher Basketballspieler
- Günther, Jens-Uwe (* 1937), deutscher Komponist und Dirigent
- Günther, Joachim (1720–1789), deutscher Bildhauer und Stuckateur
- Günther, Joachim (1905–1990), deutscher Publizist und Erzähler
- Günther, Joachim (1918–1976), deutscher Verkehrswissenschaftler
- Günther, Joachim (* 1948), deutscher Politiker (FDP), MdB
- Günther, Johann (* 1949), österreichischer Medienwissenschaftler und Hochschullehrer
- Günther, Johann Arnold (1755–1805), hamburgischer Senator und Aufklärer

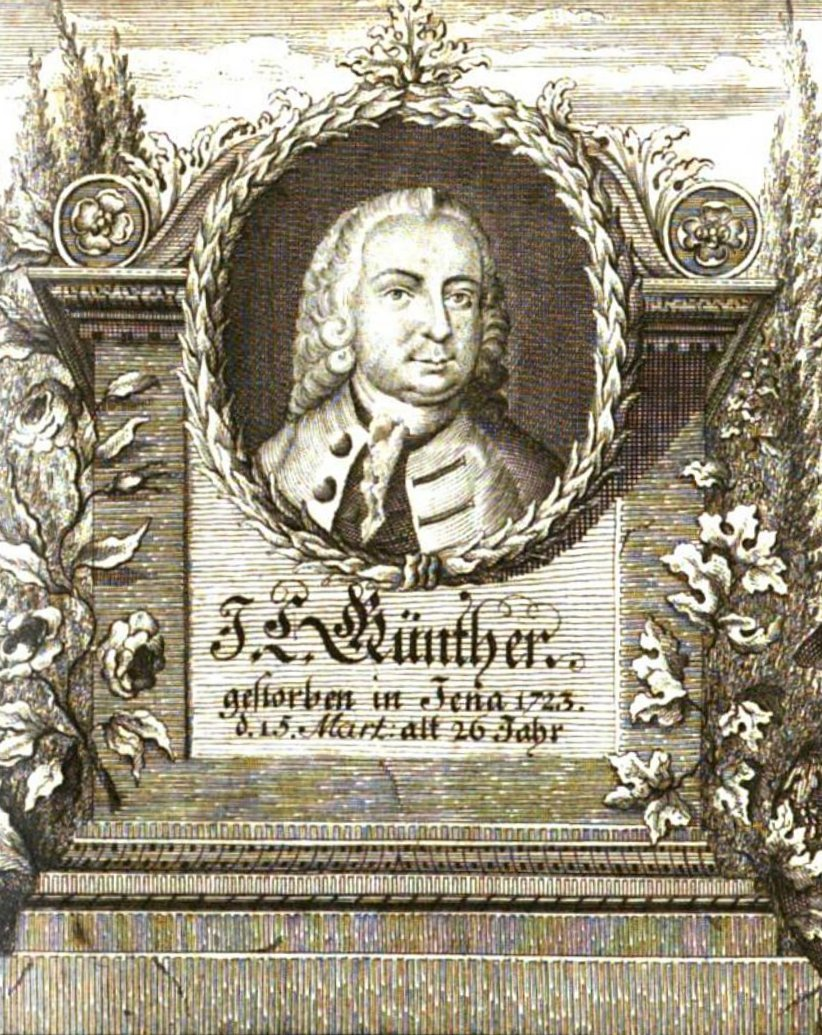
Johann Christian Günther (1695–1723)

- Günther, Johann Christian († 1815), Orgelbauer
- Günther, Johann Christian (1695–1723), deutscher LyrikerJohann Christian Günther (1695–1723)
- Günther, Johann Christian (1769–1833), deutscher Apotheker und Botaniker
- Günther, Johann Ernst (1787–1852), deutscher Politiker, MdL Bayern
- Günther, Johann Friedrich Ludwig (1773–1854), deutscher Rechtswissenschaftler, Richter und Hochschullehrer sowie Politiker
- Günther, Johann Gabriel, deutscher Zimmermeister
- Günther, Johann Heinrich von (1736–1803), preußischer Generalleutnant und Militärgouverneur
- Günther, Johann Jacob (1771–1852), deutscher Mediziner und Naturforscher, Medizinalrat und praktischer Arzt in Köln
- Gunther, John (1901–1970), US-amerikanischer Autor und Journalist
- Gunther, John (* 1966), US-amerikanischer Tenorsaxophonist
- Günther, Josef (* 1997), deutscher Volleyballspieler
- Günther, Julius (1824–1909), deutscher Jurist, MdHdA, MdR
- Günther, Julius (1830–1902), deutscher Genremaler
- Günther, Jürgen (1938–2015), deutscher Comiczeichner
- Günther, Jutta (* 1938), deutsche Schauspielerin
- Günther, Jutta (* 1967), deutsche Wirtschafts- und Sozialwissenschaftlerin und Hochschullehrerin

###### Gunther, K
- Günther, Karin (* 1952), deutsche Designerin und NDPD-Funktionärin
- Günther, Karl (1822–1896), deutscher Tiermediziner
- Günther, Karl Ehrenfried (1757–1826), deutscher Altphilologe und Gymnasiallehrer
- Günther, Karl Friedrich (1786–1864), deutscher Rechtswissenschaftler
- Günther, Karl Gottlob (1752–1832), deutscher Jurist und Archivar
- Günther, Karl-Heinz (1924–2005), deutscher Kriminalschriftsteller
- Günther, Karl-Heinz (1926–2010), deutscher Erziehungswissenschaftler, Vizepräsident der Akademie der Pädagogischen Wissenschaften der DDR
- Günther, Karla, deutsche Radrennfahrerin
- Günther, Käthe (1873–1933), deutsche Politikerin (DDP), MdL
- Günther, Katja (* 1966), deutsche Rechtswissenschaftlerin, politische Beamtin und Politikerin (Bündnis 90/Die Grünen)
- Günther, Katrin (* 1966), deutsche Journalistin und Medienmanagerin
- Gunther, Kelly (* 1987), US-amerikanische Inline-Speedskaterin und Eisschnellläuferin
- Günther, Klaus, deutscher Basketballspieler
- Günther, Klaus (1907–1975), deutscher Zoologe und Taxonom
- Günther, Klaus (* 1938), deutscher Maschinenschlosser und Mitglied der Volkskammer der DDR
- Günther, Klaus (* 1941), deutscher Fußballtorhüter
- Günther, Klaus (* 1941), deutscher Politiker (DBD, CDU), MdL
- Günther, Klaus (* 1941), deutscher Politikwissenschaftler
- Günther, Klaus (* 1957), deutscher Jurist, Hochschullehrer
- Günther, Klaus (* 1957), deutscher Chemiker
- Günther, Klaus-Burkhard (1944–2024), deutscher Sonderpädagoge (Schwerpunkt: Hörgeschädigtenpädagogik) und Hochschullehrer
- Günther, Kurt (1893–1955), deutscher Maler
- Günther, Kurt (1895–1940), deutscher Journalist, sozialdemokratischer Widerstandskämpfer und Opfer des Nationalsozialismus
- Günther, Kurt (1896–1947), deutscher Politiker (NSDAP), MdR, SA-Obergruppenführer
- Günther, Kurt (* 1930), deutscher Entomologe

###### Gunther, L
- Günther, Lars (* 1976), deutscher Politiker (AfD)
- Günther, Lasse (* 2003), deutscher Fußballspieler
- Günther, Leena (* 1991), deutsche Leichtathletin
- Günther, Linda-Marie (* 1952), deutsche Althistorikerin
- Günther, Loni (* 1928), deutsche Politikerin (SED)

###### Gunther, M
- Günther, Manfred (1935–2024), deutscher Ingenieur und Hochschullehrer
- Günther, Manfred (1935–1989), deutscher Schauspieler
- Günther, Manfred (* 1938), deutscher Fußballspieler
- Günther, Manfred (1942–2005), deutscher Automobilrennfahrer der DDR
- Günther, Manfred (1943–2022), deutscher Informatiker und Hochschullehrer
- Günther, Manfred (* 1948), deutscher Schulpsychologe und Autor
- Günther, Manfred (* 1950), deutscher Pfarrer und Lyrik-Autor
- Günther, Manfred (1956–2001), deutscher Fußballspieler
- Günther, Maren (* 1931), deutsche Politikerin (CSU), MdEP
- Günther, Maria (1925–2021), deutsche Pferdesportlerin
- Günther, Marianne (1916–1995), deutsche Schulleiterin
- Günther, Markus (* 1965), deutscher Journalist und Autor
- Günther, Martin (* 1982), deutscher Politiker (Die Linke)
- Günther, Martin (* 1986), deutscher Hochspringer
- Günther, Matthäus (1705–1788), bayerischer Maler und Graphiker
- Günther, Matthias (* 1947), deutscher Schauspieler und Hochschullehrer
- Günther, Matthias (* 1955), deutscher Mathematiker
- Günther, Matthias (* 1963), deutscher Dramaturg und Regisseur am Thalia Theater Hamburg
- Günther, Matthias (* 1976), österreichischer Handballspieler
- Günther, Max (1871–1934), deutscher Gewerkschafter und Politiker (SPD), MdL
- Günther, Max (* 1887), deutscher Lehrer, Kreiskulturwart und Führer des Erzgebirgsvereins
- Günther, Maximilian (* 1997), deutsch-österreichischer AutomobilrennfahrerMaximilian Günther (* 1997)

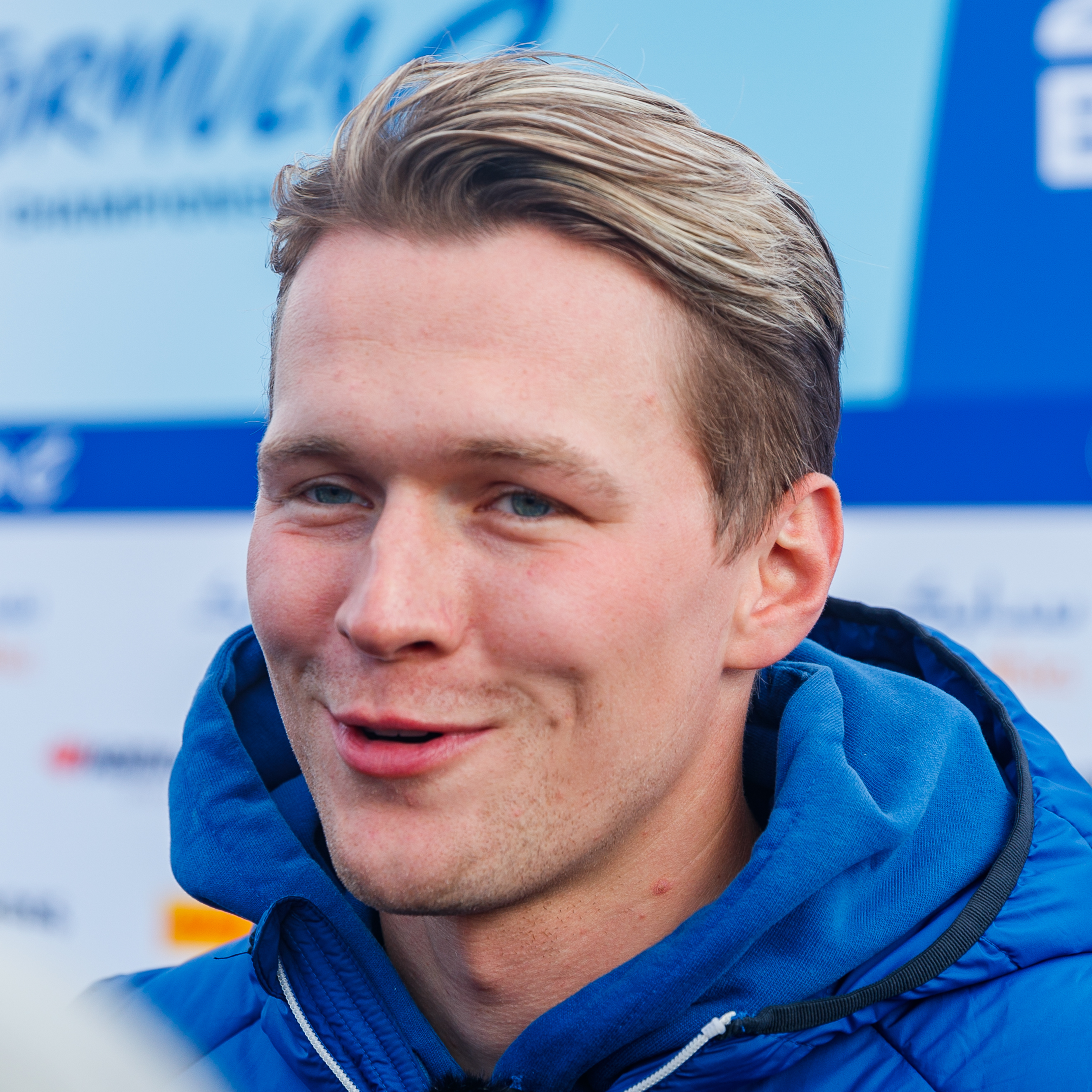
Maximilian Günther (* 1997)

- Günther, Michael (* 1935), deutscher Regisseur, Schauspieler, Synchronsprecher und Übersetzer
- Günther, Michael (* 1967), deutscher Mathematiker und Hochschullehrer an der Bergischen Universität Wuppertal
- Günther, Mizzi (1879–1961), österreichische Opern- und Operettensängerin (Sopran) sowie Theaterschauspielerin
- Günther, Monika (* 1944), deutsche Performancekünstlerin

###### Gunther, N
- Gunther, Neil J. (* 1950), australischer Physiker und Autor
- Günther, Nils (* 1973), Schweizer Komponist

###### Gunther, O
- Günther, Ole (* 2002), deutscher Handballspieler
- Günther, Oliver (* 1961), deutscher Wirtschaftsinformatiker und UniversitätspräsidentOliver Günther (* 1961)

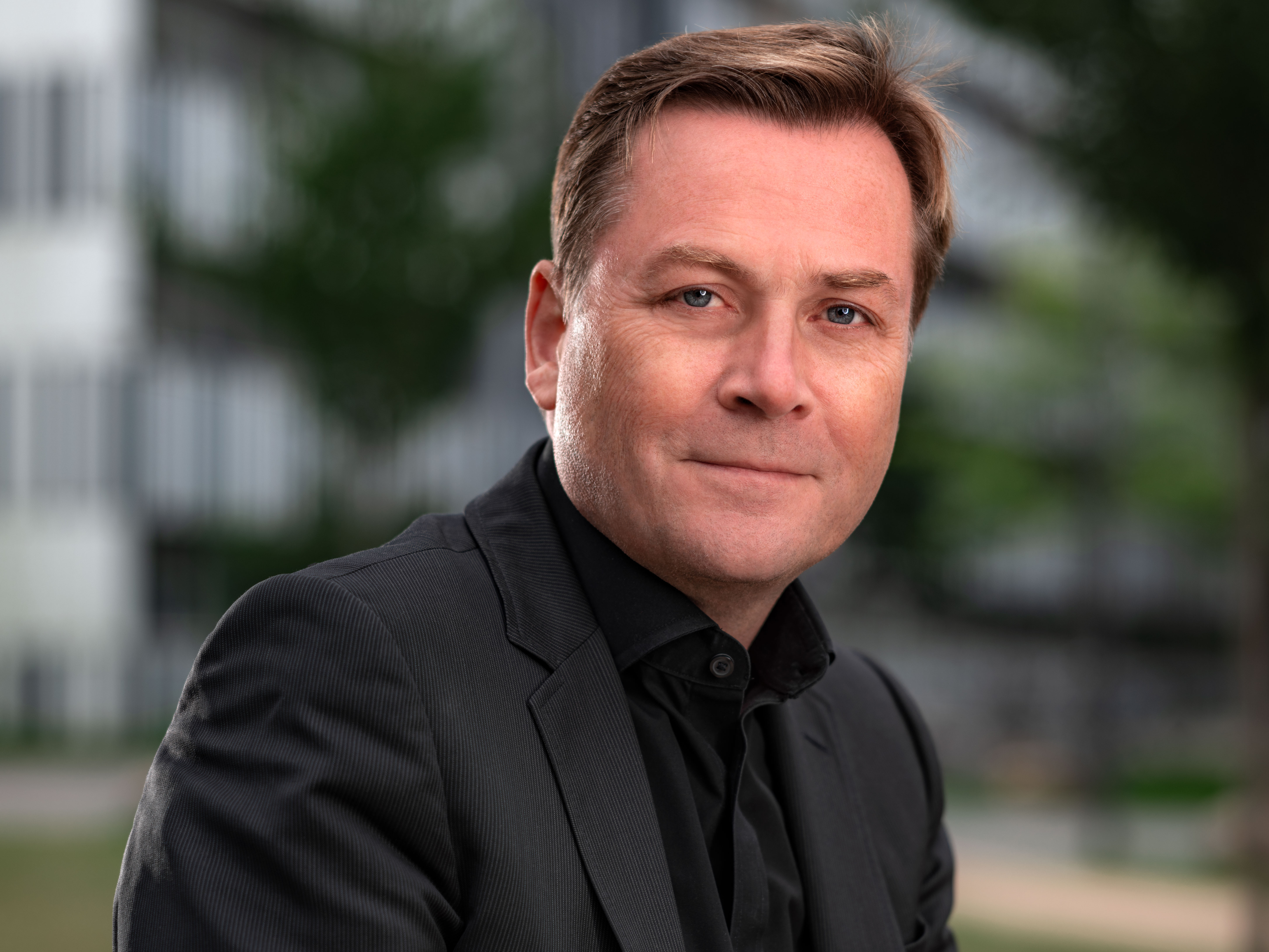
Oliver Günther (* 1961)

- Günther, Oscar (1861–1945), deutscher Politiker (Freisinnige Volkspartei, Fortschrittliche Volkspartei, DDP, Wirtschaftspartei), MdR
- Günther, Oskar (1863–1933), Unternehmer in Braunschweig
- Günther, Otto (1822–1897), deutscher Rechtsanwalt und Stadtrat
- Günther, Otto (* 1855), deutscher Fossiliensammler
- Günther, Otto (1884–1970), österreichischer Diplomat
- Günther, Otto (1895–1963), österreichischer Zeitschriftenverleger
- Günther, Otto Edmund (1838–1884), deutscher Genremaler
- Günther, Owen (1532–1615), deutscher Philosoph und Mediziner

###### Gunther, P
- Günther, Paul (1867–1891), deutscher Mathematiker
- Günther, Paul (1882–1959), deutscher Wasserspringer
- Günther, Paul (1887–1962), deutscher Schauspieler
- Günther, Paul (1892–1969), deutscher Chemiker
- Günther, Paul (1899–1967), deutscher Politiker (CDU), MdL
- Günther, Paul (1926–1996), deutscher Mathematiker
- Günther, Per (* 1988), deutscher Basketballspieler
- Günther, Peter (1882–1918), deutscher RadrennfahrerPeter Günther (1882–1918)

Peter Günther (1882–1918)

- Günther, Peter (* 1983), deutscher Schauspieler
- Günther, Philipp (* 1982), österreichischer Handballspieler

###### Gunther, R
- Günther, Ralf (* 1962), deutscher Fernsehproduzent und Comedian
- Günther, Ralf (* 1967), deutscher Schriftsteller und Drehbuchautor
- Günther, Regine (* 1962), deutsche Politikerin (Bündnis 90/Die Grünen)
- Günther, Richard (1911–1980), deutscher Mediziner und Nationalsozialist
- Günther, Rigobert (1928–2000), deutscher Althistoriker
- Gunther, Robert (1869–1940), englischer Wissenschaftshistoriker
- Günther, Robert (* 1874), deutscher Landwirt und Politiker (DNVP), MdL
- Günther, Roland (* 1962), deutscher Radrennfahrer
- Günther, Rolf (1913–1945), deutscher SS-Sturmbannführer und Vertreter Adolf Eichmanns im RSHARolf Günther (1913–1945)

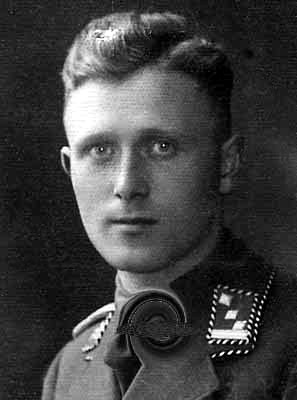
Rolf Günther (1913–1945)

- Günther, Rolf W. (* 1943), deutscher Radiologie
- Günther, Rolf-Dieter (1933–2011), deutscher evangelischer Pfarrer
- Günther, Rosmarie (* 1942), deutsche Althistorikerin
- Günther, Rudolf (1859–1936), deutscher evangelischer Pfarrer, Theologe und Hochschullehrer
- Günther, Rudolf (1880–1941), deutscher Architekt
- Günther, Rudolf (1912–1992), deutscher Politiker (CDU), MdL

###### Gunther, S
- Günther, Sabine (* 1963), deutsche Sprinterin
- Günther, Samantha (* 1992), deutsche Dokumentarfilmregisseurin und Drehbuchautorin
- Günther, Sandra (* 1975), deutsche Juristin, Rechtsanwältin, Autorin, Influencerin, Podcasterin und Darstellerin
- Günther, Sebastian (* 1961), deutscher Arabist und Islamwissenschaftler
- Günther, Sergio (1930–1981), deutscher Hörfunk- und Fernsehmoderator in der DDR
- Günther, Siegfried (1891–1992), deutscher Musikwissenschaftler in der Zeit des Nationalsozialismus
- Günther, Siegfried (1933–2019), deutscher Flottillenadmiral der Deutschen Marine
- Günther, Siegmund (1848–1923), deutscher Geograf, Naturwissenschaftler und Politiker (DFP), MdR
- Günther, Siegwart-Horst (1925–2015), deutscher Arzt und Tropenmediziner
- Günther, Silke (* 1976), deutsche Ruderin
- Günther, Stefan, deutscher, pharmazeutischer Bioinformatiker und Professor an der Albert-Ludwigs-Universität Freiburg
- Günther, Stefan (* 1979), deutscher Synchronsprecher
- Günther, Stephan (* 1963), deutscher Virologe
- Günther, Stephanie (* 1966), deutsche Politikerin (Bündnis 90/Die Grünen), MdL
- Günther, Sven (* 1974), deutscher Fußballspieler
- Günther, Sven (* 1978), deutscher Althistoriker

###### Gunther, T
- Günther, Theodor (1823–1889), deutscher Rittergutsbesitzer und konservativer Politiker, MdR, MdL (Königreich Sachsen)
- Günther, Thomas (* 1955), deutscher Politiker (CDU), MdL
- Günther, Thomas (* 1961), deutscher Ökonom, Hochschullehrer
- Günther, Thomas (* 1967), deutscher Politiker (SPD), MdLThomas Günther (* 1967)

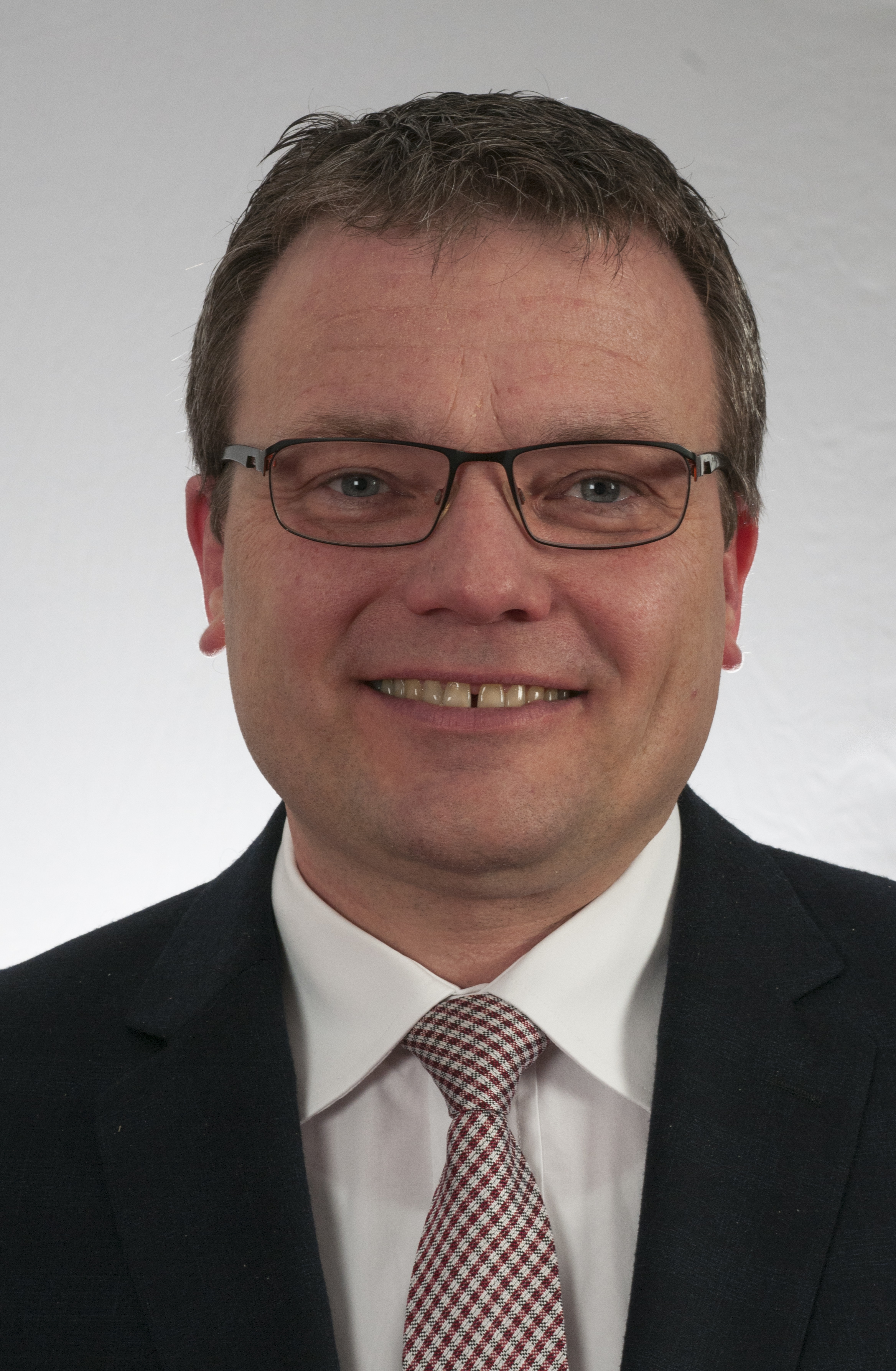
Thomas Günther (* 1967)

- Günther, Tilman (* 1962), deutscher Jazzmusiker (Piano)
- Günther, Tilman (* 1969), deutscher Schauspieler
- Günther, Tino (* 1962), deutscher Politiker (FDP), MdL
- Günther, Torsten (* 1976), deutscher Fußball-, Futsal- und Beachsoccer-Schiedsrichter

###### Gunther, U
- Günther, Ulrich (1923–2011), deutscher Musikpädagoge
- Günther, Ulrich (* 1954), deutscher Schauspieler, Drehbuchautor und Songwriter
- Günther, Ulrike (* 1989), deutsche Theaterregisseurin
- Günther, Ursula (1927–2006), deutsche Musikwissenschaftlerin

###### Gunther, V
- Günther, Viktor Hermann (1879–1965), deutscher evangelischer Geistlicher

###### Gunther, W
- Günther, Walfried (* 1955), deutscher Fußballspieler
- Günther, Walter (1915–1989), deutscher Fußballspieler
- Günther, Walter (1921–1974), deutscher Pferdesportler
- Günther, Walter (* 1923), deutscher Mediziner, Politiker (SPD) und Hochstapler
- Günther, Walther (1891–1952), deutscher Pädagoge, Volkswirt und Medienfunktionär
- Günther, Werner (1898–1988), Schweizer Germanist und Hochschullehrer
- Günther, Werner (* 1913), deutscher Jurist
- Günther, Werner (1919–2008), deutscher Fußballspieler
- Günther, Werner (* 1959), deutscher Fußballspieler
- Günther, Wilhelm, sächsischer Unternehmer und Politiker
- Günther, Wilhelm (1899–1945), deutscher SS-Brigadeführer und Generalmajor der Polizei
- Günther, Wilhelm Arnold (1763–1843), Stadtarchivar in Koblenz und Weihbischof in Trier
- Günther, Wilhelm Christoph (1755–1826), deutscher Pfarrer und Autor
- Günther, Willy (1937–2023), deutscher Maler und Grafiker
- Günther, Wolfgang (1927–2012), deutscher Historiker
- Günther, Wolfgang (1937–2023), deutscher Motorsportler
- Günther, Wolfgang (* 1940), deutscher Althistoriker und Epigraphiker
- Günther, Wolfgang (1940–1998), deutscher Übersetzer
- Günther, Wolfgang (* 1960), deutscher Journalist
- Günther, Wolfram (* 1973), deutscher Jurist, Kunsthistoriker und Politiker (Bündnis 90/Die Grünen), MdLWolfram Günther (* 1973)

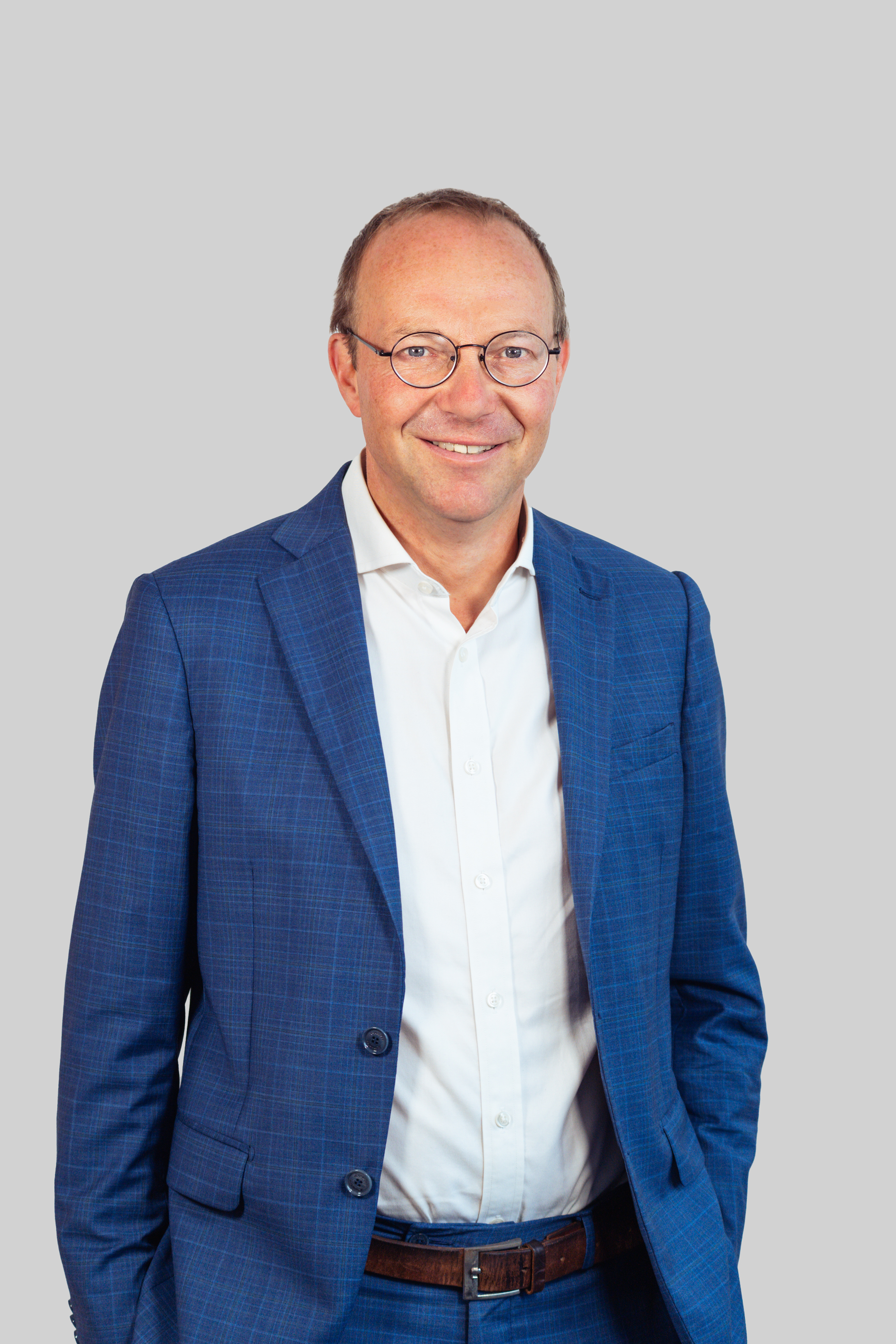
Wolfram Günther (* 1973)

###### Gunther-A
- Günther-Arndt, Hilke (1945–2019), deutsche Historikerin und Geschichtsdidaktikerin

###### Gunther-B
- Günther-Bachmann, Karoline (1816–1874), deutsche Schauspielerin und Opernsängerin der Stimmlage Sopran

###### Gunther-D
- Günther-de Bary, Johann Christian (1797–1880), deutscher Kaufmann und Abgeordneter

###### Gunther-G
- Günther-Gera, Heinrich (1864–1941), deutscher Bildhauer mit Atelier in Berlin-Charlottenburg
- Günther-Gräff, Eva (* 1968), deutsche Juristin und Richterin am Bundessozialgericht

###### Gunther-M
- Günther-Mayer, Ilse (1934–2021), Schweizer Fotoreporterin und Pressefotografin

###### Gunther-N
- Günther-Naumburg, Otto (1856–1941), deutscher Maler und Hochschullehrer

###### Gunther-S
- Günther-Schmidt, Astrid (* 1962), deutsche Politikerin (Bündnis 90/Die Grünen), MdL
- Günther-Schmidt, Julian (* 1994), deutscher Fußballspieler
- Günther-Schwerin, Leopold (1865–1945), deutscher Landschaftsmaler, Bildhauer und Schriftsteller

###### Gunther-V
- Günther-Vieweg, Kristina, deutsche Theaterschauspielerin, Musicaldarstellerin und Kabarettistin

###### Gunther-W
- Günther-Werlein, Sarah (* 1983), deutsche Fußballspielerin
- Günther-Wünsch, Katharina (* 1983), deutsche Politikerin (CDU)Katharina Günther-Wünsch (* 1983)

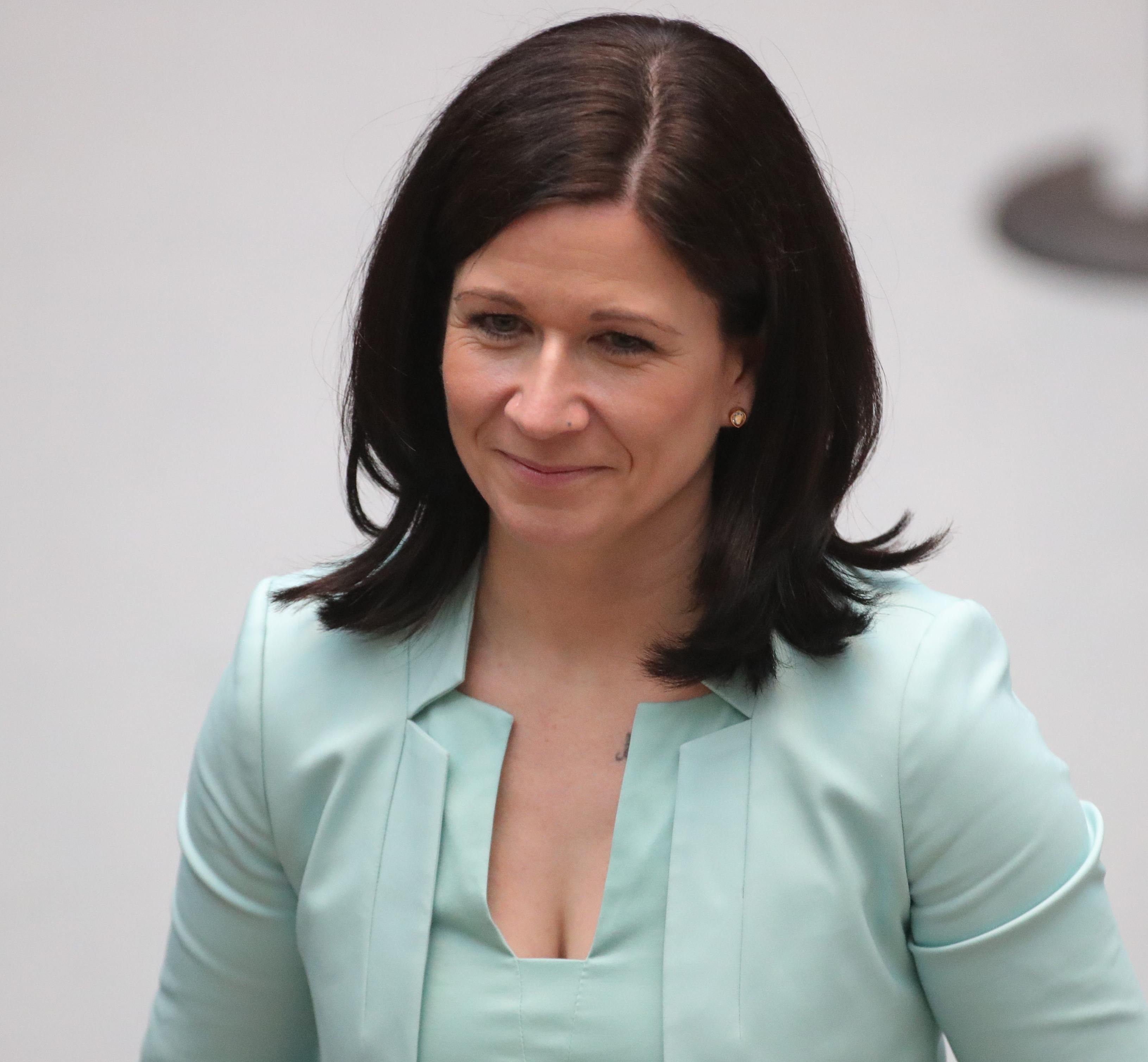
Katharina Günther-Wünsch (* 1983)

###### Guntherm
- Günthermann, Siegfried (1856–1886), deutscher Handwerker und Firmengründer

###### Gunthero
- Güntherodt, Gernot (* 1943), deutscher Physiker
- Güntherodt, Hans-Joachim (1939–2014), deutscher Physiker

###### Gunthers
- Güntherschulze, Adolf (1878–1967), deutscher Physiker

###### Gunthert
- Günthert, Heinrich (1907–1999), deutscher Bahnbeamter
- Gunthert, Jean (1789–1867), Schweizer Architekt
- Günthert, Julius Ernst von (1820–1892), württembergischer Oberst, Dichter und Schriftsteller
- Günthert, Renate (1935–2011), deutsche Modeschöpferin

##### Gunthi
- Gunthildis, katholische Heilige

##### Gunthn
- Günthner, Elke (* 1964), deutsche Fußballschiedsrichterin
- Günthner, Martin (* 1976), deutscher Politiker (SPD), MdBBMartin Günthner (* 1976)

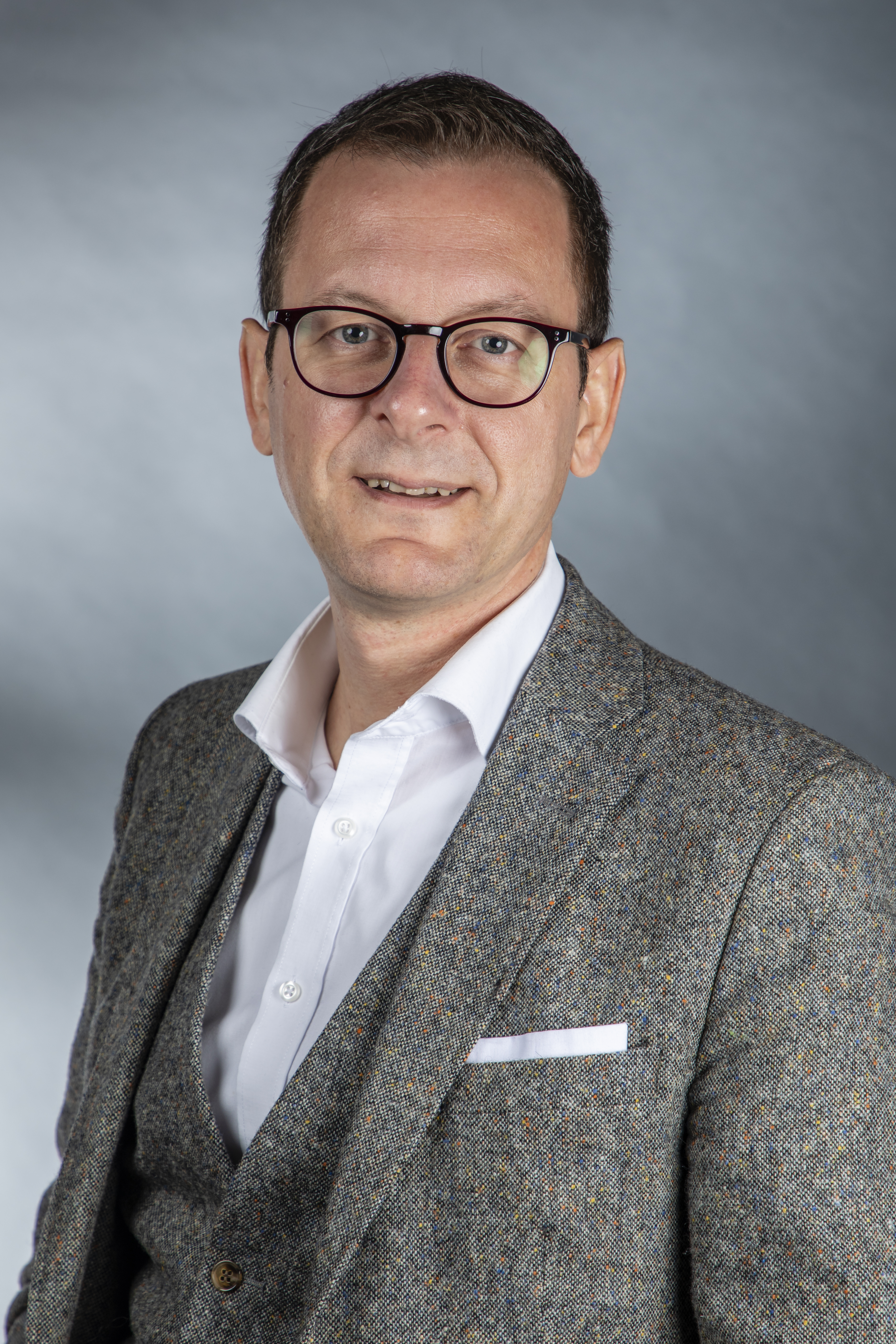
Martin Günthner (* 1976)

- Günthner, Sebastian (1773–1820), deutscher Benediktiner und Historiker
- Günthner, Susanne (* 1957), deutsche Germanistin
- Günthner, Sylvia (* 1988), deutsche Filmproduzentin
- Günthner, Willibald A. (* 1952), deutscher Ingenieurwissenschaftler

##### Guntho
- Günthör, Anselm (1911–2015), deutscher Benediktinermönch und römisch-katholischer Moraltheologe
- Günthör, Jakob (* 1995), deutscher Volleyballspieler
- Günthör, Max (* 1985), deutscher Volleyball-Nationalspieler
- Günthör, Werner (* 1961), Schweizer Kugelstoßer

#### Gunti
- Guntin, José Luis (* 1952), uruguayischer Politiker und Journalist

#### Guntl
- Guntli, Eduard (1872–1933), Schweizer Rechtsanwalt und Politiker (Konservative Volkspartei)
- Guntli, Stephan (* 1961), Schweizer Fernsehjournalist

#### Guntn
- Güntner, Andreas (* 1988), deutscher Fußballspieler
- Güntner, Franz (1812–1887), österreichischer Mediziner
- Güntner, Gabriel (1804–1867), deutsch-böhmischer Prämonstratenser, katholischer Theologe
- Güntner, Hartmund (1827–1897), württembergischer Oberamtmann
- Guntner, Kurt (1939–2015), deutscher Violinist und Musikpädagoge
- Güntner, Markus (* 1981), deutscher DJ und Musiker
- Güntner, Michael (* 1973), deutscher Jurist und ManagerMichael Güntner (* 1973)

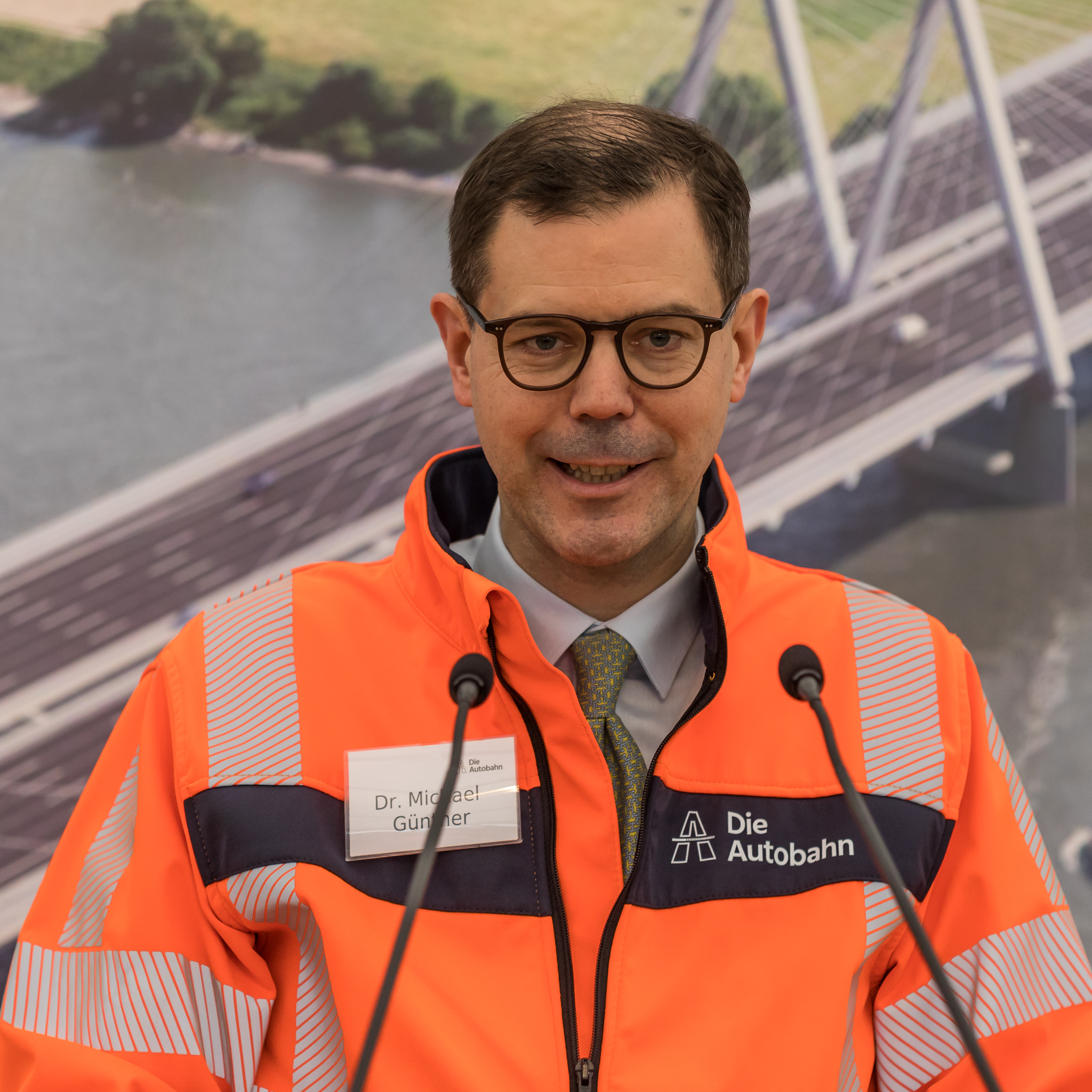
Michael Güntner (* 1973)

- Güntner, Stanislav (* 1977), deutscher Filmregisseur und Drehbuchautor
- Güntner, Stefan (* 1981), deutscher Politiker (CSU)
- Güntner, Verena (* 1978), deutsche Schauspielerin und Schriftstellerin
- Güntner, Walter (1948–2021), deutscher Fußballspieler
- Güntner, Wenzel (1820–1896), böhmisch-österreichischer Chirurg

#### Gunto
- Gunton, Bob (* 1945), US-amerikanischer Filmschauspieler und Theaterschauspieler

#### Guntr
- Guntram (815–837), Graf im Wormsgau (834–837)
- Guntram der Reiche, Stammvater der HabsburgerGuntram der Reiche

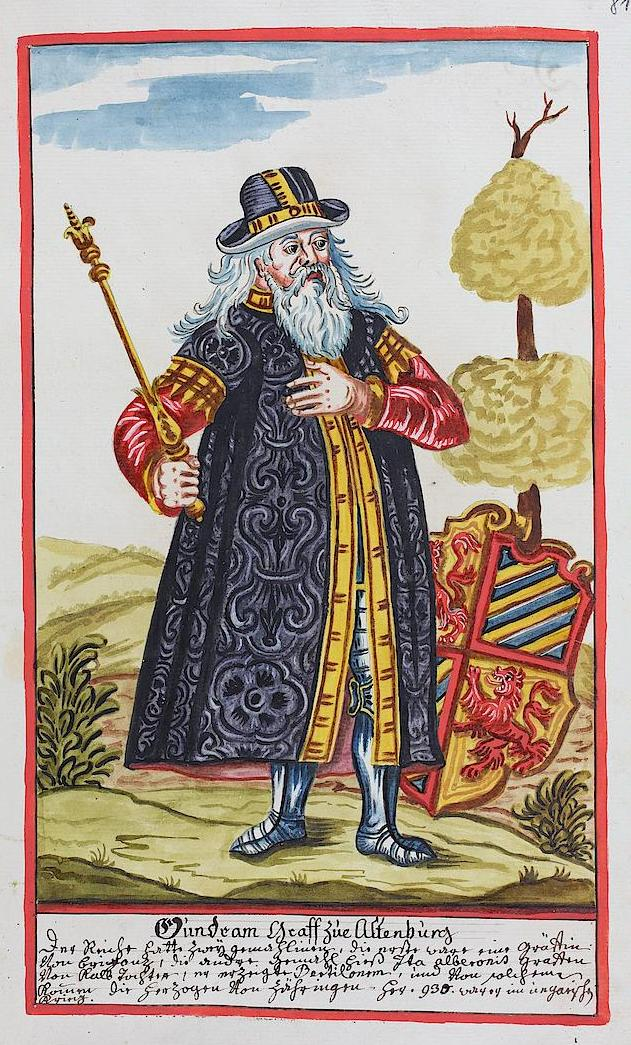
Guntram der Reiche

- Guntram I. († 592), König von Burgund und Orléans
- Guntrud, Tochter des Bayernherzog Theudebert und seiner Gattin Regintrud

#### Gunts
- Güntsch, Fritz-Rudolf (1925–2012), deutscher Computer-Pionier, Industrie- und Wissenschaftsmanager
- Güntsche, Dietmar (* 1968), deutscher Filmproduzent, Drehbuchautor und Filmverleiher
- Güntsche, Richard (1861–1913), deutscher Mathematiker

#### Guntt
- Güntter, Otto (1858–1949), deutscher Germanist und Direktor des Schiller-Nationalmuseums

#### Guntu
- Güntürkün, Onur (* 1958), deutsch-türkischer Psychologe, Professor für Psychologie

#### Guntv
- Guntveit, Cato (* 1975), norwegischer Fußballspieler

#### Gunty
- Gunty, Tess (* 1993), US-amerikanische Schriftstellerin

#### Guntz
- Güntz, Eduard Wilhelm (1800–1880), deutscher Arzt und Psychiater
- Guntz, Emma (* 1937), deutsch-französische Dichterin, Publizistin und Journalistin
- Güntz, Justus Friedrich (1801–1875), deutscher Rechtsanwalt, Zeitungsredakteur und -verleger
- Güntz, Max (1861–1931), deutscher Landwirt und Agrarhistoriker
- Güntzel, Bernhard (1833–1892), deutscher Kommunalpolitiker und Offizier
- Güntzel, Swaantje (* 1972), deutsche Konzeptkünstlerin
- Güntzer, Ulrich (* 1941), deutscher Mathematiker und Informatiker
- Güntzler, Fritz (* 1966), deutscher Politiker (CDU), MdL, MdBFritz Güntzler (* 1966)

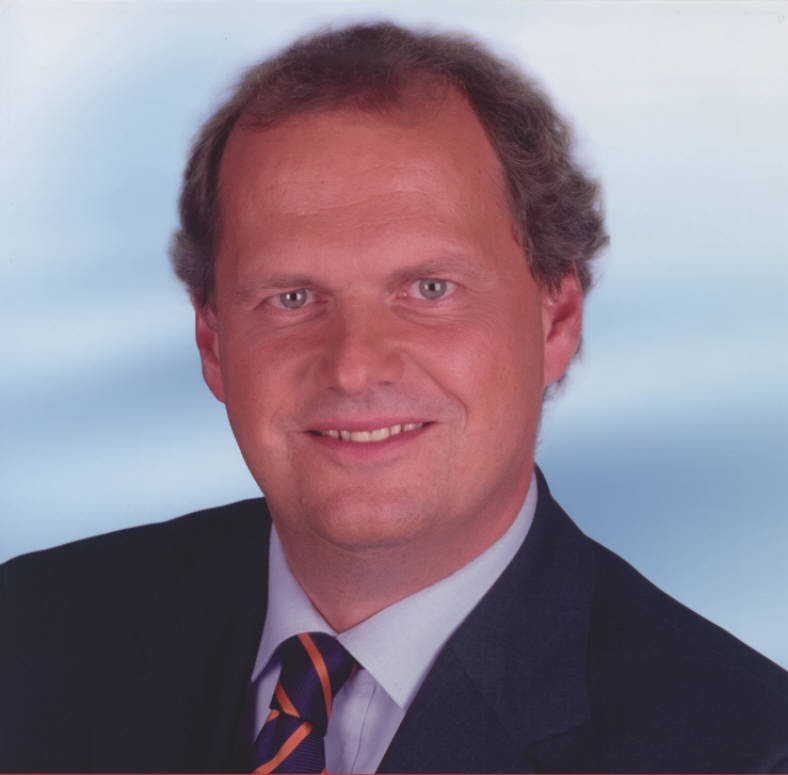
Fritz Güntzler (* 1966)

### Gunz
- Gunz, Bernhard (* 1965), österreichischer Fußballspieler
- Günz, Gabriele (* 1961), deutsche Hochspringerin (DDR)
- Gunz, Gustav (1831–1894), österreichisch-deutscher Arzt und königlich preußischer Kammersänger (Tenor)
- Gunz, Henrik (* 1966), österreichischer Fußballspieler
- Günz, Justus Gottfried (1714–1754), deutscher Anatom und Arzt
- Gunz, Rudolf (1897–1986), österreichischer Politiker (NSDAP), Landtagsabgeordneter in Vorarlberg
- Gunz, Walter (* 1946), deutscher Unternehmer
- Gunz, Willy (1854–1942), österreichisch-deutscher Schauspieler
- Günzburg, Alexander von (* 1863), Direktor der Westerschen Bank N.V. in Amsterdam
- Günzburg, Arje Leib (1695–1785), litauischer Rabbiner, Talmudist
- Günzburg, David (1857–1910), russischer Orientalist
- Günzburg, Joseph (1812–1878), russischer Bankier
- Günzburg, Naphtali Herz (1833–1909), russischer Bankier
- Gunzburg, Nicolas de (1904–1981), französischer Bankier und Herausgeber
- Gunzburg, Philippe de (1904–1986), französischer Adeliger, Widerstandskämpfer im Zweiten Weltkrieg und Autorennfahrer
- Günzel, Alfred (1901–1973), deutscher Politiker (FDP), MdA
- Günzel, Angelika (* 1973), deutsche Rechtswissenschaftlerin
- Günzel, Klaus (1936–2005), deutscher Schriftsteller und Bibliothekar
- Günzel, Reinhard (* 1944), deutscher Brigadegeneral, Kommandeur des Kommandos Spezialkräfte (2000–2003)
- Günzel, Silko (* 1971), deutscher Schwimmer
- Günzel, Stephan (* 1971), deutscher Philosoph, Medientheoretiker
- Günzel, Werner (1934–2020), deutscher Sportdidaktiker und Hochschullehrer
- Gunzelin, Markgraf von Meißen
- Gunzelin I. († 1185), Graf von Schwerin
- Gunzelin II. († 1220), Graf von Schwerin
- Gunzelin III., Graf von Schwerin
- Gunzelin V., Graf von Schwerin
- Gunzelin VI. († 1327), Graf von Schwerin
- Gunzelin von Wolfenbüttel († 1255), Wolfenbütteler Angehöriger der Dienstmannschaft der Welfen, der in den Stand eines Ministerialen des Reiches aufstieg
- Gunzenhauser, Alfred (1926–2015), deutscher Galerist und KunstsammlerAlfred Gunzenhauser (1926–2015)

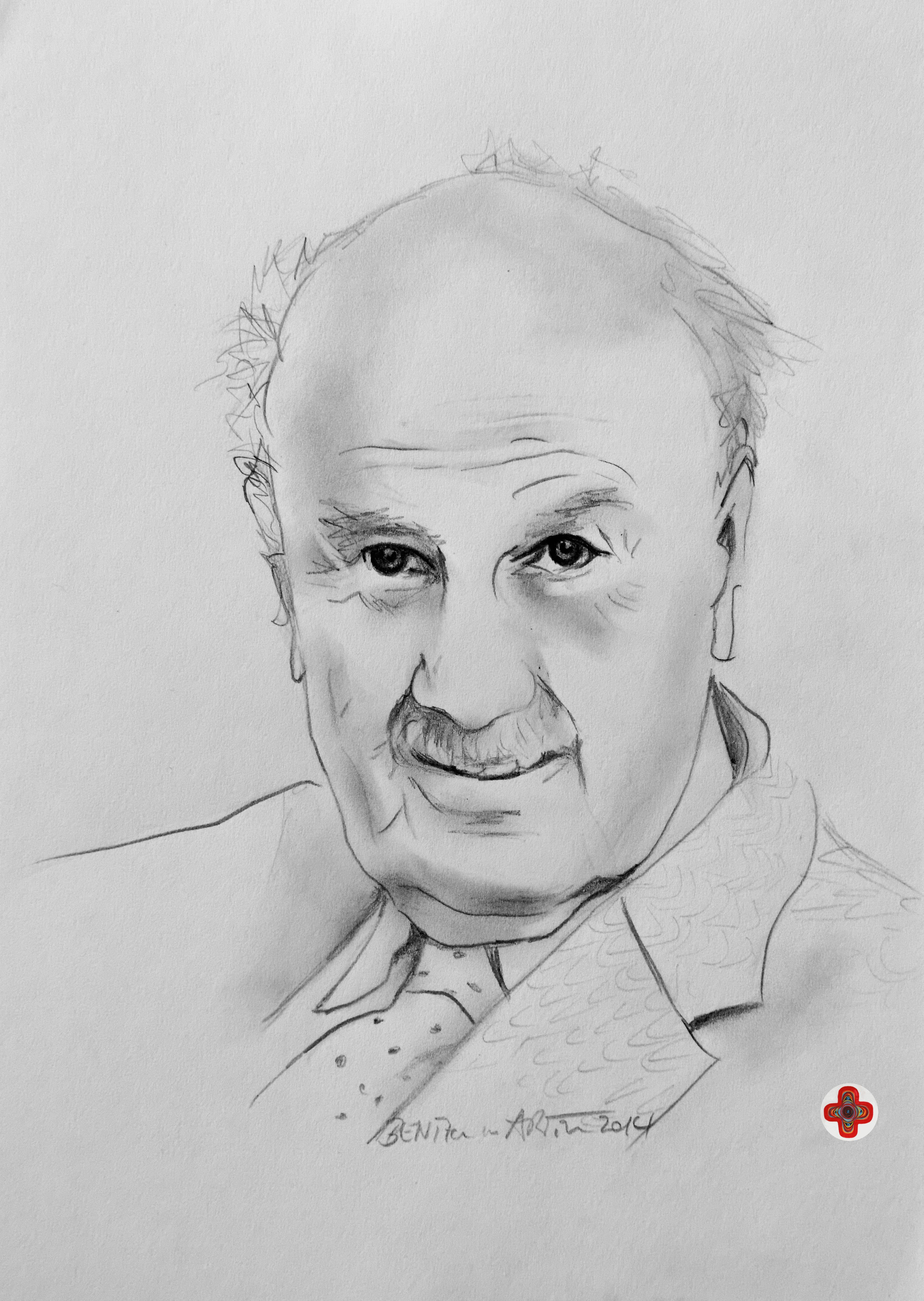
Alfred Gunzenhauser (1926–2015)

- Gunzenhäuser, Elias († 1606), deutscher Zimmermann und Baumeister
- Gunzenhauser, Johann Jakob (1751–1819), württembergischer Oberamtmann
- Gunzenhäuser, Rul (1933–2018), deutscher Informatiker, Professor für Informatik an der Universität Stuttgart
- Gunzenhauser, Samson (1830–1893), deutscher Rabbiner
- Gunzer, Albert (* 1960), österreichischer Politiker (BZÖ), Landtagsabgeordneter und Klagenfurter Stadtrat
- Gunzer, Karl (* 1896), deutscher Ingenieur
- Günzer, Marx († 1628), deutscher Orgelbauer
- Gunzert, Theodor (1874–1964), deutscher Jurist, Kolonialbeamter, Bezirksamtmann in Deutsch-Ostafrika und Geheimer Regierungsrat
- Günzig, Izrael (1868–1931), mährischer Rabbiner
- Gunzig, Thomas (* 1970), belgischer Autor
- Gunzinger, Anton (* 1956), Schweizer Elektroingenieur und Unternehmer
- Gunzinger, Eduard (1897–1972), Schweizer Bühnenbildner, Maler, Grafiker und Illustrator
- Günzl, Maria (1896–1983), deutsche Politikerin (SPD), MdL
- Günzler, Aribert (* 1957), deutscher Pianist, Dirigent, Autor und Komponist von Instrumental- und Vokalwerken
- Günzler, Christian Heinrich von (1758–1842), deutscher Verwaltungsjurist
- Günzler, Claus (1937–2022), deutscher Philosoph und Hochschullehrer
- Günzler, Friedrich (1789–1874), württembergischer Oberamtmann
- Günzler, Hans (* 1930), deutscher Mathematiker und Hochschullehrer
- Günzler, Helmut (1926–2004), deutscher Chemiker
- Günzler, Rainer (1927–1977), deutscher Moderator und RennfahrerRainer Günzler (1927–1977)

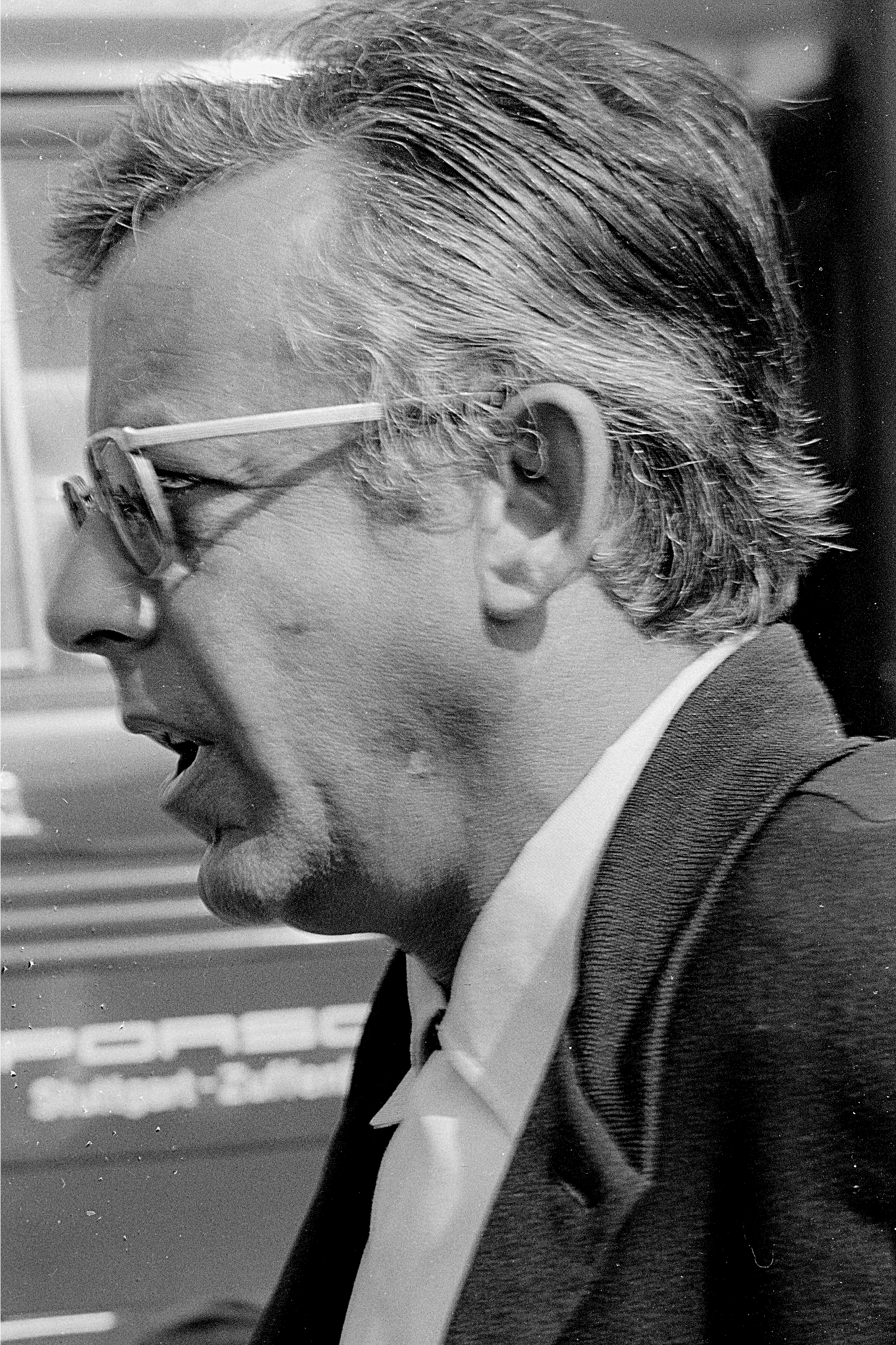
Rainer Günzler (1927–1977)

- Günzler, Uwe (1941–2008), deutscher Journalist und Fernsehmoderator
- Gunzo, alamannischer Herzog
- Gunzo von Novara, italienischer Grammatiker und Diakon
- Gunzo von Worms († 872), Bischof von Worms